# Club africain (football)
Pour les articles homonymes, voir Club africain.
 (janvier 2025).
- Si vous ne connaissez pas le sujet, laissez ce bandeau (vous pouvez alors contacter les auteurs).
- Si vous supprimez le contenu mis en cause (vous pouvez préalablement contacter les auteurs),

argumentez précisément cette suppression dans la page de discussion
(un manque de référence n'est pas un argument ; une recherche réelle de référence doit avoir été effectuée, être formellement documentée).
 (mars 2018).
Si vous disposez d'ouvrages ou d'articles de référence ou si vous connaissez des sites web de qualité traitant du thème abordé ici, merci de compléter l'article en donnant les références utiles à sa vérifiabilité et en les liant à la section « Notes et références ».
Maillots
Actualités
Le Club africain (arabe : النادي الإفريقي) ou Club Africain (abrégé en CA) est un club de football tunisien basé à Tunis. Le club est l'une des sections fondatrices du club omnisports homonyme, le Club africain, fondé en 1920 dans le quartier de Bab Jedid. Connu sous le surnom d'Al Ifriki, l'équipe de football première évolue en championnat de Tunisie.
C'est l'un des deux grands clubs de la capitale de la Tunisie, Tunis, avec l'Espérance sportive de Tunis (EST). Les derbys avec l'autre club sont des matchs d'une grande intensité, au cours desquels s'exacerbe la rivalité historique entre les deux clubs et leurs supporters.
Le Club africain détient des titres internationaux : une coupe des clubs champions africains, une coupe afro-asiatique des clubs, une coupe arabe des vainqueurs de coupe, une Ligue des champions arabes, deux coupes nord-africaine des clubs champions, trois coupes du Maghreb des clubs champions et une coupe du Maghreb des vainqueurs de coupe.
Sur le plan national, le Club africain a notamment remporté treize titres de champion mais aussi treize coupes et trois supercoupes de Tunisie.

## Histoire

### Création

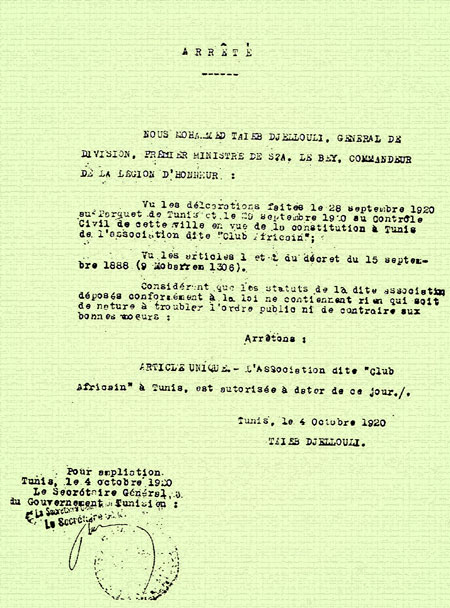
Arrêté autorisant le Club africain le 4 octobre 1920.

Le Club africain était prêt à exercer ses activités dès l'année 1919 mais ce qui en retarda le début était le nom qu'il allait prendre (Club islamique africain). En effet, ce nom a été contesté par les autorités du protectorat français car, à cette époque, tout club tunisien n'avait le droit d'exister qu'avec l'autorisation des autorités. Ce n'est donc que le 4 octobre 1920 que le club est officiellement autorisé à exercer ses activités, mais son itinéraire ne débute pas à cette date.
Le Club africain, comme l'affirment certains de ses pères fondateurs, est le prolongement naturel du Stade africain (association fondée en 1915 et dissoute en 1918) dont il conserve les couleurs, l'esprit, une partie du nom ainsi qu'un noyau de joueurs (particulièrement Mohamed Soudani). Ce dernier est d'ailleurs le président de la réunion constitutive du club qui est tenue dans un café de Bab Jedid appartenant à une famille désormais clubiste. Il est à signaler que le premier siège social du club est le Makhzen Essouf (dépôt de laine) qui est situé dans le quartier d'El Morkadh.
Dès sa présentation, la demande d'autorisation fait l'objet d'un chantage puisque l'agrément est soumis à trois conditions :
- la nomination à la tête du CA d'un président de nationalité française ;
- le changement des couleurs choisies (à savoir le rouge et le blanc) qui contraint le club à jouer sa première saison avec un maillot bleu ;
- le renoncement à l'emblème national (croissant et étoile).

Il s'agit alors de forcer les clubistes à se démarquer de toute référence au drapeau national et à s'aliéner tout son socle identitaire. Les termes de ce compromis sont catégoriquement refusés, surtout le premier point puisque son futur grand rival et voisin, l'EST fondé le 15 janvier 1919, avait un président français, Louis Montassier.
Finalement, l'acharnement contraint les autorités de l'époque à céder et à accorder au Club africain une concession historique sur la nationalité tunisienne du président et l'emblème national qui désormais orne le maillot du club. Les pères fondateurs du club, beaucoup plus intransigeants, obtiennent finalement gain de cause et imposent un bureau directeur entièrement tunisien et présidé par Béchir Ben Mustapha.
Le premier bureau directeur se compose comme suit, :
- Président : Béchir Ben Mustapha ;
- Vice-président : Jameleddine Bousnina ;
- Secrétaire général : Chedly Alwerfeli ;
- Secrétaire général adjoint : Abdelmajid Chahed ;
- Trésorier : Hassen Nouisseri ;
- Commission sportive : Mahmoud Malouche, Ezzedine Belhadj, Fradj Abdelwahed, Ahmed Zeglaoui, Fradj Abdelwahed et Ahmed Dhahak.

La première équipe officielle en 1920 se compose comme suit :
- Gardiens : Béchir Ben Amor et Manoubi Houari ;
- Défenseurs : Jameldine Bousnia, Mohamed Machouch et Mahmoud Malouche (C) ;
- Milieux de terrain : Hassen Gaddour, Hassen Nouisseri, Ahmed Mistaoui et Mohamed Ayed ;
- Attaquants : Abderrahmen Kalfat, Larbi Ben Yemina, Ahmed Zeglaoui et Ahmed Dhahak.

### Résistance et développement (1920-1945)
| \| Lassoued El Kout Troyat Belhaouene Ben Cheikh Ben Yemina Ben Ismaïl H. Akacha S. Akacha H. Ben Ammar M. Ben Ammar \| Équipe type vainqueur · du championnat D2 1936-1937 |
| Lassoued El Kout Troyat Belhaouene Ben Cheikh Ben Yemina Ben Ismaïl H. Akacha S. Akacha H. Ben Ammar M. Ben Ammar                                                           |

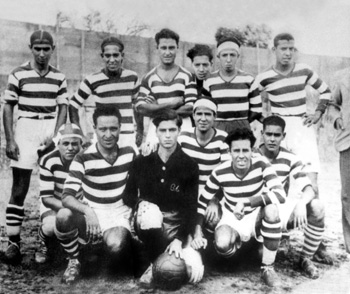
Équipe en 1934-1935.

Malgré une genèse difficile, le club use de l'esprit sportif pour mobiliser et encadrer la jeunesse dans une perspective anticolonialiste. Pendant cette période, et malgré la modestie de ses moyens et les contraintes de son environnement, il poursuit son développement, tout en contribuant à l'enracinement de la culture nationale, à la création de La Rachidia et à la formation d'un théâtre tunisien, le club disposant de sa propre troupe théâtrale dès les années 1930 et organisant le premier des manifestations culturelles et artistiques. Il accorde par ailleurs la gratuité d'entrée au stade aux femmes dès les années 1930.
Le club résiste aussi à certaines velléités d'accaparement, comme la tentative avortée de Habib Bourguiba, en 1934, de le fusionner avec l'EST.
Dans le même temps, le club enregistre des acquis sportifs tels que l'accession en première division en 1937, où il continue d'évoluer sans discontinuité.

### Premiers titres (1945-1960)

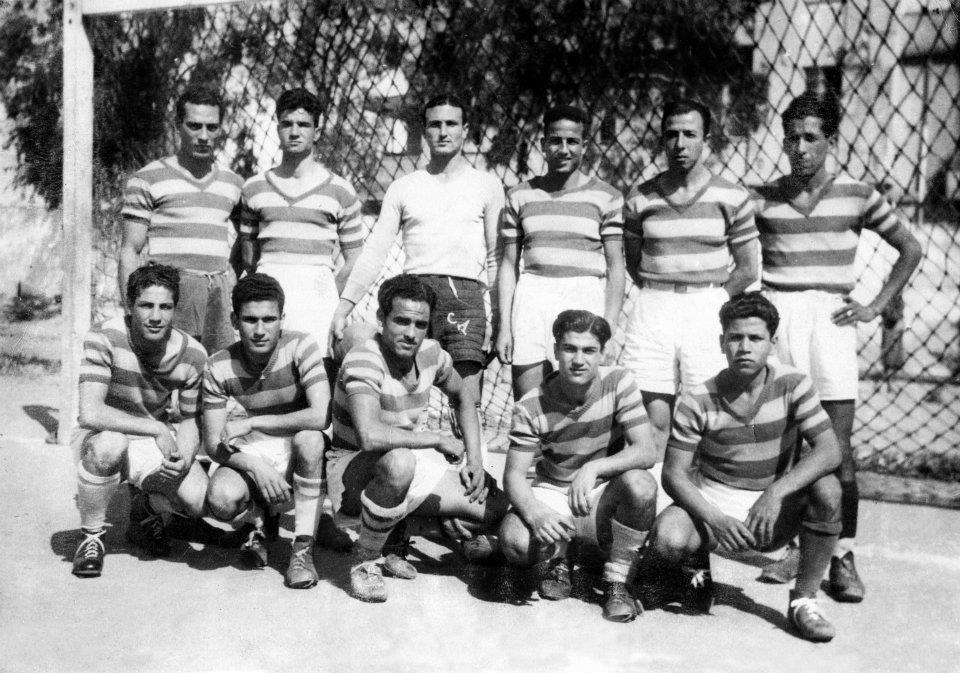
Équipe vainqueur du championnat 1946-1947.

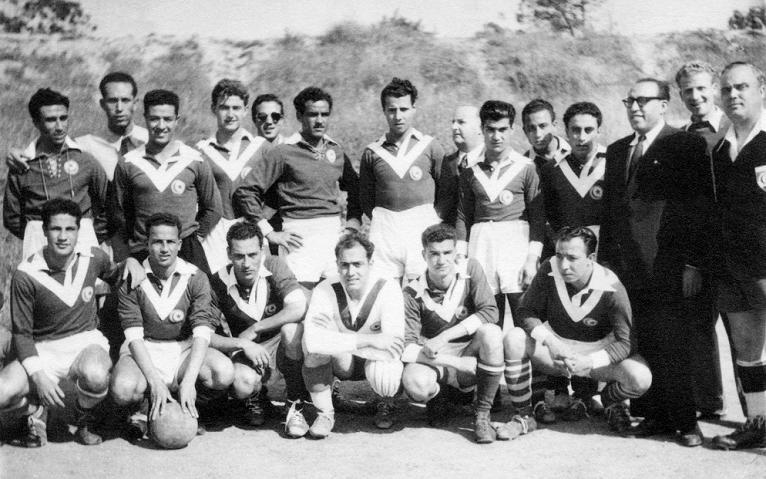
Équipe vainqueur du championnat 1947-1948.

Le Club africain gagne son premier titre de champion lors de la saison 1946-1947. Lors de la dernière journée de ce championnat, le 11 mai 1947, il joue contre son rival de toujours, l'Espérance sportive ; le match se termine sur un score vierge, mais c'est suffisant pour que le CA remporte le titre. La saison suivante, le club réitère cette performance en remportant son second championnat, cette fois-ci face à l'Étoile sportive du Sahel.
| \| Millazzo Ben Ismaïl S. Ettabaâ Dhib Akacha Fayache Kebaili Debbabi Chériki Ben Brahim Mathlouthi \| Équipe type vainqueur · du championnat 1946-1947 |
| Millazzo Ben Ismaïl S. Ettabaâ Dhib Akacha Fayache Kebaili Debbabi Chériki Ben Brahim Mathlouthi                                                        |

| Millazzo Ben Ismaïl S. Ettabaâ Dhib Akacha Fayache Kebaili Debbabi Chériki Ben Brahim Mathlouthi |

| \| Taïeb Ben Ismaïl S. Ettabaâ Dhib Akacha Fayache Kebaili Gabsi Chériki Ben Brahim Mathlouthi \| Équipe type vainqueur · du championnat 1947-1948 |
| Taïeb Ben Ismaïl S. Ettabaâ Dhib Akacha Fayache Kebaili Gabsi Chériki Ben Brahim Mathlouthi                                                        |

| Taïeb Ben Ismaïl S. Ettabaâ Dhib Akacha Fayache Kebaili Gabsi Chériki Ben Brahim Mathlouthi |

Le Club africain prend également part aux éditions de la coupe ainsi que du championnat d'Afrique du Nord, mais se trouve incapable d'en remporter une face à la concurrence imposée par les grands clubs algériens et marocains de l'époque. En championnat avec l'émergence du Club sportif de Hammam Lif (CSHL), il se trouve incapable de gagner des titres pendant plusieurs saisons et doit se contenter des seconds rôles.
En 1956, avec l'indépendance du pays, le club accède pour la première fois de son histoire à la finale de la coupe de Tunisie, mais s'incline 3-1 face au Stade tunisien (ST),. Il termine troisième du championnat à huit points du CSHL. La saison suivante, le Club africain termine quatrième, avec seulement neuf victoires en 22 matchs, et se fait éliminer dès les premiers tours en coupe de Tunisie. La saison 1957-1958 est encore pire vu que le CA termine sixième. Cette baisse de régime pousse ses dirigeants à recruter l'entraîneur Fabio Roccheggiani, réputé être un grand formateur. Cette stratégie de long terme permet au CA d'améliorer peu à peu sa situation.

### Âge d'or (1960-1980)

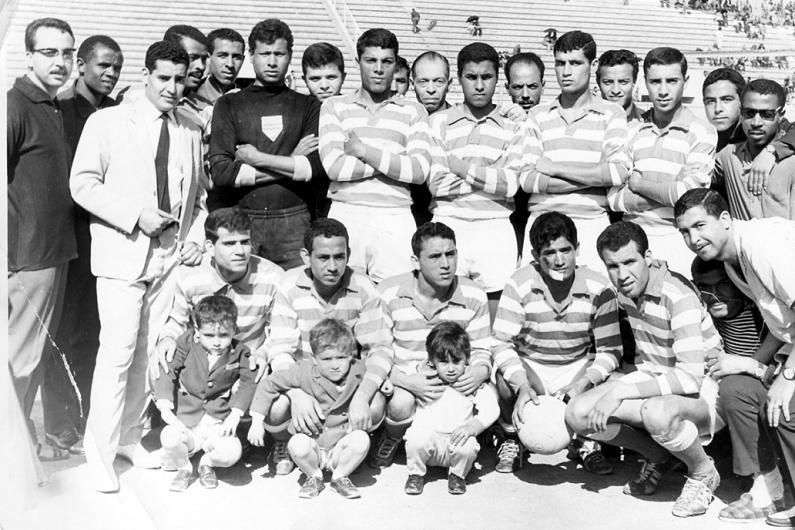
Équipe vainqueur du championnat 1963-1964.

C'est la période durant laquelle le Club africain, le vent en poupe, récolte la majorité de ses trophées sur les plans national et régional.
Tout commence avec la conquête du championnat durant la saison 1963-1964, le premier titre remporté après l'indépendance, gagné avec un effectif composé de jeunes joueurs comme Tahar Chaïbi, Mohamed Salah Jedidi et Sadok Sassi.

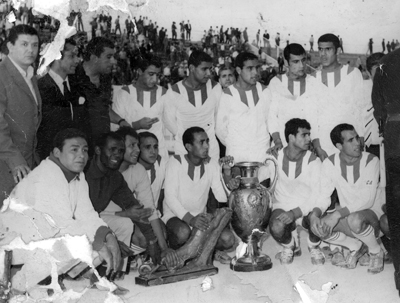
Équipe du doublé de la saison 1966-1967.

La saison suivante, le club se contente d'une seconde place en championnat avec 55 points au compteur (treize victoires, sept nuls et deux défaites), à un point du leader, mais sauve sa saison avec la coupe de Tunisie face à l'Avenir sportif de La Marsa (ASM), une première.
En 1966-1967, il remporte le championnat avec 58 points (quinze victoires, six nuls et une défaite), soit huit points devant le vice-champion, l'Étoile sportive du Sahel (ESS), qu'il bat 2-0 après prolongations en finale de la coupe, remportant ainsi pour la première fois de son histoire le doublé championnat-coupe. Cette saison est toutefois ternie par le décès de l'entraîneur Roccheggiani peu avant la fin de la compétition. Lors de la saison 1967-1968, le CA gagne la coupe face au Sfax railway sport mais termine second en championnat face à ce même club.
| \| Attouga Amri Khouini Ben Ammar Krimi Bouajila Touati Gattous Chaïbi Troudi Jedidi \| Équipe type vainqueur · du championnat 1963-1964 |
| Attouga Amri Khouini Ben Ammar Krimi Bouajila Touati Gattous Chaïbi Troudi Jedidi                                                        |

| Attouga Amri Khouini Ben Ammar Krimi Bouajila Touati Gattous Chaïbi Troudi Jedidi |

| \| Attouga Amri Klibi Ben Ammar Lakhoua Bouajila Kaouel Gattous Chaïbi Touati Jedidi \| Équipe vainqueur de la coupe · de Tunisie 1964-1965 |
| Attouga Amri Klibi Ben Ammar Lakhoua Bouajila Kaouel Gattous Chaïbi Touati Jedidi                                                           |

| Attouga Amri Klibi Ben Ammar Lakhoua Bouajila Kaouel Gattous Chaïbi Touati Jedidi |

| \| Attouga Amri Klibi Bennour J. Chaoua Bouajila Rahmouni Gattous Chaïbi Jedidi S. Chaoua \| Équipe type du doublé · en 1966-1967 |
| Attouga Amri Klibi Bennour J. Chaoua Bouajila Rahmouni Gattous Chaïbi Jedidi S. Chaoua                                            |

| Attouga Amri Klibi Bennour J. Chaoua Bouajila Rahmouni Gattous Chaïbi Jedidi S. Chaoua |

| \| Attouga Mrad Klibi Bennour J. Chaoua Bouajila Rahmouni Gattous Chaïbi Jedidi S. Chaoua \| Équipe vainqueur de la coupe · de Tunisie 1967-1968 |
| Attouga Mrad Klibi Bennour J. Chaoua Bouajila Rahmouni Gattous Chaïbi Jedidi S. Chaoua                                                           |

| Attouga Mrad Klibi Bennour J. Chaoua Bouajila Rahmouni Gattous Chaïbi Jedidi S. Chaoua |

La saison suivante, il termine une nouvelle fois second — cette fois-ci à cinq points du Club sportif sfaxien (CSS) — et gagne la coupe face à l'Espérance sportive de Tunis (EST) qu'il affronte pour la première fois en finale de la coupe.

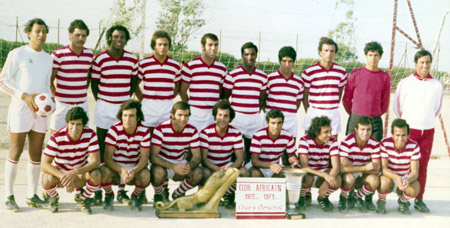
Équipe du doublé de la saison 1972-1973.

En 1969-1970, la coupe est à nouveau gagnée face à l'ASM, mais le championnat est perdu au détriment de l'EST. En décembre 1970, le Club africain remporte la coupe du Maghreb des vainqueurs de coupe, devenant ainsi le premier club tunisien à gagner un titre international en ayant tout d'abord battu l'USM Alger en demi-finale par le score de 1-0, puis l'ASM en finale par le score de 2-0. Mais il termine deuxième du championnat malgré une défense qui n'encaisse que huit buts ; il se fait éliminer en coupe dès le premier tour, mettant fin à une série de quatre coupes consécutives (un record). En 1971-1972, le CA renoue avec les titres nationaux en gagnant sa sixième coupe de Tunisie, prenant ainsi sa revanche face au ST qui l'avait battu dans la finale de 1956 ; il termine vice-champion à trois points de l'ESS. Avec la nomination de Jamel Eddine Bouabsa comme entraîneur, le Club africain remporte son second doublé en 1972-1973 : le sacre face au champion de la saison précédente et la coupe face à l'ASM.
| \| Attouga Retima J. Chaoua Bennour Klibi Bouajila Rahmouni Mrad Chaïbi Jedidi S. Chaoua \| Équipe vainqueur de la coupe · de Tunisie 1968-1969 |
| Attouga Retima J. Chaoua Bennour Klibi Bouajila Rahmouni Mrad Chaïbi Jedidi S. Chaoua                                                           |

| Attouga Retima J. Chaoua Bennour Klibi Bouajila Rahmouni Mrad Chaïbi Jedidi S. Chaoua |

| \| Attouga Zitouni Retima J. Chaoua Mrad Klibi Bouajila Rahmouni Chaïbi Khouini S. Chaoua \| Équipe vainqueur de la coupe · de Tunisie 1969-1970 |
| Attouga Zitouni Retima J. Chaoua Mrad Klibi Bouajila Rahmouni Chaïbi Khouini S. Chaoua                                                           |

| Attouga Zitouni Retima J. Chaoua Mrad Klibi Bouajila Rahmouni Chaïbi Khouini S. Chaoua |

| \| Attouga Zitouni Klibi Retima J. Chaoua Rahmouni Belhassine Toujani Nasri Khouini Chaïbi \| Équipe vainqueur de la coupe · de Tunisie 1971-1972 |
| Attouga Zitouni Klibi Retima J. Chaoua Rahmouni Belhassine Toujani Nasri Khouini Chaïbi                                                           |

| Attouga Zitouni Klibi Retima J. Chaoua Rahmouni Belhassine Toujani Nasri Khouini Chaïbi |

| \| Attouga Mrad Naouali Zitouni Retima Rahmouni Belghith Chicha Nasri Khouini Chaïbi \| Équipe type du doublé · en 1972-1973 |
| Attouga Mrad Naouali Zitouni Retima Rahmouni Belghith Chicha Nasri Khouini Chaïbi                                            |

| Attouga Mrad Naouali Zitouni Retima Rahmouni Belghith Chicha Nasri Khouini Chaïbi |

Toujours dans la continuité, le CA remporte le championnat en 1973-1974, mais assez difficilement, et ce, malgré une attaque qui marque à quarante reprises et une défense qui n'encaisse que 18 buts (meilleure défense) ; il gagne en janvier 1974, lors de cette même saison, sa première coupe du Maghreb des clubs champions. Les joueurs ont raison des Algériens de la Jeunesse sportive de Kabylie en les battant 2-0 à Alger, en hommage à leur camarade Ezzedine Belhassine, décédé la veille du match dans sa chambre d'hôtel.
La saison suivante, ils perdent le championnat au détriment de l'EST et la coupe au détriment de l'ESS mais remportent une nouvelle fois la coupe du Maghreb des clubs champions en septembre 1974, à Casablanca, face au Raja de Béni Mellal. Ils rééditent la même performance en octobre 1975, à Tunis, face à l'équipe du MC Alger qu'ils parviennent à battre lors d'une séance de tirs au but (4-2 pour le CA), malgré la nette domination des Algériens en cours de match.

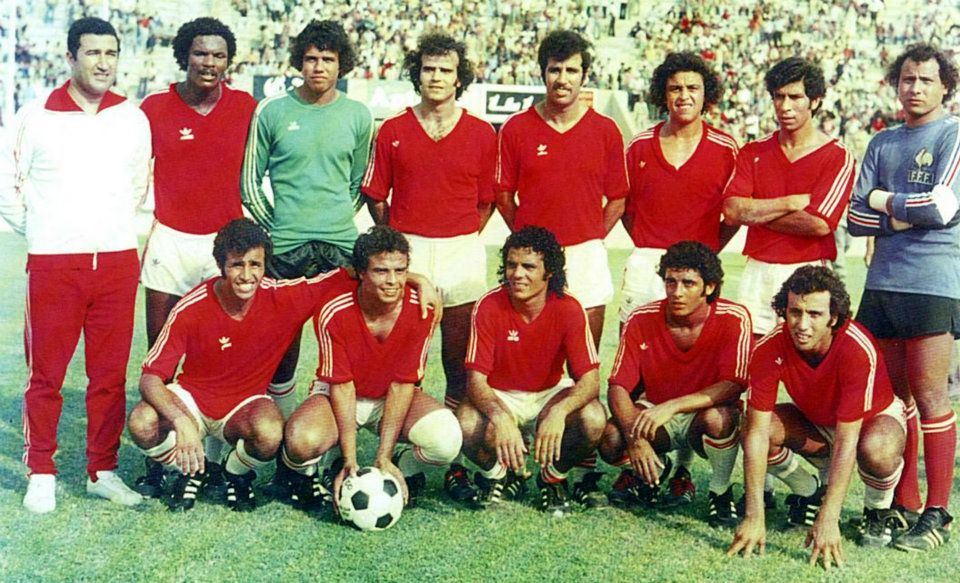
Équipe vainqueur de la coupe du Maghreb des clubs champions 1976.

L'équipe égale ainsi le Chabab Riadhi Belouizdad au nombre d'éditions gagnées (trois) et devient la plus titrée à l'échelle maghrébine. Lors de la saison 1975-1976, le club termine troisième en championnat, mais remporte sa huitième coupe aux tirs au but, face à l'EST. En 1976-1977, malgré une attaque qui a marqué 41 buts et une défense qui n'en a encaissé que vingt (meilleure défense), le CA perd le titre face à la Jeunesse sportive kairouanaise et rate la coupe en demi-finale face au CSS. En 1977-1978, il doit une nouvelle fois se contenter d'une seconde place, à cinq points du CSS, mais voit cinq de ses joueurs sélectionnés avec l'équipe nationale pour la coupe du monde de 1978 : Mokhtar Naili, Sadok Sassi, Kamel Chebli, Mohamed Ali Ben Moussa et Nejib Ghommidh. Le CA gagne à nouveau le titre en 1978-1979, le ST terminant à un point derrière. En 1979-1980, avec des joueurs comme Naili, Chebli, Néjib Abada et Moussa, et André Nagy comme entraîneur, il gagne une nouvelle fois le championnat, cette fois-ci face à l'EST, et n'encaisse que sept buts lors des 26 matchs du championnat (un record national). Cette moisson de titres est due principalement à des joueurs formés au sein du club et à un grand esprit de solidarité qui unit les joueurs.
| \| Attouga Mrad Naouali Retima Zitouni Ghommidh Belghith Chicha Nasri Bayou Khouini \| Équipe type vainqueur · du championnat 1973-1974 |
| Attouga Mrad Naouali Retima Zitouni Ghommidh Belghith Chicha Nasri Bayou Khouini                                                        |

| Attouga Mrad Naouali Retima Zitouni Ghommidh Belghith Chicha Nasri Bayou Khouini |

| \| Attouga Ayari Moussa Retima Chebli Ghommidh Belghith Chicha Nasri Abada Khouini \| Équipe vainqueur de la coupe · de Tunisie 1975-1976 |
| Attouga Ayari Moussa Retima Chebli Ghommidh Belghith Chicha Nasri Abada Khouini                                                           |

| Attouga Ayari Moussa Retima Chebli Ghommidh Belghith Chicha Nasri Abada Khouini |

| \| Naili Mouelhi Khedher Chargui Chebli Ghommidh Boushih Moussa Nasri Abada Bayari \| Équipe type vainqueur · du championnat 1978-1979 |
| Naili Mouelhi Khedher Chargui Chebli Ghommidh Boushih Moussa Nasri Abada Bayari                                                        |

| Naili Mouelhi Khedher Chargui Chebli Ghommidh Boushih Moussa Nasri Abada Bayari |

### Période de sécheresse (1980-1990)
| \| Naili Mouelhi Ben Khedher Chargui Chebli Ghommidh Boushih Moussa Khouini Gasmi Bayari \| Équipe type vainqueur · du championnat 1979-1980 |
| Naili Mouelhi Ben Khedher Chargui Chebli Ghommidh Boushih Moussa Khouini Gasmi Bayari                                                        |

Tout commence avec la finale de la coupe de Tunisie 1979-1980 contre l'EST : le Club africain, bien que favori après son titre de champion, s'incline 2-0 et perd l'occasion de remporter un troisième doublé. En 1980-1981, premier jusqu'à la dernière journée, il s'incline face au CSS à Sfax, sur un score de 2-1, et se fait éliminer rapidement en coupe. La saison suivante, il perd un autre titre, en finale de la coupe, face au Club athlétique bizertin (CAB) et termine deuxième en championnat, avec 58 points, à six points du champion, l'EST. En 1982-1983, avec Mokhtar Tlili à la tête de l'équipe, le CA termine à un point du CSS, malgré une attaque qui marque à 52 reprises, et se fait éliminer par l'ASM en demi-finale de la coupe sur le score de 1-0. La saison suivante, le CA s'incline à domicile face au champion de l'année précédente, sur le score de 1-0, et termine quatrième en championnat, à égalité de points avec l'ESS et à un point des deux leaders, le ST et le CAB.
Lors de la saison 1984-1985, avec le retour d'André Nagy comme entraîneur, l'équipe part favorite, mais les ratages dès le début la conduisent à se contenter d'une seconde place derrière l'EST, malgré une victoire au derby le 5 mai 1985 (5-1) qui lui permet d'espérer le titre jusqu'au bout ; elle perd la finale de la coupe aux tirs au but, face au CSHL.
La saison suivante, le Club africain termine troisième en championnat, à un point du vice-champion, mais à six points du champion, l'ESS, et se fait battre aux tirs au but en finale de la coupe par l'EST. En 1986-1987, le CA ne réalise qu'une performance en demi-teinte, terminant à cinq points du champion (ESS), se faisant éliminer aux tirs au but, en quarts de finale, par le CAB. En 1987-1988, il rate le titre de champion lors des dix dernières journées, le laissant filer entre l'EST et le Club olympique des transports, et perd une nouvelle fois la finale de la coupe face à ce dernier aux penalties. La saison suivante, il perd d'abord la Ligue des champions arabes (4-2) aux penalties face au Ettifaq FC et termine à treize points de l'EST en championnat, contre qui il perd en finale de la coupe sur le score de 2-0. Il n'aura gagné aucun titre durant cette décennie malgré un effectif comportant des joueurs comme Hédi Bayari, Lassaâd Abdelli et Kamel Chebli.

### Retour au sommet (1990-1997)
| \| Tayech Bergaoui Saïdi Mhaissi Amdouni Nasri S. Sellimi Abdelhak L. Rouissi F. Rouissi Yaâkoubi \| Équipe type vainqueur · du championnat 1989-1990 |
| Tayech Bergaoui Saïdi Mhaissi Amdouni Nasri S. Sellimi Abdelhak L. Rouissi F. Rouissi Yaâkoubi                                                        |

Tout commence avec le championnat de la saison 1989-1990, mal entamé au début, à tel point que la différence entre le CA et l'EST atteint treize points. La nomination de Farid Abbes à la tête du club et de Faouzi Benzarti comme entraîneur de l'équipe première permet au CA d'enchaîner une série de victoires consécutives et de gagner le championnat lors de la dernière journée en battant l'ASM 1-0, sur un but de Kais Yaâkoubi. Lors de la saison suivante, le Club africain perd la finale de la coupe d'Afrique des vainqueurs de coupe contre les Nigérians du BCC Lions Football Club et se contente d'une seconde place en championnat, loin derrière l'EST, malgré une victoire contre ces derniers par 3-0 le 5 mai 1991. L'équipe réussit à gagner la coupe des clubs champions africains la saison suivante, le 14 décembre, devenant ainsi le premier club tunisien à remporter ce titre.
En championnat, durant l'avant-dernière journée, le Club africain reçoit le CAB, premier au classement avec deux points d'avance sur le CA, au stade olympique d'El Menzah : Adel Sellimi marque le seul but de la rencontre, à la 91e minute de jeu, permettant au club de remporter le dixième titre en championnat de son histoire en terminant en tête, avec un seul point d'avance sur le CAB et 17 sur le tenant du titre, l'EST. Il réalise le doublé en battant le ST en finale de la coupe de Tunisie, marquant une année exceptionnelle pour le club dans la continuité de sa victoire dans la coupe des clubs champions africains et dans la coupe afro-asiatique des clubs contre Al-Hilal Riyad.
Après une saison catastrophique en 1993-1994, Hammouda Ben Ammar prend les commandes du Club africain pendant deux ans. Durant cette période, le club remporte en 1995 la coupe arabe des vainqueurs de coupe au stade olympique de Sousse : l'équipe bat l'ESS en finale (1-0), après prolongation et avec un but de Nabil Maâloul sur penalty.
Le club remporte également le championnat 1995-1996 avec des records : Boubaker Ezzitouni réussit à garder ses cages inviolées durant 1 004 minutes, ce qui constitue alors un record national. L'équipe n'encaisse qu'un seul but durant la phase aller du championnat et sept durant la saison, marquant 49 buts au total ; le meilleur buteur du championnat, Sami Touati, marque 17 buts.
| \| Hammami A. Rouissi Bergaoui Mhaissi Megharia L. Rouissi S. Sellimi Nasri F. Rouissi A. Sellimi Touati \| Équipe vainqueur de la coupe · d'Afrique des clubs champions 1991 |
| Hammami A. Rouissi Bergaoui Mhaissi Megharia L. Rouissi S. Sellimi Nasri F. Rouissi A. Sellimi Touati                                                                         |

| Hammami A. Rouissi Bergaoui Mhaissi Megharia L. Rouissi S. Sellimi Nasri F. Rouissi A. Sellimi Touati |

| \| Hammami A. Rouissi Bergaoui Mhaissi Megharia S. Sellimi L. Rouissi Nasri F. Rouissi A. Sellimi Touati \| Équipe type vainqueur · du doublé en 1991-1992 |
| Hammami A. Rouissi Bergaoui Mhaissi Megharia S. Sellimi L. Rouissi Nasri F. Rouissi A. Sellimi Touati                                                      |

| Hammami A. Rouissi Bergaoui Mhaissi Megharia S. Sellimi L. Rouissi Nasri F. Rouissi A. Sellimi Touati |

| \| Hammami A. Rouissi Megharia Mhaissi Cissé S. Sellimi L. Rouissi Nasri Bouhali A. Sellimi Touati \| Équipe vainqueur de la coupe · afro-asiatique des clubs 1992 |
| Hammami A. Rouissi Megharia Mhaissi Cissé S. Sellimi L. Rouissi Nasri Bouhali A. Sellimi Touati                                                                    |

| Hammami A. Rouissi Megharia Mhaissi Cissé S. Sellimi L. Rouissi Nasri Bouhali A. Sellimi Touati |

| \| Ezzitouni Hanini Trabelsi Ouadja Salou Haj Ali S. Sellimi Maâloul Rouissi A. Sellimi Touati \| Équipe type vainqueur · du championnat 1995-1996 |
| Ezzitouni Hanini Trabelsi Ouadja Salou Haj Ali S. Sellimi Maâloul Rouissi A. Sellimi Touati                                                        |

| Ezzitouni Hanini Trabelsi Ouadja Salou Haj Ali S. Sellimi Maâloul Rouissi A. Sellimi Touati |

### Années noires (1997-2007)
| \| Ezzitouni Jaballah Amrouche Marzouki Hanini Bouzaiene Kouki Khouini Sdiri Limam Rouissi \| Équipe vainqueur de la coupe · de Tunisie 1997-1998 |
| Ezzitouni Jaballah Amrouche Marzouki Hanini Bouzaiene Kouki Khouini Sdiri Limam Rouissi                                                           |

Alors que l'autre club de la capitale commence sa période dorée grâce au pouvoir de son président, le club connaît une crise de dix ans, période durant laquelle le club ne gagne pas le titre de championnat ni des titres majeurs. Il voit aussi les entraîneurs comme les présidents se succéder au parc A.
| \| Azaïez Jaballah Chouchane Marzouki Khalfaoui Bouzaiene Mouelhi Kouki Boulila Limam Milar \| Équipe vainqueur de la coupe · de Tunisie 1999-2000 |
| Azaïez Jaballah Chouchane Marzouki Khalfaoui Bouzaiene Mouelhi Kouki Boulila Limam Milar                                                           |

En 1996-1997, le club perd son titre de champion et termine cinquième au classement ; il sort aussi en demi-finale de la coupe de Tunisie aux tirs au but mais sauve sa saison en remportant la Ligue des champions arabes 1997. Le club participe aussi à la Ligue des champions de la CAF dans sa nouvelle version mais sort en phase de groupes. Chérif Bellamine devient président du club en remplacement de Saïd Néji et recrute René Exbrayat comme entraîneur. Lors de la saison 1997-1998, le club réalise un bon début mais termine deuxième ; il gagne cependant la coupe de Tunisie face à l'Olympique de Béja. Durant la saison suivante, le club termine sixième en phase de play-off du championnat et finaliste en coupe de Tunisie, conduisant au limogeage de René Exbrayat. Au début de la saison 1999-2000, le Club africain atteint avec son nouvel entraîneur Faouzi Benzarti la finale de la coupe d'Afrique des vainqueurs de coupe 1999 mais échoue face à l'Africa Sports. Le club entre alors en crise et perd plusieurs matchs du championnat, terminant à la cinquième place.
La saison suivante, le club poursuit son parcours en coupe de Tunisie avec le retour d'Exbrayat et gagne la compétition aux tirs au but face au Club sportif sfaxien le 22 octobre 2000. Durant la saison 2000-2001, le club termine troisième du championnat et sort en quarts de finale de la coupe de Tunisie mais poursuit son parcours africain en coupe d'Afrique des vainqueurs de coupe. Malgré sa victoire (3-1) face au tenant de titre, le Zamalek SC, en quarts de finale, l'équipe sort en demi-finale face au Kaizer Chiefs FC. À l'occasion de la saison 2002-2003, le club termine troisième du championnat et perd la finale de la coupe de Tunisie face au Stade tunisien ; le club perd aussi en finale de la Ligue des champions arabes contre Al-Ahli Djeddah. Durant la saison suivante, il poursuit son parcours africain avec la coupe de la CAF 2003 mais échoue en demi-finale contre le Coton Sport FC de Garoua ; il termine par ailleurs la saison à la troisième place au championnat. Lors de la saison 2004-2005, le club fait un bon début en championnat mais termine troisième, à deux points du champion.
Kamel Idir devient alors le président du club et décide de donner les rênes de l'équipe au Français Bertrand Marchand au milieu de la saison 2005-2006 ; la formation est finaliste de la coupe de Tunisie et termine troisième du championnat. Durant la saison suivante, Marchand poursuit sa mission et l'équipe termine vice-championne.

### Benchikha, choix de la rigueur et passage de Pierre Lechantre (2007-2010)
| \| Nefzi Souissi Amri Bachtobji Gharzoul Ben Yahia Ouertani Sellami Mouihbi Dhaouadi Osagui \| Équipe type vainqueur · du championnat 2007-2008 |
| Nefzi Souissi Amri Bachtobji Gharzoul Ben Yahia Ouertani Sellami Mouihbi Dhaouadi Osagui                                                        |

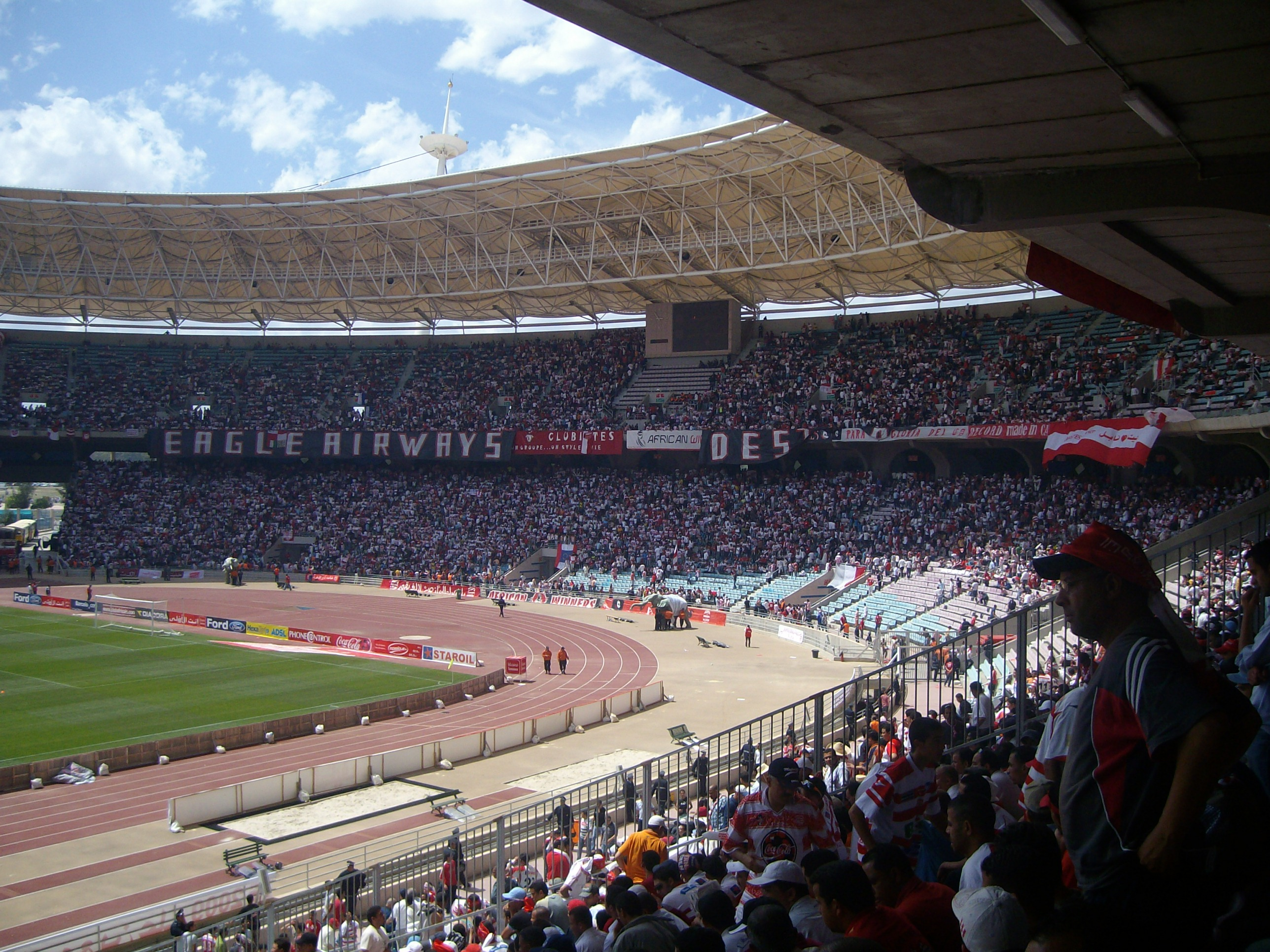
Public clubiste le 22 mai 2008.

Le recrutement de Youssef Mouihbi complète un secteur offensif accueillant déjà dans ses rangs Zouhaier Dhaouadi et Moussa Pokong. Abdelhak Benchikha prône alors une tactique en 4-3-3. En définitive, les joueurs tels que Lassaad Ouertani, Karim Aouadhi et Enam Mendamo Alexis se révèlent importants pour le club, formant un trio complémentaire. Wissem Ben Yahia, qui confirme sa qualité de jeu au plus haut niveau, devient vite la nouvelle idole des supporters grâce à sa polyvalence et à sa technicité en récupération des ballons.
Lors du mercato d'hiver 2008, le Club africain engage l'attaquant Aymen Rhifi de l'Avenir sportif de La Marsa. Le 22 mai 2008, le club est sacré champion pour la douzième fois de son histoire, à la suite d'une victoire face à l'Espérance sportive de Zarzis (2-1). À l'intersaison, on complète le secteur défensif constitué de Mohamed Bachtobji, Mohamed Ali Gharzoul, Khaled Souissi, Hamdi Werhani, Chokri Zaalani, Helmi Hmam et Anis Amri, sans oublier le gardien Adel Nefzi qui bat un record du championnat avec 1 269 minutes de jeu sans encaisser le moindre but, de la 39e minute de la huitième journée à la 48e minute de la 22e journée.
Durant la saison 2008-2009, le club remporte la coupe nord-africaine des clubs champions et termine deuxième au championnat avec la meilleure défense, mais avec une victoire le 1er mars 2009, contre l'EST (3-0).
En 2009, Pierre Lechantre est nommé entraîneur. Le club célèbre l'année suivante son 90e anniversaire et c'est dans le cadre de ces festivités qu'il accueille l'Olympique lyonnais pour un match de gala le 6 janvier 2010, au stade olympique de Radès, se concluant sur un score de parité (1-1),. Après la trêve hivernale, les résultats ne sont pas au rendez-vous, tant au niveau de la deuxième phase du championnat que de la sortie du second tour de la Ligue des champions de la CAF.
En avril 2010, le bureau directeur remplace Lechantre par Habib Mejri mais les mauvais résultats s'accumulent avec la sortie de la coupe de Tunisie en demi-finale ; le club termine par ailleurs le championnat à la seconde place.

### Crise présidentielle (2010-2012)
Durant la préparation de la saison 2010-2011, le club vit une crise de son bureau directeur après la sortie définitive de Kamel Idir. Si Jamel Atrous a la préférence des supporters, Belhassen Trabelsi, frère de la première dame Leïla Ben Ali, refuse ce nom en raison d'un différend entre les familles Trabelsi et Atrous autour de la concession Isuzu. À la suite de la désignation de Atrous, celui-ci est donc évincé avant l'entame de la saison et remplacé par Chérif Bellamine, qui jouissait pourtant d'une paisible retraite, avec le vice-président Mounir Balti. Deux défaites au cours des trois premiers matchs et d'autres défaites conduisent le club à sortir de la course du championnat et de la coupe même s'il remporte la coupe nord-africaine des clubs champions ; la défaite contre l'Espérance sportive de Zarzis au stade d'El Menzah pendant la révolution et la pression des supporters entraînent la destitution de l'entraîneur Mrad Mahjoub, son remplacement par Kais Yaâkoubi et la démission de Balti (président du club par intérim) qui appelle à une assemblée générale durant laquelle la situation serait éclaircie.
Après la fuite de la famille Trabelsi et du président déchu, Zine el-Abidine Ben Ali, le 14 janvier 2011, le Club africain tient une assemblée générale élective le 25 février : Jamel Atrous est élu président et Salah Mannai vice-président. Le Club africain est la première équipe tunisienne à tenir une assemblée générale élective après la révolution.
Après avoir été disqualifiée au troisième tour de la Ligue des champions de la CAF, Faouzi Benzarti devient entraîneur de l'équipe ; son parcours durant les dernières journées de la saison est difficile, avec plusieurs défaites, et l'équipe termine quatrième du championnat. Après une saison catastrophique, plusieurs joueurs quittent le club durant le mercato d'été, comme Wissem Ben Yahia, acheté par le club turc du Mersin Talim Yurdu pour 800 000 dinars, et Khaled Souissi, acheté par le club français de l'Athlétic Club arlésien pour 200 000 euros ; d'autres contrats de joueurs — Karim Aouadhi, Oussama Sellami et Khaled Melliti — arrivent à échéance. Le bureau directeur décide de résilier les contrats de six joueurs et en recrute d'autres : Aymen Ben Ayoub, Chaker Rguiî, Nafaa Jebali, Wajdi Jabbari, Amir Haj Massaoud, Vitor Sonny et Rabii Ellafi. Le Club africain commence la saison avec la coupe de la confédération où il effectue un bon parcours et atteint la finale : il remporte le match aller contre le Maghreb de Fès (1-0 sur un but d'Enam Mendamo Alexis à la septième minute) mais perd le match retour (0-1) aux tirs au but. Benzarti démissionne et Patrick Liewig, directeur technique, prend provisoirement les commandes de l'équipe. Un court passage de l'entraîneur Abdelhak Benchikha,, avec des pertes de points au classement du championnat, provoque la démission de ce dernier et le retour de Liewig, directeur technique, qui prend provisoirement les commandes de l'équipe. Cependant, la pression du public pousse Atrous à quitter le club avec son staff après l'assemblée générale élective.

### Ère Slim Riahi (2012-2017)
À la suite de l'assemblée générale élective tenue le 16 juin 2012, Slim Riahi est élu comme nouveau président du club et fixe des objectifs ambitieux, tout en apportant des moyens financiers considérables : le Club africain dépense au total plus de trente millions de dinars pour recruter des joueurs à l'été 2012 et remporter le championnat de Tunisie. Christophe Maillol est nommé au poste de directeur sportif et Bernard Casoni au poste d'entraîneur ; le bureau fait venir plusieurs joueurs tels que le milieu de terrain international algérien Abdelmoumene Djabou, en provenance de l'Entente sportive sétifienne, pour trois millions de dinars, soit le plus gros transfert de l'histoire du championnat, Hatten Baratli du Club athlétique bizertin, Karl Max Barthélemy du Difaâ Hassani d'El Jadida ou encore Khaled Lemmouchia. Riahi évoque également une construction à long terme, veut miser sur de jeunes joueurs comme Maher Haddad, qui signe en faveur du club pour trois millions de dinars, soit le plus gros transfert entre deux clubs tunisiens de l'histoire du championnat. Le Club africain cède dans le même temps Ézéchiel Ndouassel au Terek Grozny alors que d'autres joueurs quittent le club par résiliation de contrat ou à la suite d'un prêt pour une saison. Après six matchs, l'entraîneur Bernard Casoni se fait licencier, payant probablement la défaite au derby. Le 7 octobre 2012, pendant la trêve avant le début de la nouvelle saison, Nabil Kouki devient le nouvel entraîneur. Malgré le mauvais début de saison, avec trois nuls et aucun but marqué, le club réussit un bon parcours avec quatre victoires consécutives. Quatre nouvelles recrues rejoignent le club pendant le mercato hivernal, Ammar Jemal, Zouhaier Dhaouadi, Fatah Gharbi et Bedi Mbenza mais Gharbi est blessé et en fin de carrière et Ahmed Ben Belgacem n'est pas capable d'arracher une seconde de jeu et finalement cédé à l'Union sportive de Ben Guerdane. Malgré son bon parcours, Kouki est remplacé par Faouzi Benzarti après une défaite en derby, avant la dernière journée de la première phase. Finalement, le club termine deuxième de la première phase et se qualifie pour le play-off. Mais la fragilité psychologique, la malédiction du play-off et le manque de compétition de certains joueurs blessés entraînent un bilan négatif : le club se classe quatrième et Benzarti est remplacé par son adjoint Fathi Laabidi.
| \| Ben Mustapha Agrebi Mikari Ifa Belkaroui Nater Salifu Belaïd Djabou Dhaouadi Khalifa \| Équipe type vainqueur · du championnat 2014-2015 |
| Ben Mustapha Agrebi Mikari Ifa Belkaroui Nater Salifu Belaïd Djabou Dhaouadi Khalifa                                                        |

| \| Ben Mustapha Belkhiter Abdi Ifa Jaziri Ghandri Dhkilalli Darragi Chenihi Khalifa Rusike \| Équipe vainqueur de la coupe · de Tunisie 2016-2017 |
| Ben Mustapha Belkhiter Abdi Ifa Jaziri Ghandri Dhkilalli Darragi Chenihi Khalifa Rusike                                                           |

La saison 2013-2014 est annoncée comme celle du vrai décollage du Club africain de Riahi. Après la réussite du Club sportif sfaxien avec l'école néerlandaise, le club recrute l'entraîneur néerlandais Adrie Koster et une armada de joueurs étrangers dont trois espoirs ghanéens — Francis Narh, Derrik Mensah et Seidu Salifou — et un ancien international du même pays, Prince Tagoe, de même que le Congolais Matt Moussilou et le jeune Malien Malik Touré. Côté tunisien, on recrute Khaled Korbi, Amine Haj Saïd, un joueur ne comptant qu'une dizaine de matchs en quatre ans, Walid Dhaouadi, jeune frère de Chamseddine Dhaouadi, avec l'espoir qu'il soit aussi doué que son frère, et le gardien Slim Rebaï comme troisième gardien de but. L'équipe réussit un bon départ avec trois victoires successives avant que les problèmes n'apparaissent : Narh rejoint le championnat tchèque, Tagoe rompt son contrat, Salifou est transférable, Dhaouadi est transféré sans avoir joué une seconde et Haj Saïd ne participe qu'à une seule rencontre en 17 matchs. Alors que Riahi décide de constituer une commission d'enquête pour délimiter les responsabilités, Rachid Zmerli, porte-parole du club, Mehdi Gharbi, chef de la section football, et Youssef El Almi, chef de la section seniors, se disent visés par l'enquête interne et présentent leur démission. Entre-temps, les changements se poursuivent : Koster est démis de ses fonctions au profit de Landry Chauvin et Ézéchiel Ndouassel rappelé alors que des jeunes — Ghazi Ayedi, Seif Lahouel, Chiheb Jebali et Malik Touré — sont progressivement lancés. Chauvin, limogé après une série de faibles résultats, est remplacé par Mondher Kebaier. Le club termine finalement quatrième du championnat et en quarts de finale de la coupe de Tunisie.
Durant la saison 2014-2015, le club recrute l'entraîneur français Daniel Sanchez et des joueurs internationaux comme Yassin Mikari, Stéphane Nater, Tijani Belaïd, Saber Khalifa et les jeunes Nader Ghandri, Chiheb Zoghlami et Ahmed Khalil ; il recrute aussi le gardien de but Farouk Ben Mustapha, Imed Meniaoui qui s'est illustré durant la saison précédente avec l'Étoile sportive de Métlaoui et le défenseur algérien Hichem Belkaroui. Le club commence bien la saison, malgré des défaites en milieu de saison et des points perdus, et reste leader de la neuvième à la dernière journée, même s'il perd l'un de ses principaux attaquants pour cause de blessure : Abdelmoumene Djabou est remplacé par Meniaoui, décisif dans les dernières journées avec Saber Khalifa, auteur de quinze buts. Le club est finalement sacré champion pour la treizième fois de son histoire et sort en huitièmes de finale de la coupe de Tunisie et de la coupe de la confédération.
La saison 2015-2016 est affectée par les changements successifs d'entraîneur : Daniel Sanchez, Nabil Kouki puis Ruud Krol ; le club termine à la sixième place en championnat et se voit éliminé en seizièmes de finale de la Ligue des champions de la CAF. Kais Yaâkoubi prend alors les commendes et parvient, en fin de saison, à qualifier son équipe en finale de la coupe de Tunisie, perdue toutefois face à l'Espérance sportive de Tunis.
Au début de la saison 2016-2017, Yaâkoubi reste à la tête de l'équipe avant d'être remplacé en novembre par Chiheb Ellili. Au mercato hivernal, le club vend Oussama Haddadi à Dijon et Bassem Srarfi à Nice pour la somme de trois millions d'euros, prête Abdelkader Oueslati au club saoudien d'Al-Fateh et recrute Oussama Darragi, Sliman Kchouk, Matthew Rusike et d'autres jeunes tels que Manoubi Haddad. Le club termine deuxième de la première phase du championnat et se qualifie pour le play-off mais s'y classe troisième. Le club réussit toutefois à se qualifier en phase de groupes de la coupe de la confédération et termine la saison remportant la coupe de Tunisie. Le club poursuit l'aventure africaine avec un nouvel entraîneur, Marco Simone, mais le club ne réussit pas à gagner le titre et sort en demi-finale contre le Supersport United FC.
Le 1er novembre 2017, Slim Riahi annonce sa démission de la présidence du club en raison de sa situation judiciaire. Marwen Hamoudia le remplace à titre provisoire.

### Phase transitoire et nouvelle ère (depuis 2017)
| \| Charfi Agrebi Abdi Teka Jaziri Ayadi Khalil Ben Yahia Chamakhi Khefifi Khalifa \| Équipe vainqueur de la coupe · de Tunisie 2017-2018 |
| Charfi Agrebi Abdi Teka Jaziri Ayadi Khalil Ben Yahia Chamakhi Khefifi Khalifa                                                           |

Après une série de mauvais résultats, le bureau provisoire décide de remplacer Marco Simone par Bertrand Marchand. Le club réussit une série de victoires en championnat et monte dans le classement, avec des victoires face au Club sportif sfaxien (2-1), à l'Espérance sportive de Tunis (2-1) et à l'Étoile sportive du Sahel (1-0). Cependant, malgré son parcours en championnat et coupe de Tunisie, le club est éliminé de la coupe de la confédération dès le premier tour, ce qui conduit au remplacement de Marchand par le directeur sportif, Kamel Kolsi. L'équipe termine deuxième du championnat mais gagne la coupe de Tunisie le 13 mai 2018 face à l'Étoile sportive du Sahel (4-1), Le 10 juin 2018, Abdessalem Younsi est élu président pour quatre ans après la victoire de sa liste lors de l'assemblée générale élective face à la liste du président provisoire Marwen Hamoudia.
Après l'arrivée d'un nouveau bureau, plusieurs joueurs piliers de l'équipe se retirent — Saber Khalifa, Nicholas Opoku, Sliman Kchouk et Seif Teka — alors que plusieurs recrutements sont effectués, comme ceux d'Aymen Mathlouthi ou Mohamed Slim Ben Othman. Avec la venue d'un nouveau directeur sportif, Sofiene Hidoussi, et de l'entraîneur belge José Riga, et après une phase préparatrice, le club commence le championnat avec deux défaites en quatre matchs, ce qui provoque le limogeage de Hidoussi et de Riga, remplacé par Chiheb Ellili. Avec le nouvel entraîneur, l'équipe enchaîne des victoires en championnat, malgré l'effectif réduit et les sanctions de la FIFA qui interdit au club le recrutement interne et externe pour des mercatos hivernal et estival, et le club réussit à se qualifier en phase de groupes de la Ligue des champions. L'équipe commence mal et perd largement (0-8) contre le TP Mazembe en phase de groupes, ce qui provoque le changement de l'entraîneur et l'arrivée de Victor Zvunka. Le club ne se qualifie pas pour les quarts de finale malgré les victoires à l'extérieur en Égypte et en Algérie, puisque l'équipe ne réussit pas à récupérer la différence des buts et termine troisième du classement avec dix points. En championnat, l'équipe termine cinquième et perd en demi-finale de la coupe de Tunisie contre l'Étoile sportive du Sahel à Sousse, conduisant le bureau à limoger Zvunka et à rechercher un nouvel entraîneur pour la saison 2019-2020.
En 2019-2020, avec l'arrivée de l'entraîneur Lassaad Dridi et malgré un bon début de championnat, l'équipe termine cinquième au classement après une sanction de la FIFA et le retrait de six points. En coupe de Tunisie, il sort en huitièmes de finale contre le futur champion, l'Union sportive monastirienne, avant l'arrêt de toutes les compétitions pendant cinq mois à cause de la Covid-19. Après avoir terminé la saison à la cinquième place, le Club africain connaît un début de saison 2020-2021 compliqué avec seulement cinq points au compteur après six matchs, et ce après une victoire, deux nuls et trois défaites. Après une défaite à domicile face à l'Étoile sportive de Métlaoui, pour le compte de la sixième journée du championnat, Dridi présente sa démission après cette nouvelle contre-performance. Kais Yaâkoubi prend la relève pendant quelques jours, avant que le président du club, Abdessalem Younsi, soit destitué par la Fédération tunisienne de football et remplacé par un comité provisoire dirigé par Mohsen Trabelsi, Mehdi Gharbi et Zine el-Abidine Oueslati. Les dirigeants du comité provisoire désigne Montasser Louhichi comme nouvel entraîneur avant que Youssef El Almi soit élu nouveau président du club le 21 février 2021. L'équipe termine septième du championnat et atteint la finale de la coupe contre le Club sportif sfaxien qu'elle perd aux penalties.
En 2021-2022, l'équipe termine troisième du championnat et se qualifie pour la coupe de la confédération 2022-2023, mais est éliminé en demi-finale de la coupe de Tunisie par le Club sportif sfaxien. La saison est marquée par un changement d'entraîneur et l'arrivée d'Adel Sellimi. Pour la saison 2022-2023, le bureau décide de changer d'entraineur, avec l'arrivée le 15 juillet 2022 de Bertrand Marchand, mais l'entraîneur français et le club se séparent à l'amiable cinq mois après ce recrutement. Après la nomination de par Saïd Saïbi, l'équipe termine troisième en championnat et perd en demi-finale aux penalties contre l'Olympique de Béja.

## Palmarès et bilan

### Palmarès
Le Club africain détient 39 titres au total : 29 titres nationaux et dix titres internationaux.
Il n'a pas souvent brillé au niveau continental avant les années 1990, lorsqu'il termine à la deuxième place de la coupe d'Afrique des vainqueurs de coupe 1990 et 1999, avant de remporter la coupe des clubs champions africains en 1991 et la coupe afro-asiatique des clubs en 1992 ; il termine finaliste de la coupe de la confédération en 2011.
Au niveau régional, les clubistes remportent la coupe du Maghreb des vainqueurs de coupe en 1971, devenant la première équipe tunisienne à obtenir un titre à l'étranger. Vainqueurs à trois reprises de la coupe du Maghreb des clubs champions en 1974, 1975 et 1976, ils sont aussi vainqueurs de la coupe arabe des vainqueurs de coupe en 1995, de la Ligue des champions arabes en 1997 et, à deux reprises, de la coupe nord-africaine des clubs champions en 2008 et 2010. Ils sont également finaliste de la Supercoupe arabe en 1998.
Au niveau national, le Club africain a remporté treize titres en championnat, le premier remontant à 1947. Le club compte également treize titres en coupe de Tunisie et trois Supercoupes de Tunisie.
Le tableau suivant récapitule les performances du club dans les diverses compétitions :
| National | Régional | International |
| --- | --- | --- |
| - Championnat de Tunisie (13) - Champion : 1947, 1948, 1964, 1967, 1973, 1974, 1979, 1980, 1990, 1992, 1996, 2008, 2015 - Vice-champion : 1949, 1965, 1968, 1969, 1970, 1971, 1972, 1975, 1977, 1978, 1981, 1982, 1983, 1985, 1987, 1989, 1991, 1998, 2007, 2009, 2010, 2018 - Coupe de Tunisie (13) - Vainqueur : 1965, 1967, 1968, 1969, 1970, 1972, 1973, 1976, 1992, 1998, 2000, 2017, 2018 - Finaliste : 1956, 1963, 1974, 1980, 1982, 1985, 1986, 1988, 1989, 1999, 2003, 2006, 2016, 2021 - Supercoupe de Tunisie (3) - Vainqueur : 1968, 1970, 1979 - Finaliste : 1973 | - Coupe nord-africaine des clubs champions (2) - Vainqueur : 2008, 2010 - Coupe arabe des vainqueurs de coupe (1) - Vainqueur : 1995 - Coupe des clubs champions arabes (1) - Vainqueur : 1997 - Finaliste : 1988, 2002 - Supercoupe arabe - Finaliste : 1998 Anciennes compétitions - Coupe du Maghreb des vainqueurs de coupe (1) - Vainqueur : 1971 - Finaliste : 1972, 1973 - Coupe du Maghreb des clubs champions (3) - Vainqueur : 1974, 1975, 1976 | - Coupe des clubs champions africains (1) - Vainqueur : 1991 - Coupe de la confédération - Finaliste : 2011 Anciennes compétitions - Coupe afro-asiatique des clubs (1) - Vainqueur : 1992 - Coupe d'Afrique des vainqueurs de coupe - Finaliste : 1990, 1999 |

Au milieu des années 1990, la Fédération tunisienne de football (FTF) a voulu innover en copiant le modèle italien qui consiste à apposer une étoile sur la maillot de chaque club ayant atteint dix victoires en championnats. Dans le cas du Club africain, qui compte douze championnats depuis 1920 mais seulement dix depuis l'indépendance en 1956, l'étoile n'est règlementaire que depuis la saison 2008. Ces étoiles ne concernent en aucun cas le nombre de coupes remportées. L'étoile apposée en 1998 à la suite de la dixième victoire en coupe n'est qu'une initiative du président Chérif Bellamine qui n'a aucune valeur par rapport à celles de la FTF.

### Bilan sportif
À l'issue de la saison 2022-2023, le Club africain totalise 86 participations au championnat de Tunisie de première division, dont 68 participations après l'indépendance. Il est le premier au classement de première division toutes saisons confondues et le seul qui continue d'y évoluer sans discontinuité.
| Championnat                    | Saisons | Titres | J     | G   | N   | P   | Bp    | Bc    | Diff. |
| ------------------------------ | ------- | ------ | ----- | --- | --- | --- | ----- | ----- | ----- |
| Division 1/Ligue 1 (1937-1955) | 18      | 2      | 176   | 86  | 35  | 55  | 341   | 226   | ?     |
| Division 1/Ligue 1 (1955-2022) | 68      | 11     | 1 712 | 837 | 543 | 332 | 2 343 | 1 285 | +1058 |
| Division 2/Ligue 2 (1920-1937) | 16      | ?      | ?     | ?   | ?   | ?   | ?     | ?     | ?     |
| Mise à jour le 1er mars 2025   |         |        |       |     |     |     |       |       |       |

Sur le plan africain, le Club africain apparaît en 20e position au classement du XXe siècle. L'International Federation of Football History & Statistics établit par ailleurs un classement des meilleurs clubs mondiaux basé sur une étude statistique des résultats enregistrés ; le club est désigné comme le 22e club africain du siècle, le troisième club tunisien et le 312e club mondial de la décennie 2001-2010.
| Compétition                                     | Saisons | J   | G  | N  | P  | Bp  | Bc  | Meilleure performance    |
| ----------------------------------------------- | ------- | --- | -- | -- | -- | --- | --- | ------------------------ |
| Coupe des clubs champions / Ligue des champions | 10      | 64  | 31 | 15 | 18 | 94  | 64  | Vainqueur (1991)         |
| Coupe des coupes (compétition disparue)         | 4       | 32  | 16 | 7  | 9  | 46  | 26  | Finaliste (1990 et 1999) |
| Coupe de la confédération                       | 9       | 58  | 28 | 14 | 16 | 82  | 46  | Finaliste (2011)         |
| Coupe de la CAF (compétition disparue)          | 1       | 8   | 4  | 3  | 1  | 15  | 9   | Demi-finaliste (2003)    |
| Total compétitions CAF                          | -       | 162 | 79 | 39 | 44 | 237 | 145 | 1 trophée CAF            |
| Mise à jour le 1er octobre 2023                 |         |     |    |    |    |     |     |                          |

### Records
Le Club africain accumule plusieurs records en Tunisie et en Afrique au cours de son histoire :
- Il est le premier club tunisien à décrocher la coupe des clubs champions africains/Ligue des champions de la CAF.
- Il détient le record du plus grand nombre de coupes de Tunisie consécutives : les clubistes gagnèrent les quatre finales disputées entre 1967 et 1970, en faisant le seul club à avoir remporté la compétition quatre fois consécutives.
- Il est le club nord-africain le plus titré sur le plan nord-africain avec six titres, soit trois coupes du Maghreb des clubs champions, deux coupes nord-africaines des clubs champions et une coupe du Maghreb des vainqueurs de coupe.
- Il est le premier club tunisien à remporter un titre international avec la coupe du Maghreb des vainqueurs de coupe en 1971.
- Il occupe la 17e place du classement des formations mondiales ayant connu la plus grande période sans défaite à domicile, soit 56 rencontres entre le 5 novembre 2006 et le 15 décembre 2010 (44 victoires et 12 résultats nul)[60].

## Direction
| Pays                  | Nom                | Poste                                     |
| --------------------- | ------------------ | ----------------------------------------- |
| Drapeau de la Tunisie | Mohsen Trabelsi    | Président                                 |
| Drapeau de la Tunisie | Mehdi Gharbi       | Vice-président                            |
| Drapeau de la Tunisie | Rachid Zmerli      | Membre                                    |
| Drapeau de la Tunisie | Ali Aloulou        | Membre                                    |
| Drapeau de la Tunisie | Hamed Mbarek       | Membre                                    |
| Drapeau de la Tunisie | Sami El Kadhi      | Membre                                    |
| Drapeau de la Tunisie | Chiheb Ghazouani   | Membre                                    |
| Drapeau de la Tunisie | Mustapha Napolitan | Membre                                    |
| Drapeau de la Tunisie | Noufel Bedhiaf     | Président de la commission d'organisation |
| Drapeau de la Tunisie | Maher Maâmri       | Président du comité des supporters        |

### Fondateurs
- Fradj Abdelwahed
- Mohamed Agrebi
- Chedly Alwerfeli
- Mohamed Ayachi
- Mohamed Ayed
- Mahmoud Bedir
- Ezzeddine Belhaj
- Béchir Ben Amor
- Belhassen Ben Chedly
- Mohamed Ben Ezzeddine
- Ahmed Ben Miled
- Béchir Ben Mustapha
- Abdelwahab Bouallègue
- Jameleddine Bousnina
- Abdelmajid Chahed
- Ahmed Dhahak
- Manoubi Houari
- Abderrahmen Kalfat
- Abderrazek Karabaka
- Mohamed Machouche
- Mahmoud Malouche
- Arbi Meddeb
- Ahmed Mestaoui
- Arbi Negli
- Hassen Nouisseri
- Mohamed Soudani
- Salah Soudani
- Ahmed Zeglaoui

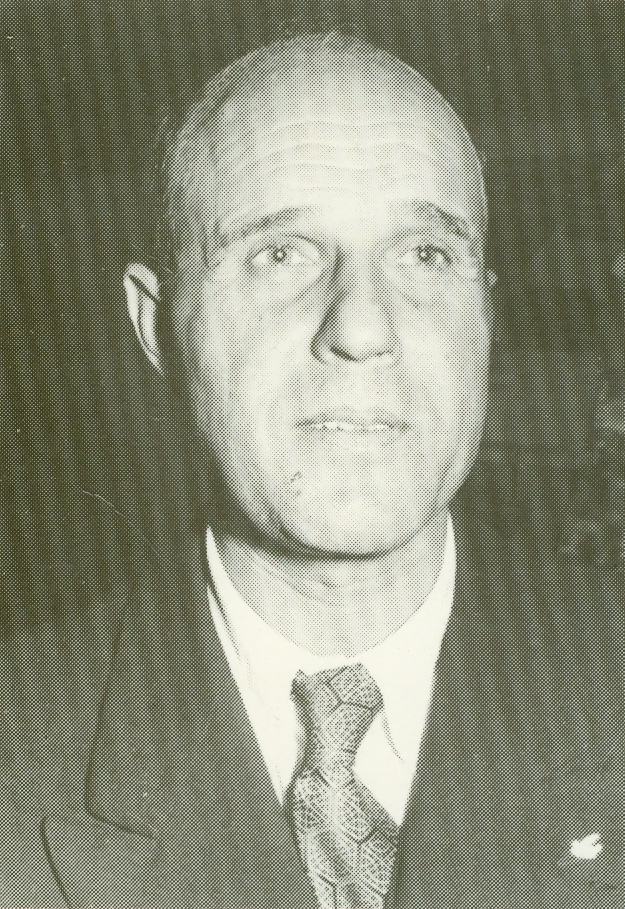
Ahmed Ben Miled.
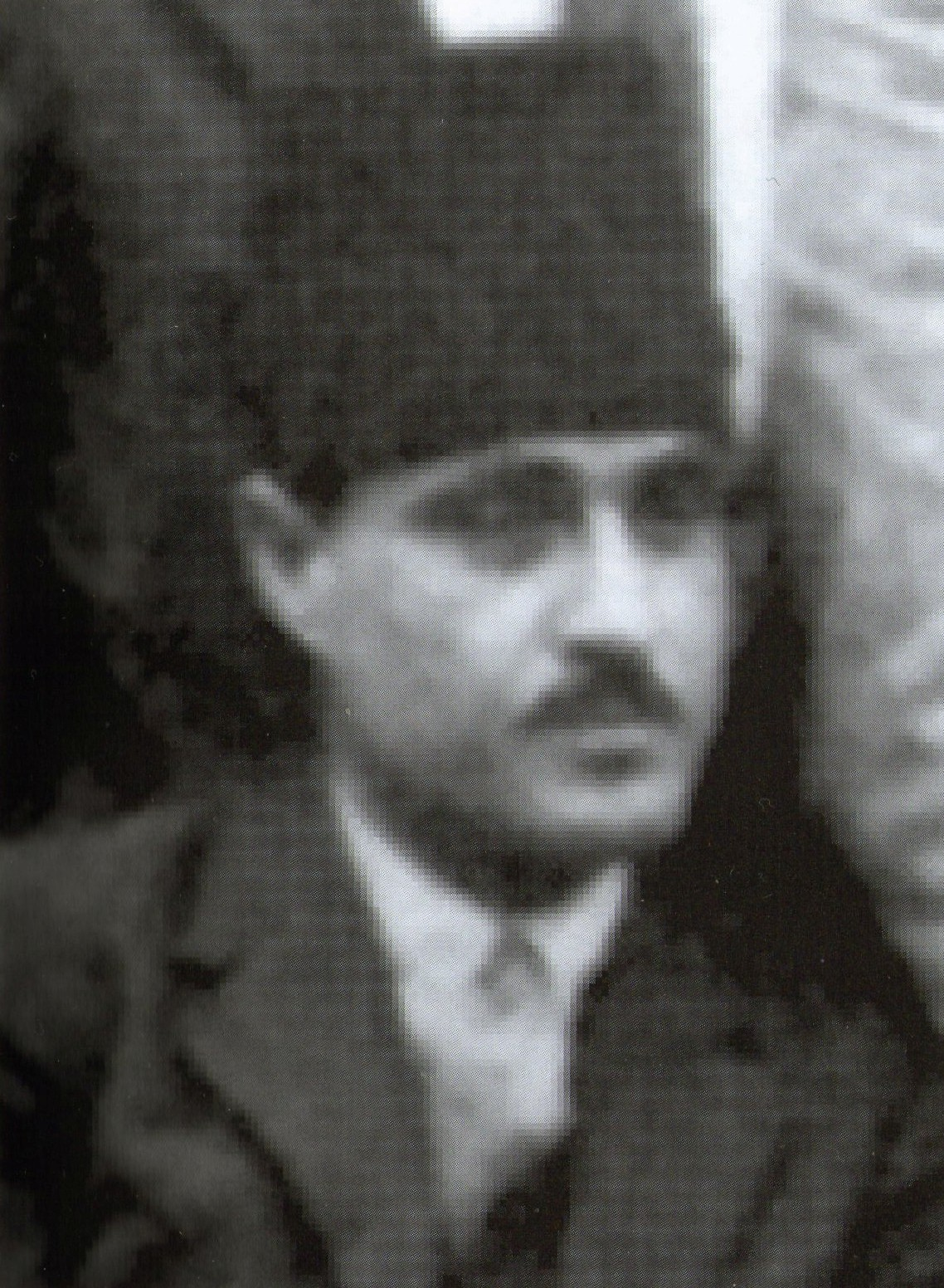
Béchir Ben Mustapha.
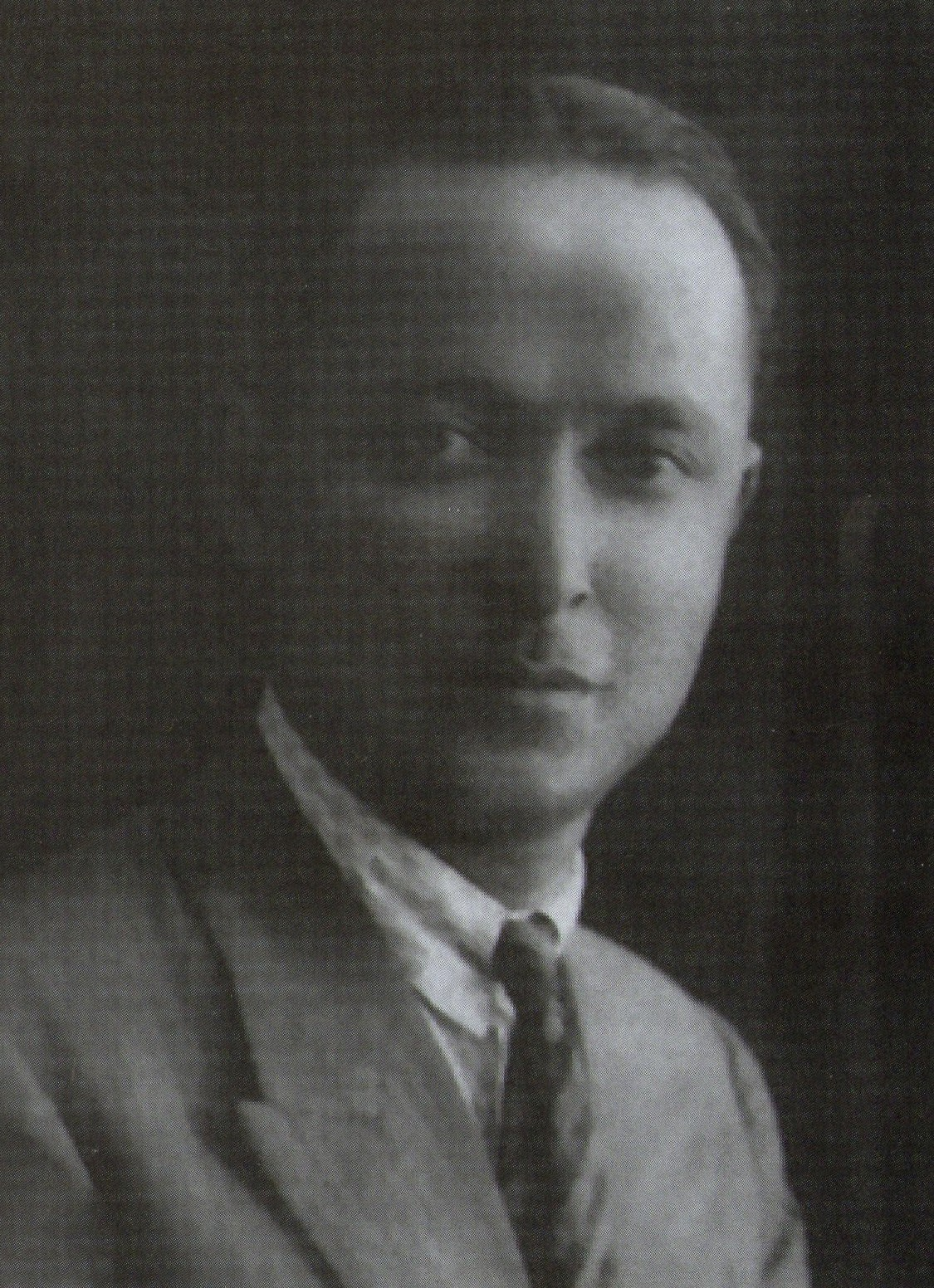
Jameleddine Bousnina.
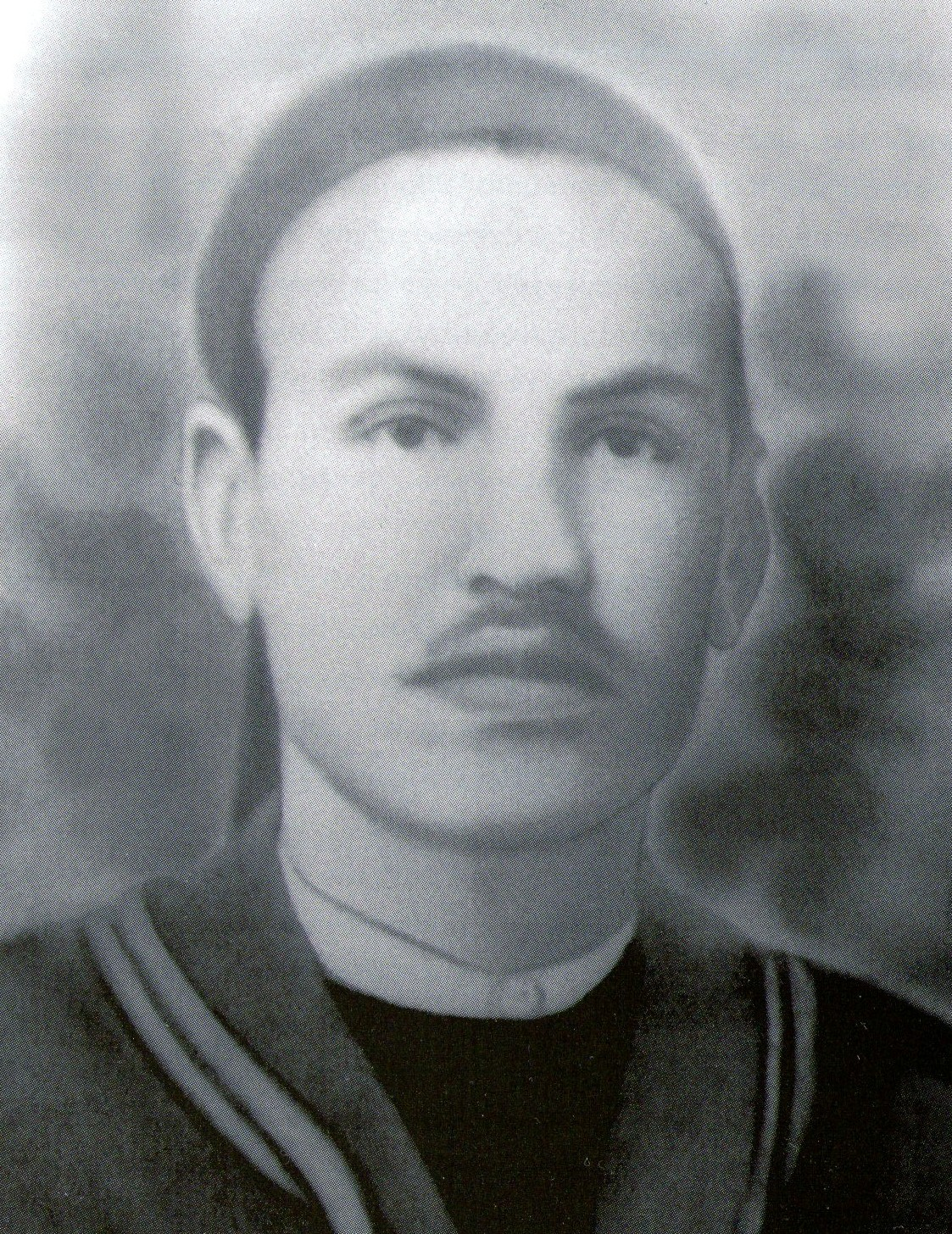
Mahmoud Malouche.
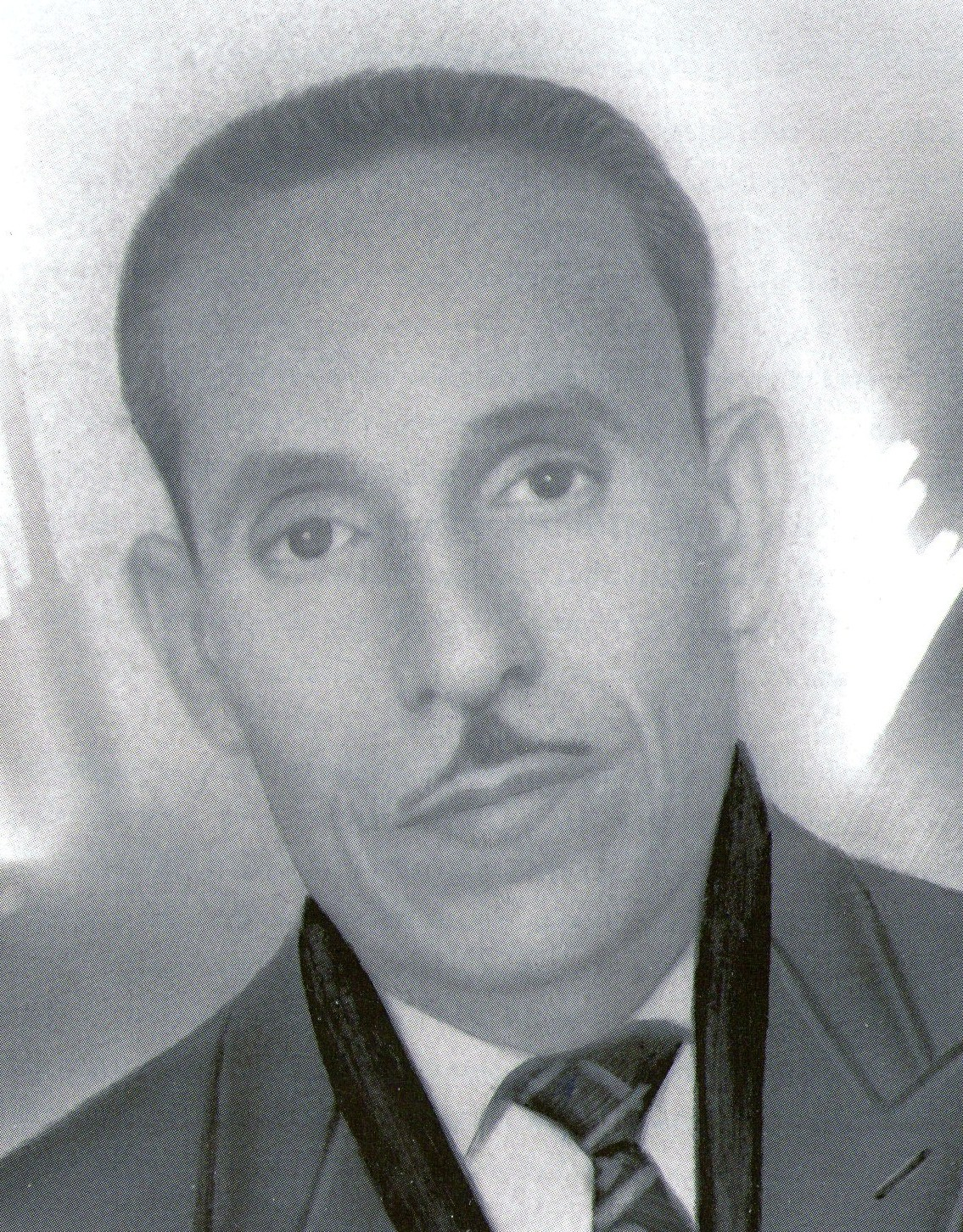
Hassen Nouisseri.

### Présidents
28 présidents différents se sont succédé à la tête du Club africain depuis sa fondation,. À ce jour, tous étaient de nationalité tunisienne.
Le premier est Béchir Ben Mustapha qui exerce son mandat pendant deux ans, avant que le Club africain ne voit les présidents se succéder à un rythme soutenu, faisant écho aux difficultés sportives et financières que le club traverse. Cette instabilité s'explique notamment par ses problèmes récurrents de trésorerie : les différents présidents acceptent de renflouer les caisses pour un certain temps alors que le Club africain n'a jamais été aidé par les pouvoirs publics, notamment la municipalité.
Salah Aouidj est le président ayant dirigé le plus longtemps le club, en 1946-1950, 1954-1957 et 1958-1964. Il est par ailleurs le seul président du club à obtenir un titre avant l'indépendance, durant les championnats de 1946-1947 et de 1947-1948, et le premier à obtenir un titre après l'indépendance, en 1963-1964.
Fathi Zouhir en prend la tête de 1967 à 1970, sa présidence voyant le club remporter deux fois la coupe. La stabilité est retrouvée dans les années 1970 : Abdelaziz Lasram reste à la tête du club pendant huit ans, à ce jour le plus long mandat réalisé par un président, entre 1964 et 1966 et entre 1971 et 1977. Sous sa présidence, l'équipe remporte trois fois le championnat, quatre fois la coupe, la coupe du Maghreb des vainqueurs de coupe en 1971 et trois fois la coupe du Maghreb des clubs champions entre 1974 et 1976.
Farid Mokhtar exerce la fonction de président à deux reprises, de 1977 à 1980 et de 1981 à sa mort en 1986. Sous sa présidence, le club remporte deux fois le championnat et la Supercoupe de Tunisie. Le diplomate Mahmoud Mestiri le remplace entre 1986 et 1987. Durant cette période, Ridha Azzabi prend la tête du club à trois reprises, en 1980-1981, 1987-1988 et 1991-1992.
Chérif Bellamine assure la présidence à quatre reprises, en 1992-1993, 1997-2000, 2002-2006 et 2010. Sous sa présidence, le club remporte la coupe, la Ligue des champions arabes et la coupe nord-africaine des clubs champions.
Hammouda Ben Ammar préside le club entre 1994 et 1996 et Kamel Idir de novembre 2005 à la fin de la saison 2010. Sous la présidence de ce dernier, l'équipe réussit notamment à remporter le championnat en 2007-2008, douze ans après la dernière victoire en 1996 et la Coupe nord-africaine des clubs champions en 2008.
| Pays                  | Nom                 | Période   |
| --------------------- | ------------------- | --------- |
| Drapeau de la Tunisie | Béchir Ben Mustapha | 1920-1921 |
| Drapeau de la Tunisie | Hadi Ginati         | 1921-1922 |
| Drapeau de la Tunisie | Béchir Ben Mustapha | 1922-1923 |
| Drapeau de la Tunisie | Ouannes Laâjimi     | 1923-1924 |
| Drapeau de la Tunisie | Hsouna Abdelkefi    | 1924-1926 |
| Drapeau de la Tunisie | Abdelaziz Ounaies   | 1926-1927 |
| Drapeau de la Tunisie | Mustapha Sfar       | 1927-1930 |
| Drapeau de la Tunisie | Abdelaziz Ounaies   | 1930-1931 |
| Drapeau de la Tunisie | Ali Belhaj          | 1931-1932 |
| Drapeau de la Tunisie | Abdelaziz Ounaies   | 1932-1934 |
| Drapeau de la Tunisie | Moncef El Okby      | 1934-1946 |
| Drapeau de la Tunisie | Salah Aouidj        | 1946-1950 |
| Drapeau de la Tunisie | Mhammed Mestiri     | 1950-1953 |
| Drapeau de la Tunisie | Mohamed El Asmi     | 1953-1954 |
| Drapeau de la Tunisie | Salah Aouidj        | 1954-1957 |
| Drapeau de la Tunisie | Mohamed El Asmi     | 1957-1958 |

| Pays                  | Nom               | Période   |
| --------------------- | ----------------- | --------- |
| Drapeau de la Tunisie | Salah Aouidj      | 1958-1964 |
| Drapeau de la Tunisie | Abdelaziz Lasram  | 1964-1966 |
| Drapeau de la Tunisie | Mahmoud Mestiri   | 1966-1967 |
| Drapeau de la Tunisie | Fathi Zouhir      | 1967-1970 |
| Drapeau de la Tunisie | Abdeljelil Mehiri | 1970-1971 |
| Drapeau de la Tunisie | Abdelaziz Lasram  | 1971-1977 |
| Drapeau de la Tunisie | Farid Mokhtar     | 1977-1980 |
| Drapeau de la Tunisie | Ridha Azzabi      | 1980-1981 |
| Drapeau de la Tunisie | Farid Mokhtar     | 1981-1986 |
| Drapeau de la Tunisie | Mahmoud Mestiri   | 1986-1987 |
| Drapeau de la Tunisie | Ridha Azzabi      | 1987-1988 |
| Drapeau de la Tunisie | Hamadi Bousbiaâ   | 1988-1990 |
| Drapeau de la Tunisie | Farid Abbes       | 1990-1991 |
| Drapeau de la Tunisie | Ridha Azzabi      | 1991-1992 |
| Drapeau de la Tunisie | Chérif Bellamine  | 1992-1993 |
| Drapeau de la Tunisie | Hamadi Bousbiaâ   | 1993-1994 |

| Pays                  | Nom                | Période   |
| --------------------- | ------------------ | --------- |
| Drapeau de la Tunisie | Hammouda Ben Ammar | 1994-1996 |
| Drapeau de la Tunisie | Saïd Néji          | 1996-1997 |
| Drapeau de la Tunisie | Chérif Bellamine   | 1997-2000 |
| Drapeau de la Tunisie | Farid Abbes        | 2000-2002 |
| Drapeau de la Tunisie | Chérif Bellamine   | 2002-2006 |
| Drapeau de la Tunisie | Kamel Idir         | 2005-2010 |
| Drapeau de la Tunisie | Jamel Atrous       | 2010-2010 |
| Drapeau de la Tunisie | Chérif Bellamine   | 2010-2010 |
| Drapeau de la Tunisie | Jamel Atrous       | 2011-2012 |
| Drapeau de la Tunisie | Slim Riahi         | 2012-2017 |
| Drapeau de la Tunisie | Marwen Hamoudia    | 2017-2018 |
| Drapeau de la Tunisie | Abdessalem Younsi  | 2018-2021 |
| Drapeau de la Tunisie | Youssef El Almi    | 2021-2024 |
| Drapeau de la Tunisie | Haykel Dkhil       | 2024-     |

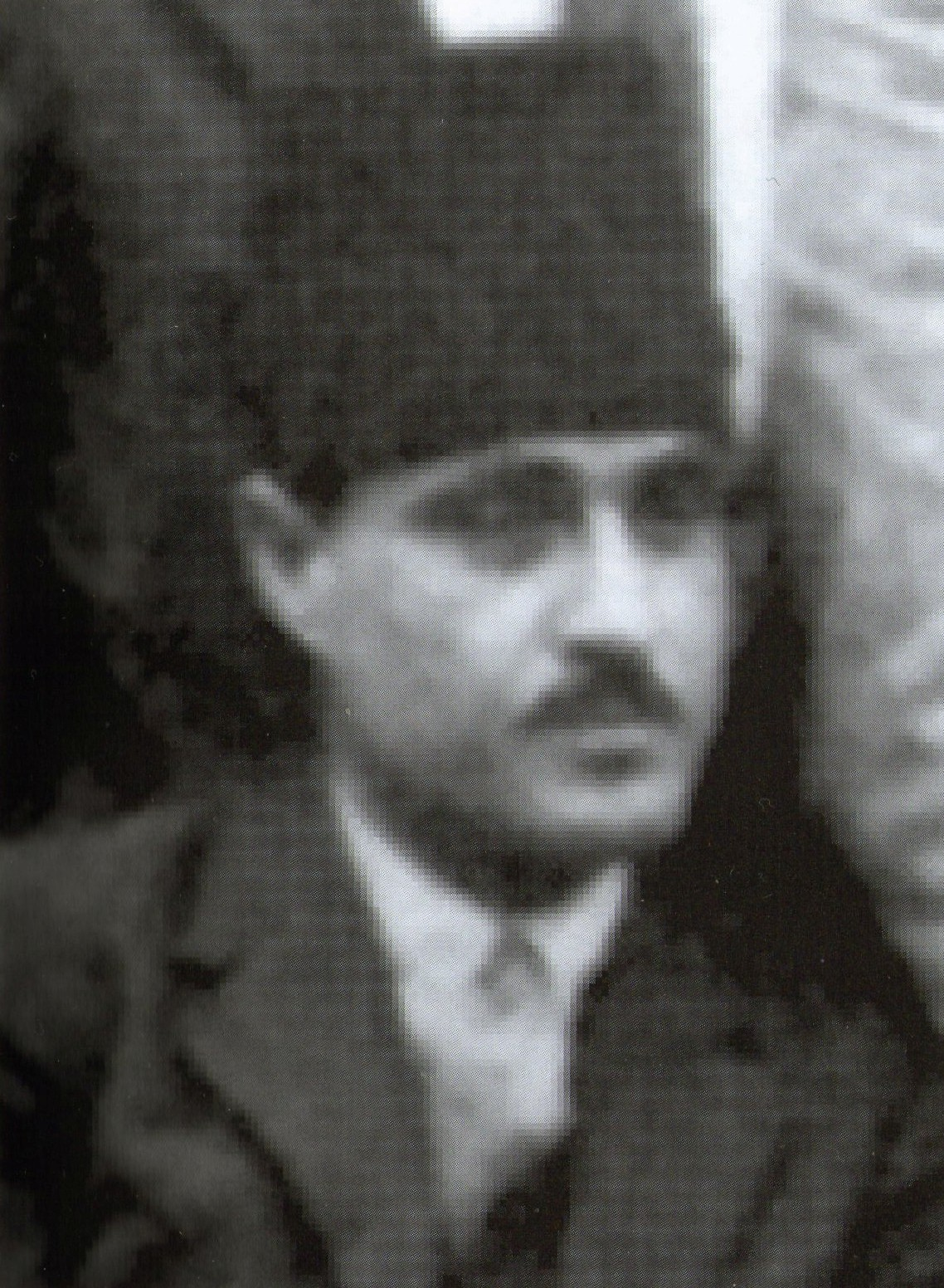
Béchir Ben Mustapha.
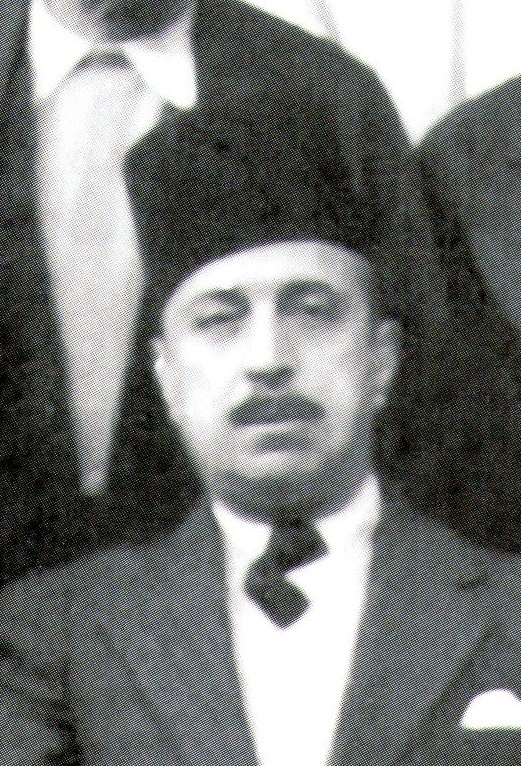
Mustapha Sfar.
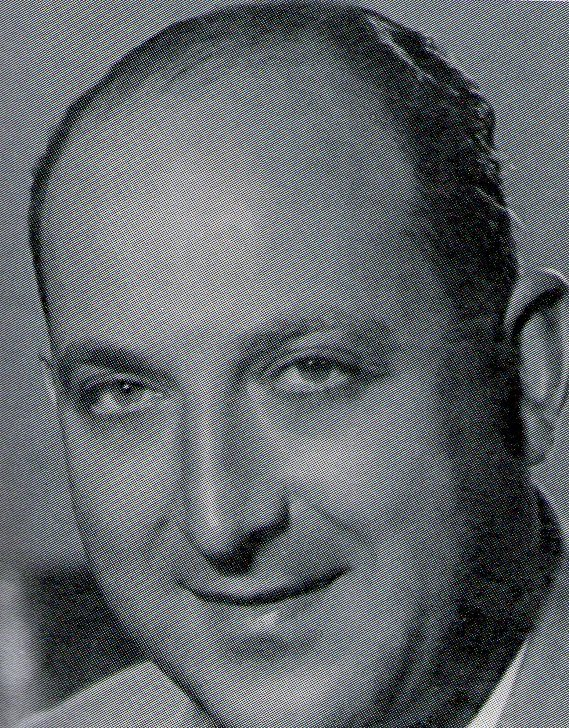
Moncef El Okby.
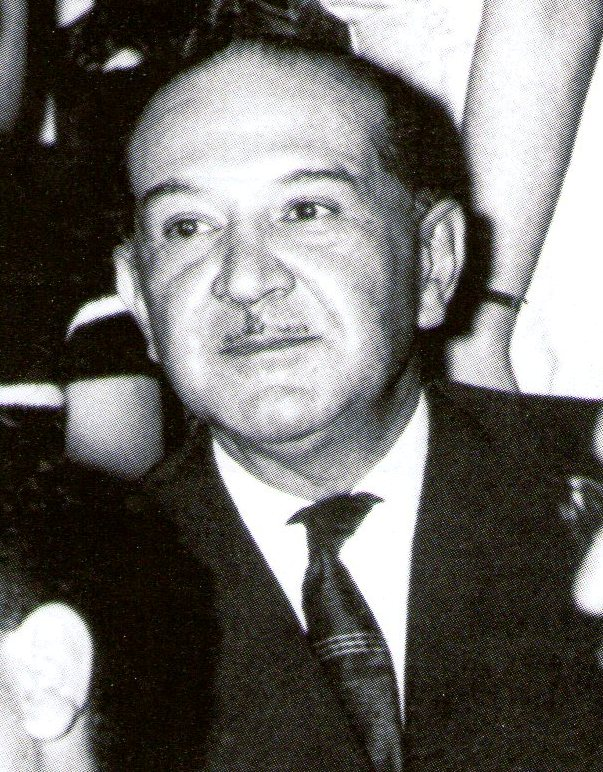
Salah Aouidj.
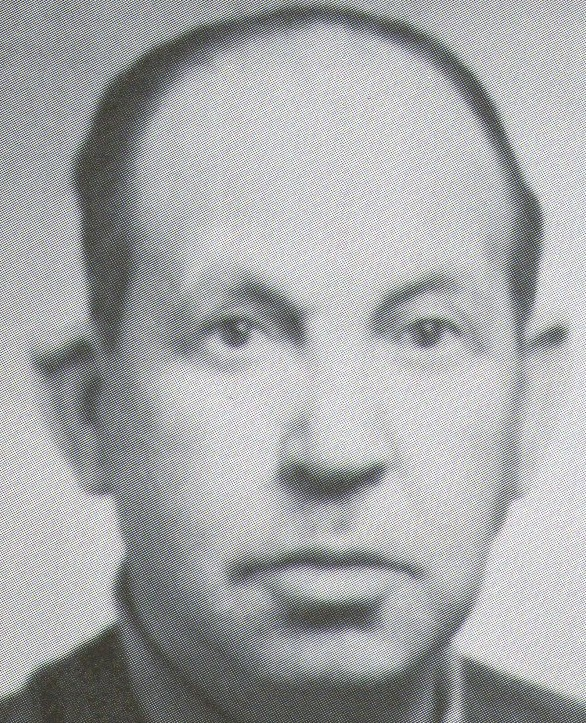
Mhammed Mestiri.
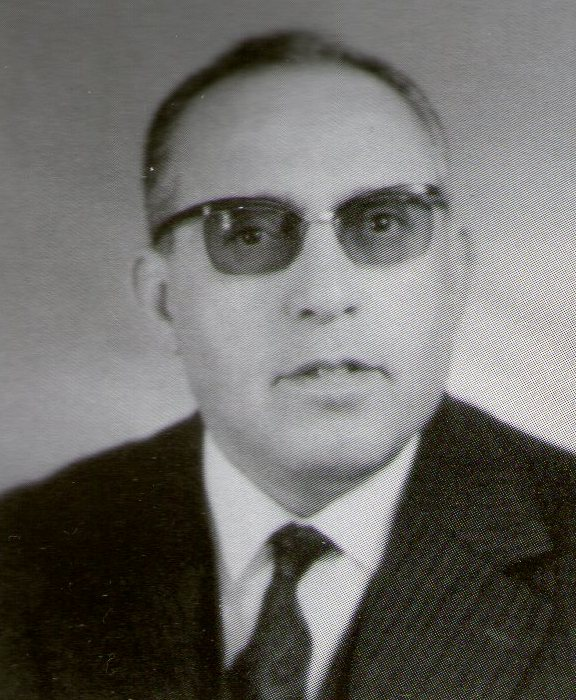
Mohamed El Asmi.
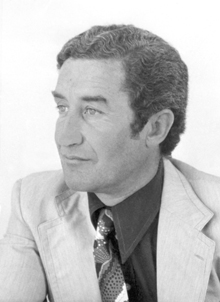
Abdelaziz Lasram.
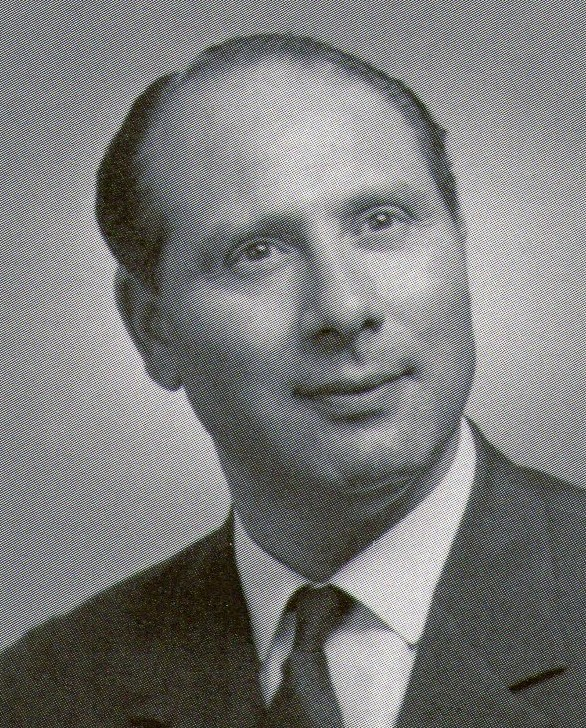
Fathi Zouhir.
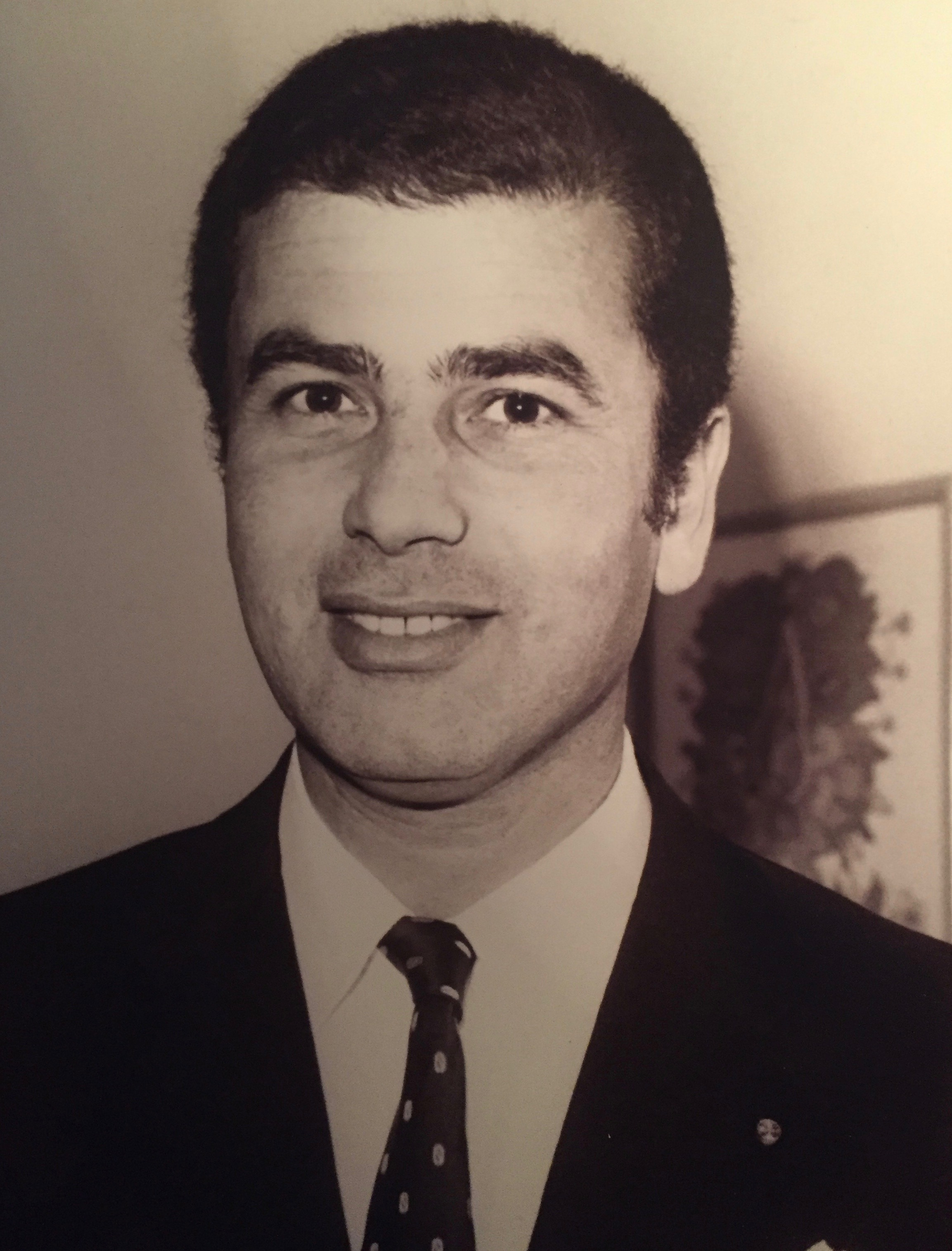
Ridha Azzabi.
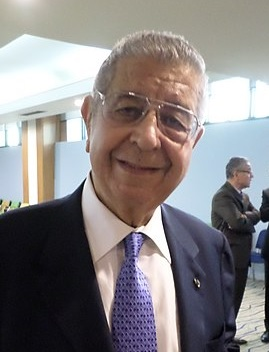
Hamadi Bousbiaâ.
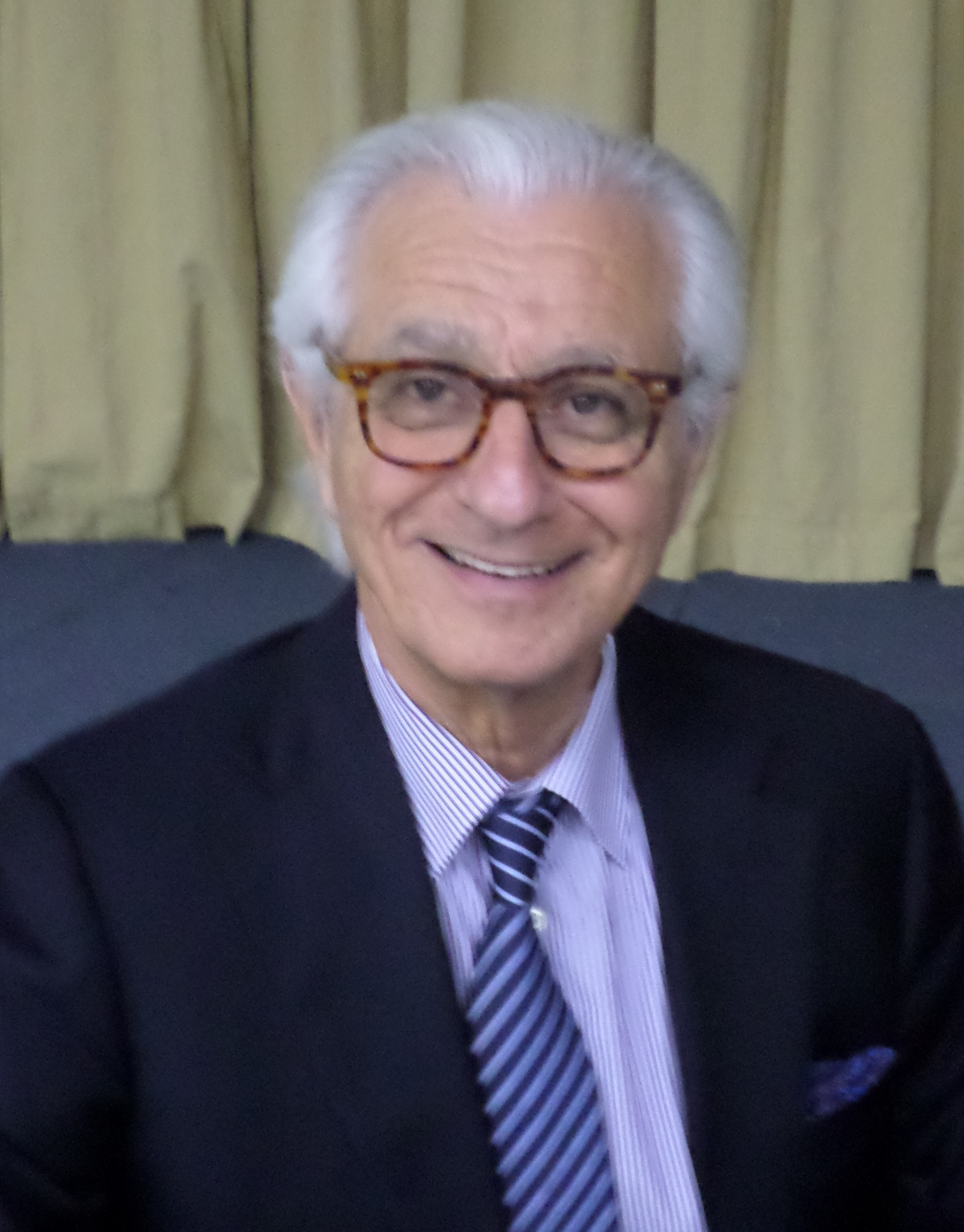
Farid Abbes.
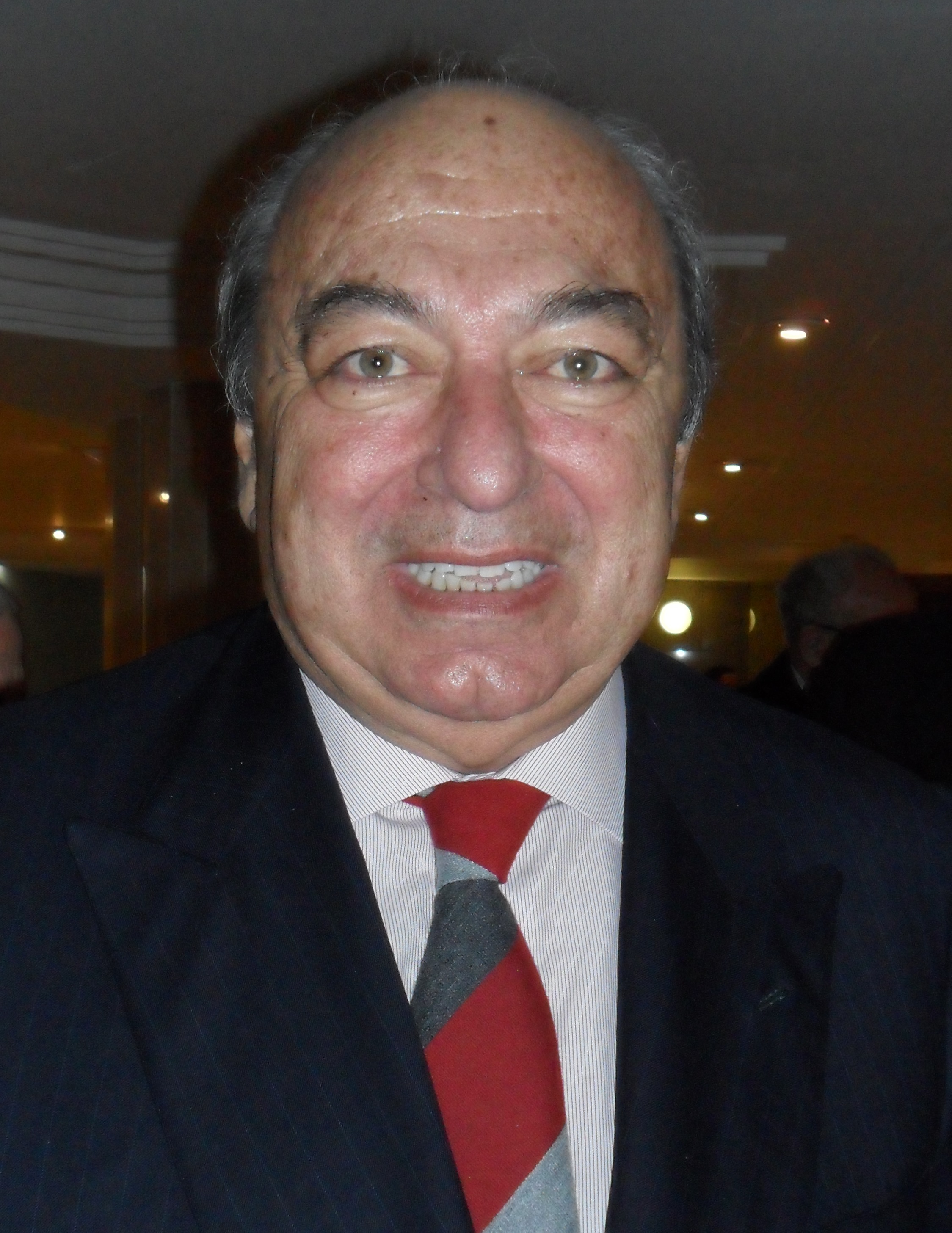
Hammouda Ben Ammar.
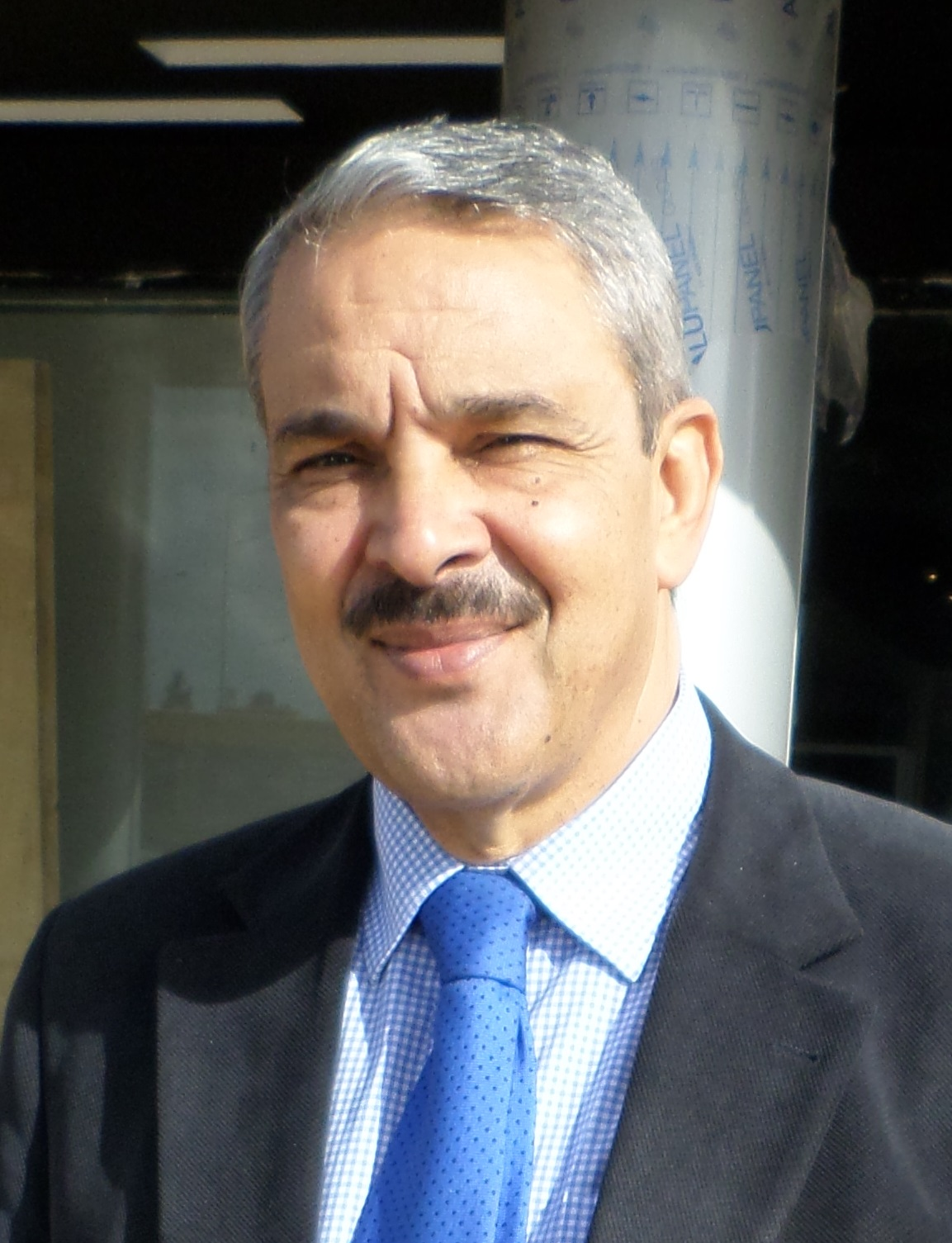
Kamel Idir.
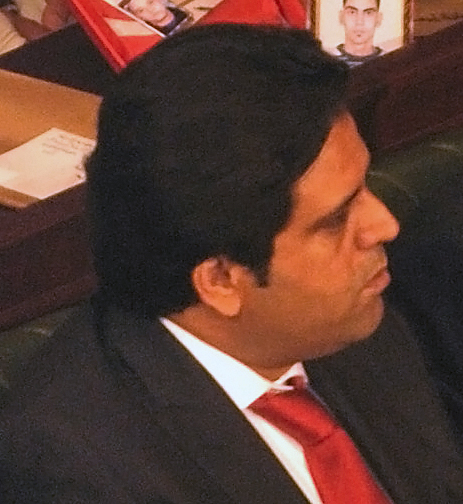
Slim Riahi.

### Entraîneurs
Le Tunisien Mohamed Abdelaziz Agrebi est le premier entraîneur du Club africain lors de sa fondation. Mazarella est le premier à permettre au club de remporter le championnat (1947 et 1948), Fabio Roccheggiani le premier à permettre au club de remporter le doublé ; il détient également le record de longévité. Parmi les autres entraîneurs notables du club, on peut retenir André Nagy, Faouzi Benzarti, Ilie Balaci, René Exbrayat ou encore Abdelhak Benchikha.
| Pays                                                          | Nom                   | Période   |
| ------------------------------------------------------------- | --------------------- | --------- |
| Drapeau de la Tunisie                                         | Mustapha Zmerli       | 1942-1943 |
|                                                               | Mazarella[Qui ?]      | 1947-1948 |
| Drapeau de l'Italie                                           | Marc Orsoni           | 1948-1950 |
| Drapeau de la Tunisie                                         | Youssef Ben Osman     | 1950-1952 |
| Drapeau du Maroc                                              | Féthi Boucetta        | 1953-1954 |
| Drapeau de la Tunisie                                         | Mahmoud Kouki         | 1954-1955 |
| Drapeau de la France                                          | Paul Barthes          | 1955-1956 |
| Drapeau de l'Algérie                                          | Ahmed Ben Foul        | 1956-1957 |
| Drapeau de la Tunisie                                         | Ridha Bach Hamba      | 1957-1958 |
| Drapeau de l'Italie                                           | Fabio Roccheggiani    | 1958-1967 |
| Drapeau de l'Italie                                           | Luigi Rossellini      | 1967-1968 |
| Drapeau de l'Autriche                                         | Ernst Melchior        | 1968-1969 |
| Drapeau de la Hongrie                                         | André Nagy            | 1969-1971 |
| Drapeau de la Tunisie                                         | Skander Medelgi       | 1971-1972 |
| Drapeau de la Tunisie                                         | Jamel Eddine Bouabsa  | 1972-1974 |
| Drapeau de la Tunisie                                         | Ameur Hizem           | 1974-1976 |
| Drapeau de la République fédérative socialiste de Yougoslavie | Alexander Gvozdenovic | 1976-1977 |
| Drapeau de la Hongrie                                         | André Nagy            | 1977-1981 |
| Drapeau de la République fédérative socialiste de Yougoslavie | Zlatko Melic          | 1981-1982 |
| Drapeau de la Tunisie                                         | Mokhtar Tlili         | 1982-1984 |

| Pays                   | Nom                | Période   |
| ---------------------- | ------------------ | --------- |
| Drapeau de la Hongrie  | André Nagy         | 1984-1985 |
| Drapeau de la Tunisie  | Ahmed Zitouni      | 1985-1986 |
| Drapeau de la Tunisie  | Amor Dhib          | 1986-1987 |
| Drapeau de l'URSS      | Kazbek Tuaev       | 1987-1989 |
| Drapeau de la Tunisie  | Faouzi Benzarti    | 1989-1991 |
| Drapeau de la Roumanie | Ilie Balaci        | 1991-1992 |
| Drapeau de la France   | Marcel Husson      | 1992-1993 |
| Drapeau de la Pologne  | Bernard Blaut      | 1993-1994 |
| Drapeau de la Roumanie | Mircea Rădulescu   | 1994-1995 |
| Drapeau de la France   | Jean Sérafin       | 1995-1997 |
| Drapeau de la France   | René Exbrayat      | 1997-1999 |
| Drapeau de la Tunisie  | Faouzi Benzarti    | 1999-2000 |
| Drapeau de la France   | René Exbrayat      | 2000-2002 |
| Drapeau de la Suisse   | Charly Rössli (en) | 2002-2003 |
| Drapeau de la Turquie  | Muhsin Ertuğral    | 2003-2004 |
| Drapeau de la France   | Henri Stambouli    | 2004-2005 |
| Drapeau de la Tunisie  | Youssef Zouaoui    | 2005-2006 |
| Drapeau de la France   | Bertrand Marchand  | 2006-2007 |
| Drapeau de l'Algérie   | Abdelhak Benchikha | 2007-2009 |
| Drapeau de la France   | Pierre Lechantre   | 2009-2010 |

| Pays                   | Nom                | Période   |
| ---------------------- | ------------------ | --------- |
| Drapeau de la France   | François Bracci    | 2010-2011 |
| Drapeau de la Tunisie  | Faouzi Benzarti    | 2011-2012 |
|                        | Nabil Kouki        | 2012-2013 |
| Drapeau de la Tunisie  | Faouzi Benzarti    | 2013      |
| Drapeau des Pays-Bas   | Adrie Koster       | 2013-2014 |
| Drapeau de la France   | Daniel Sanchez     | 2014-2015 |
|                        | Nabil Kouki        | 2015-2016 |
| Drapeau de la Tunisie  | Chiheb Ellili      | 2016-2017 |
| Drapeau de l'Italie    | Marco Simone       | 2017      |
| Drapeau de la France   | Bertrand Marchand  | 2017-2018 |
| Drapeau de la Belgique | José Riga          | 2018-2019 |
| Drapeau de la France   | Victor Zvunka      | 2019-2019 |
| Drapeau de la Tunisie  | Lassaad Dridi      | 2019-2021 |
| Drapeau de la Tunisie  | Montasser Louhichi | 2021-2022 |
| Drapeau de la France   | Bertrand Marchand  | 2022-2022 |
| Drapeau de la Tunisie  | Saïd Saïbi         | 2022-2023 |
| Drapeau de la Tunisie  | Mondher Kebaier    | 2024      |
| Drapeau de la France   | David Bettoni      | 2024-2025 |
| Drapeau de l'Autriche  | Mohamed Sahli      | 2025      |
| Drapeau de la Tunisie  | Faouzi Benzarti    | 2025-     |

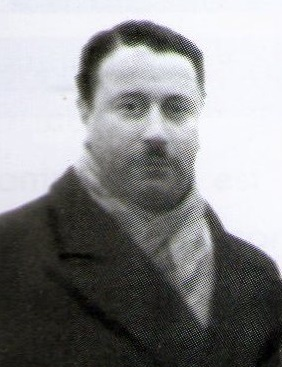
Mustapha Zmerli.
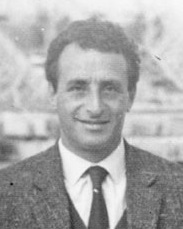
Fabio Roccheggiani.
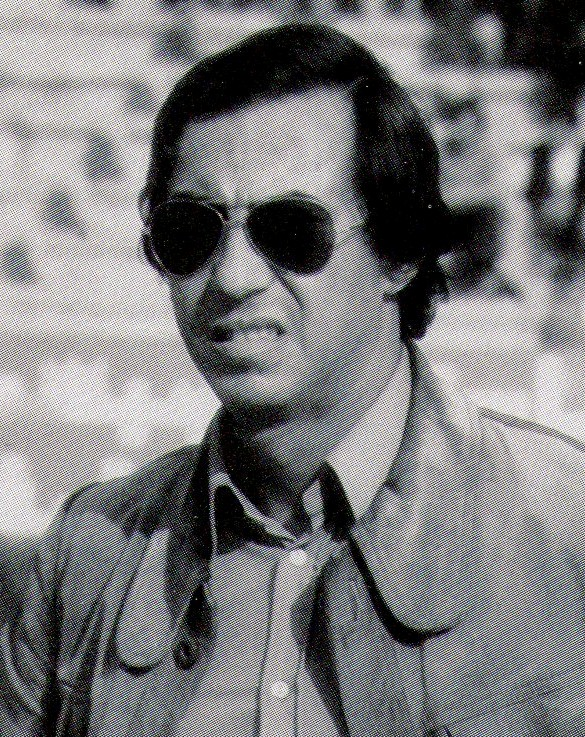
Jamel Eddine Bouabsa.
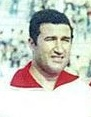
Ameur Hizem.
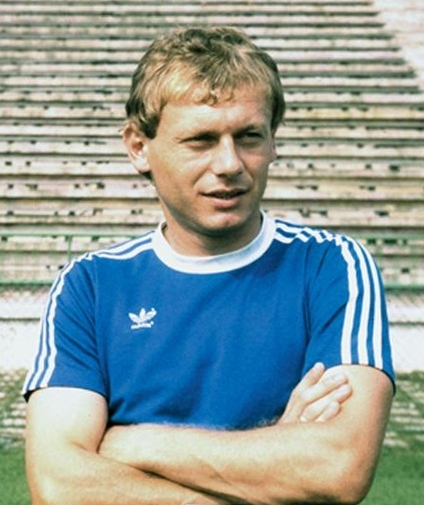
Ilie Balaci.
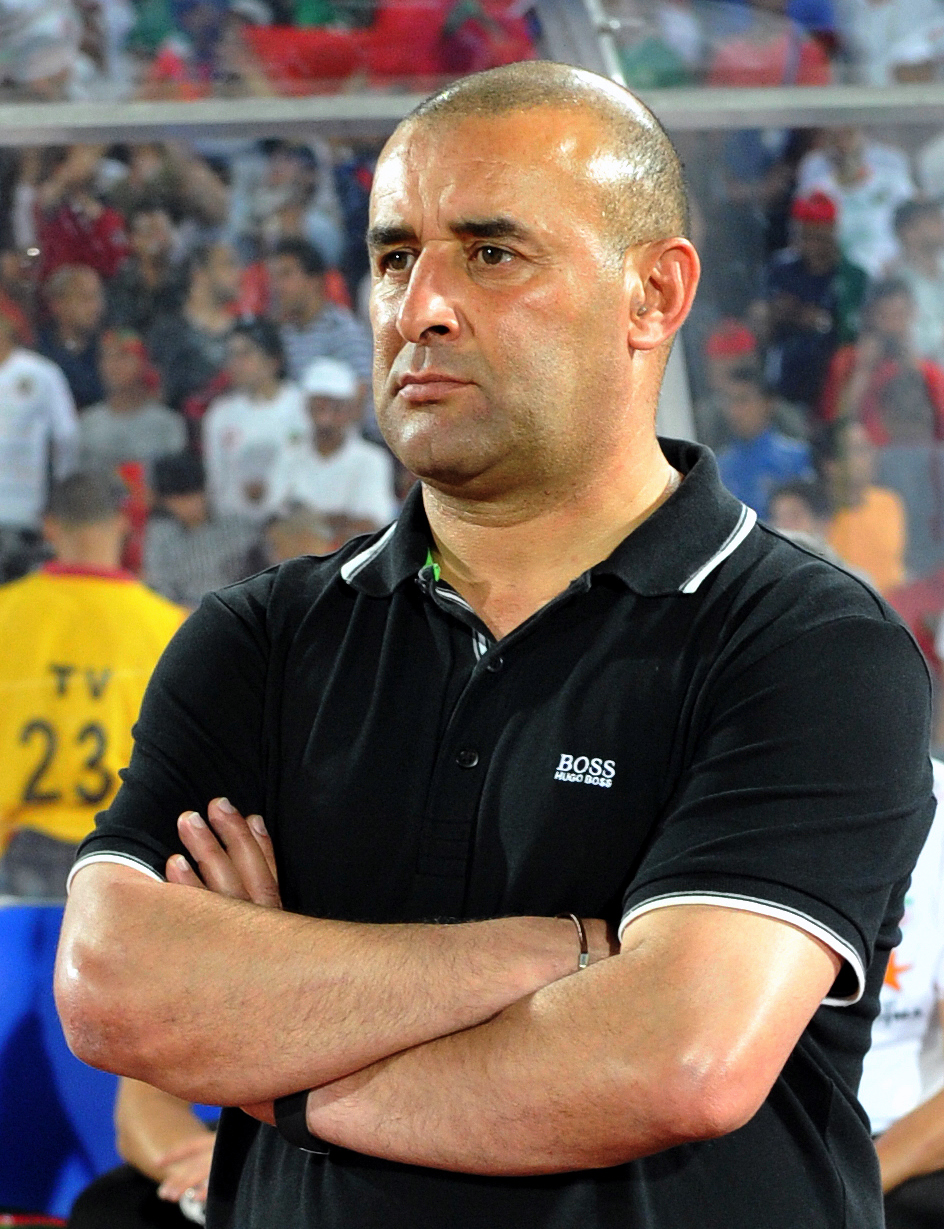
Abdelhak Benchikha.
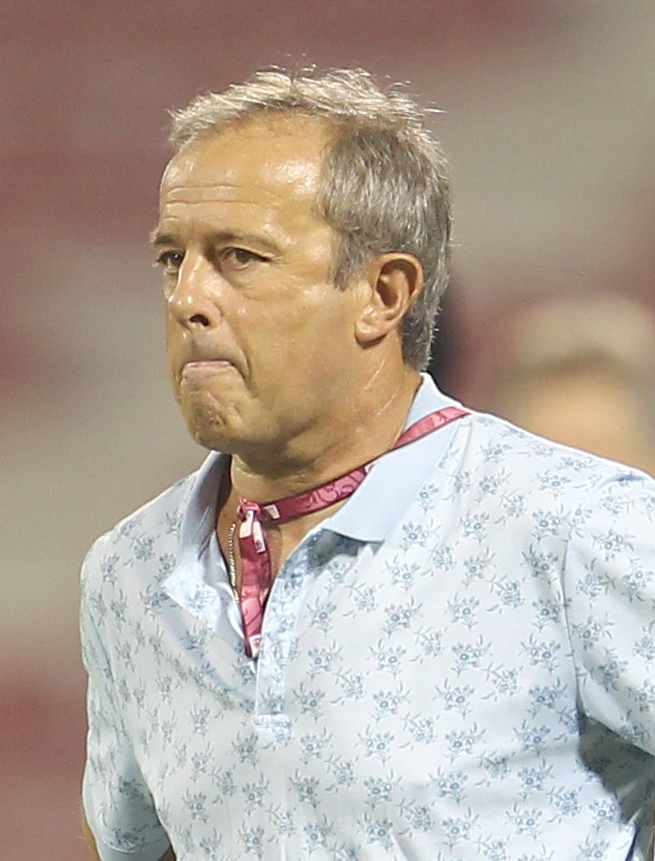
Pierre Lechantre.
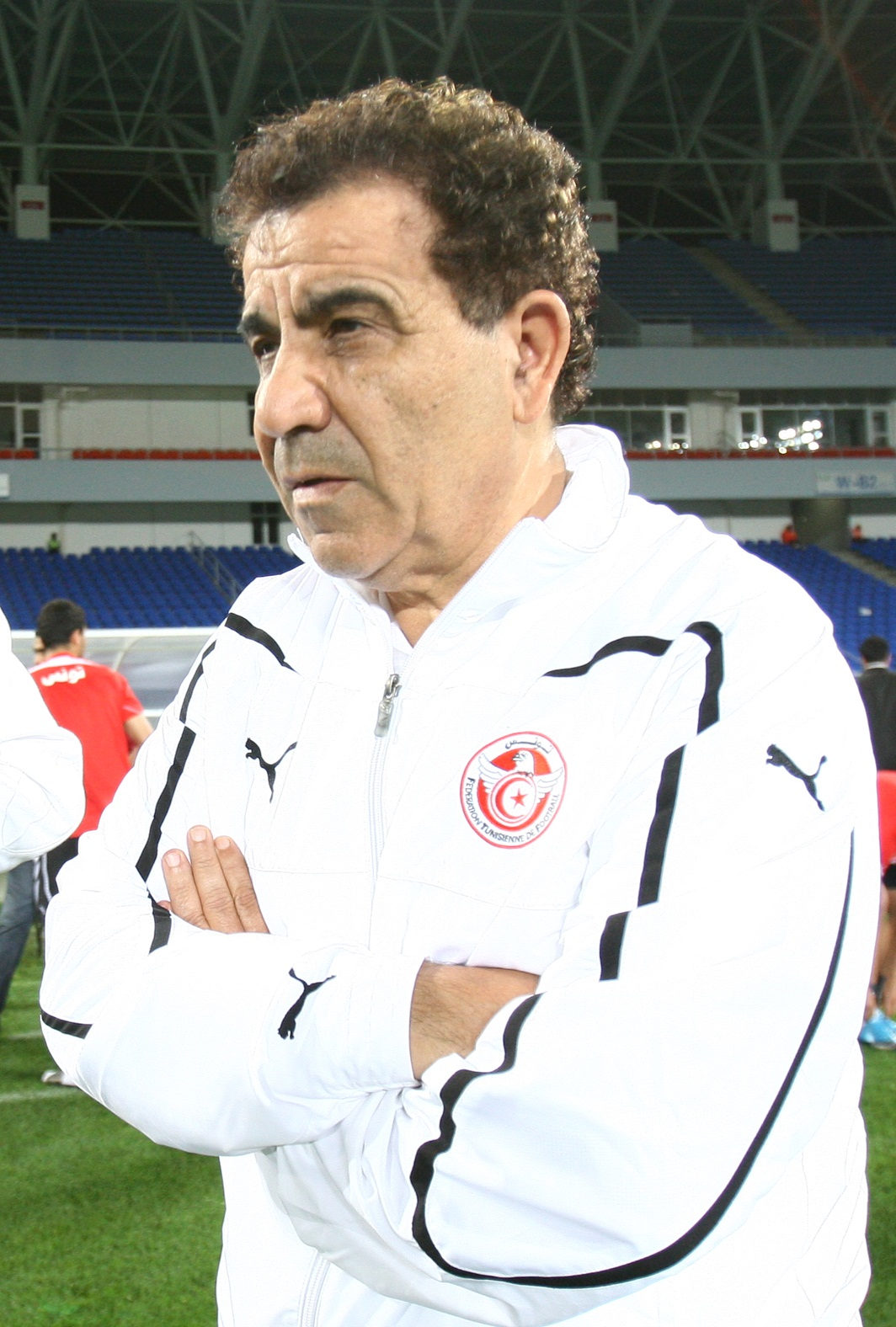
Faouzi Benzarti.
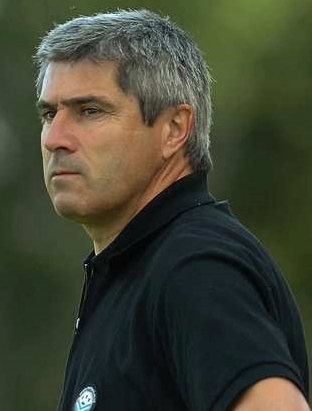
Daniel Sanchez.
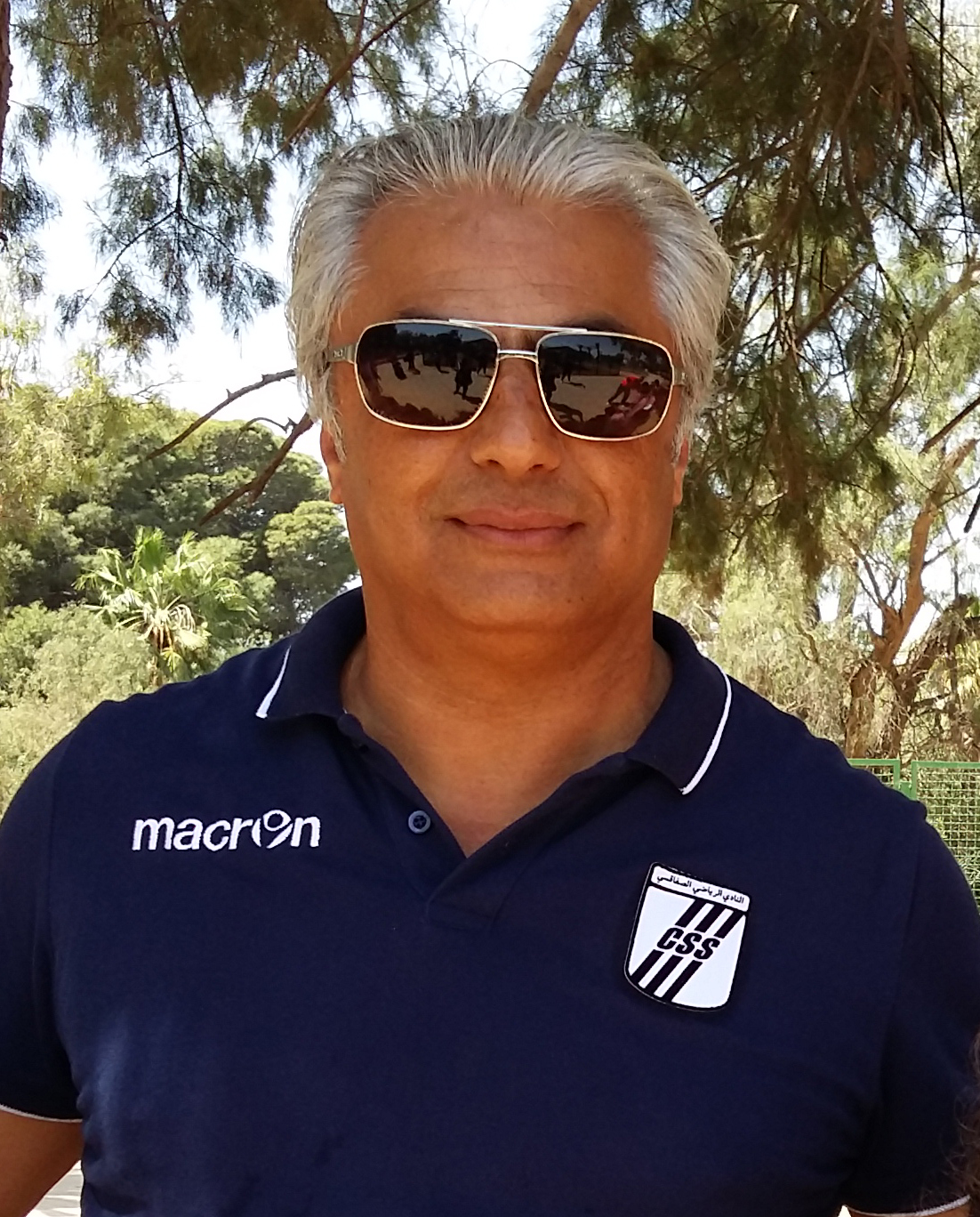
Chiheb Ellili.
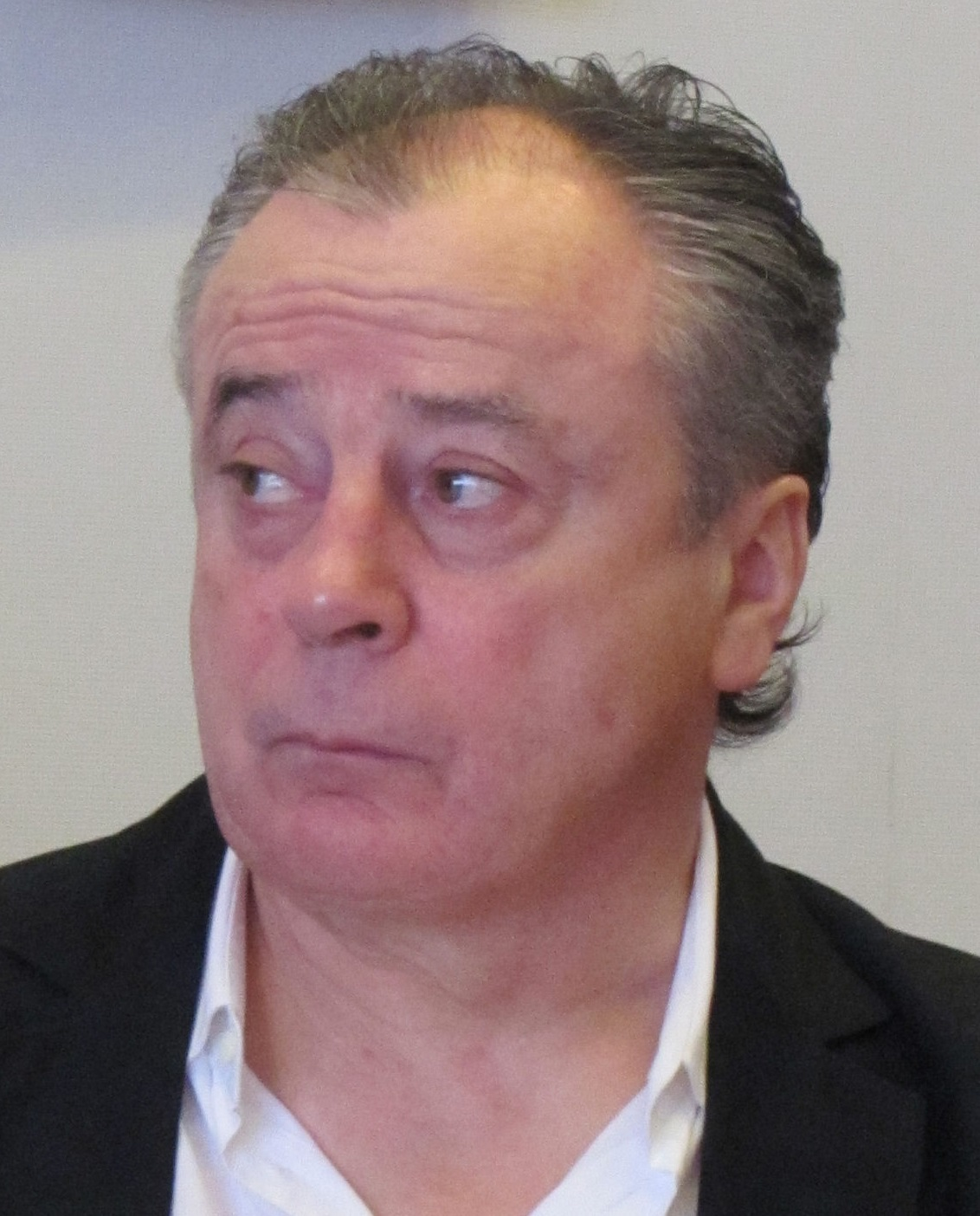
Bertrand Marchand.
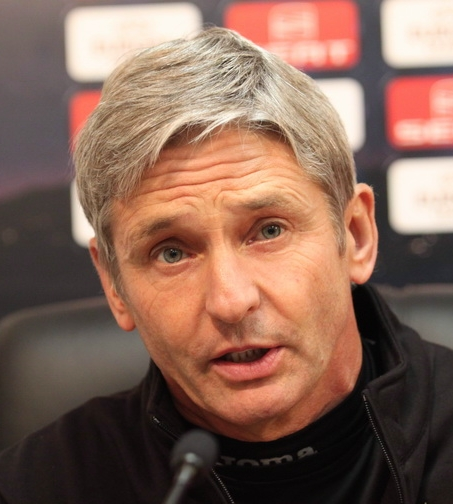
José Riga.

### Staff technique et médical
| Pays                  | Nom             | Fonction                 | Équipe  |
| --------------------- | --------------- | ------------------------ | ------- |
| Drapeau de la Tunisie | Faouzi Benzarti | Entraîneur               | Seniors |
| Drapeau de la Tunisie | Othmen Najjar   | Entraîneur adjoint       | Seniors |
| Drapeau de la Tunisie | Ahmed Touihri   | Entraîneur adjoint       | Seniors |
| Drapeau de la Tunisie | Adel Nefzi      | Entraîneur des gardiens  | Seniors |
| Drapeau de la Tunisie | Ammar Nebigh    | Préparateur physique     | Seniors |
| Drapeau de la Tunisie | Refki Oueslati  | Préparateur physique     | Seniors |
| Drapeau de la Tunisie | Wajih Ben Saïd  | Médecin                  | Seniors |
| Drapeau de la Tunisie | Wajih Boughrara | Kinésithérapeute adjoint | Seniors |
| Drapeau de la Tunisie | Sami Guerchi    | Kinésithérapeute adjoint | Seniors |

### Section des jeunes
| Pays                  | Nom                | Fonction                                                    | Équipe    |
| --------------------- | ------------------ | ----------------------------------------------------------- | --------- |
| Drapeau de la Tunisie | Mohamed Ben Hassen | Directeur technique                                         | Jeunes    |
| Drapeau de la Tunisie | Slah Fessi         | Directeur technique adjoint responsable des gardiens de but | Jeunes    |
| Drapeau de la Tunisie | -                  | Entraîneur                                                  | Espoirs   |
| Drapeau de la Tunisie | -                  | Entraîneur adjoint                                          | Espoirs   |
| Drapeau de la Tunisie | Yamen Zelfani      | Entraîneur                                                  | Juniors   |
| Drapeau de la Tunisie | Rafik Rouissi      | Entraîneur                                                  | Juniors   |
| Drapeau de la Tunisie | Saber Abdellaoui   | Entraîneur                                                  | Cadets A  |
| Drapeau de la Tunisie | Imed Albouthouri   | Entraîneur                                                  | Cadets B  |
| Drapeau de la Tunisie | Sabri Bouhali      | Entraîneur                                                  | Minimes A |
| Drapeau de la Tunisie | Tarek Massoudi     | Entraîneur                                                  | Minimes B |
| Drapeau de la Tunisie | Amine Gara         | Entraîneur                                                  | Écoles    |

## Effectif

### Effectif professionnel (2025-2026)
Le tableau liste l'effectif professionnel du Club africain pour la saison 2025-2026.

### Joueurs prêtés
Le tableau suivant liste les joueurs en prêt pour la saison 2022-2023.

### Joueurs emblématiques
Depuis sa création, plusieurs joueurs ont marqué l'histoire du Club africain. Certains d'entre eux, de renommée internationale, ont été formés par le club, d'autres, recrutés dans le monde entier, ont largement contribué à écrire l'histoire du club.
| Joueurs les plus capés | Joueurs les plus capés | Joueurs les plus capés |
| Nom                    | Matchs                 |                        |
| ---------------------- | ---------------------- | ---------------------- |
| Sadok Sassi            | 416                    |                        |
| Wissem Ben Yahia       | 322                    |                        |
| Hédi Bayari            | 311                    |                        |
| Kamel Chebli           | 304                    |                        |
| Samir Sellimi          | 274                    |                        |
| Sami Touati            | 273                    |                        |
| Moncef Khouini         | 270                    |                        |
| Lotfi Mhaissi          | 267                    |                        |
| Mohamed Salah Jedidi   | 266                    |                        |
| Meilleurs buteurs      |                        |                        |
| Nom                    | Buts                   |                        |
| Hédi Bayari            | 127                    |                        |
| Moncef Khouini         | 115                    |                        |
| Mohamed Salah Jedidi   | 110                    |                        |
| Sami Touati            | 97                     |                        |
| Faouzi Rouissi         | 86                     |                        |
| Hassen Bayou           | 76                     |                        |
| Adel Sellimi           | 64                     |                        |
| Khaled Touati          | 54                     |                        |
| Tahar Chaïbi           | 53                     |                        |

Mounir Kebaili est l'un des pionniers du club qu'il rejoint en 1938 avant de devenir titulaire en 1946 à la place d'une grande vedette, l'attaquant Hédi Ben Ammar. Il s'impose rapidement comme un ailier vif et un buteur patenté. Meilleur buteur du championnat en 1949, il marque 84 buts de 1946 à 1960 et remporte le championnat en 1947 et 1948 avec Ali Ben Brahim, un avant-centre redoutable. Hassen Zlassi, attaquant entre 1952 et 1962, s'affirme dès l'âge de 18 ans comme un compétiteur de premier rang et devient l'un des footballeurs emblématiques du Club africain après l'indépendance. Aux qualités techniques, il associe la rapidité et le sens du but. Après 147 matchs, un accident de la route survenu en 1962 le prive toutefois d'une carrière prometteuse. Sadok Sassi alias « Attouga » est formé au club et intègre vite les minimes. Actif de 1958 à 1979, il dispute 416 matchs, en faisant le joueur le plus capé, et remporte notamment cinq championnats et huit coupes. En 1963, il est sélectionné dans l'équipe de Tunisie de football à l'âge de 18 ans : il est titulaire lors de la CAN 1963 et l'un des principaux artisans de la qualification de la Tunisie pour la coupe du monde de 1978 en Argentine, à une époque où l'Afrique ne peut qualifier qu'une nation en phase finale. Recordman des sélections en équipe de Tunisie avec 110 matchs, Mohamed Salah Jedidi est l'un des attaquants qui bénéficie de l'attention et de la patience de l'entraîneur Fabio Roccheggiani qui détecte son talent de buteur et décide de soigner sa technique ; il rejoint les seniors en 1958-1959 et devient progressivement un redoutable buteur. Évoluant de 1958 à 1969, il dispute un total de 266 matchs et marque 110 buts dont 98 en championnat et douze en coupe de Tunisie. En équipe nationale, il marque un total de 17 buts et remporte notamment la coupe arabe des nations en 1963.
À propos des joueurs de champ, on peut mentionner Ali Retima qui rejoint les seniors entre 1968 et 1978 en tant que libéro et parfois en tant que milieu de terrain défensif ; il dispute 237 matchs et marque 24 buts. On peut aussi retenir les défenseurs Abderrahmane Rahmouni (195 matchs et 41 buts) en 1964-1973, Taoufik Belghith, Ahmed Zitouni et Nejib Ghommidh, ainsi que les attaquants Tahar Chaïbi et Moncef Khouini (meilleur buteur du club en 1972), Hassen Bayou (205 matchs et 76 buts) en 1969-1979 ; ce dernier est considéré comme la « bête noire » de l'Espérance sportive de Tunis puisqu'il marque un triplé le 9 octobre 1977 (5-2). Dans les années 1980, on peut aussi retenir le gardien Mokhtar Naili (1969-1983), qui reste célèbre pour avoir été le portier de l'équipe nationale lors de la coupe du monde 1978, les défenseurs Kamel Chebli (1975-1987), qui dispute la coupe du monde 1978 avec la sélection nationale, et Lassaâd Abdelli (1980-1986). L'attaquant Hédi Bayari (224 matchs officiels entre 1973 et 1987) est le meilleur buteur de l'histoire du club, avec 127 buts dont 110 en championnat, et le meilleur buteur du championnat à trois reprises. Habib Gasmi dispute quant à lui 129 matchs pour 42 buts ; il est le meilleur buteur du championnat en 1981.
À l'heure des premières aventures africaines, au début des années 1990, le club parvient à renforcer son effectif grâce à des recrutements, comme celui de l'international algérien Fodil Megharia (1989-1993), et à quelques joueurs formés par le club tels Lotfi Mhaissi et les frères Samir et Adel Sellimi, Lotfi et Faouzi Rouissi, buteurs lors de la première participation du club en coupe d'Afrique des vainqueurs de coupe. L'équipe parvient à remporter la Ligue des champions de la CAF, le 23 décembre 1991, devenant ainsi le premier club tunisien à remporter ce titre. Parmi leurs coéquipiers lors de cette rencontre figurent Sabri Bouhali et Sami Nasri, issus de la formation du club.
D'autres joueurs ont marqué l'histoire du club : Lantame Ouadja (1995-1997), Tadjou Salou (1995-1996), Boubaker Ezzitouni, Sabri Jaballah, Sami Touati (meilleur buteur du championnat en 1996), Jameleddine Limam et l'international algérien Rezki Amrouche (vainqueur de la Ligue des champions arabes 1997, de la coupe 1998 et finaliste de la coupe d'Afrique des vainqueurs de coupe en 1999).
Dans les années 2000, le Club africain permet à certains joueurs de se révéler, comme l'international marocain Abdeljalil Hadda alias « Kamacho ». L'international tunisien Karim Saïdi (2001-2004), révélé sous le maillot clubiste avant d'aller au Feyenoord Rotterdam, remporte la CAN 2004 sous les couleurs du club avec le gardien de but Khaled Azaïez (1999-2004). D'autres joueurs internationaux sont passés par le club tels que le capitaine Ali Boumnijel (2004-2007), Dramane Traoré (2005-2006) et Pierre Njanka (2006-2007).
Abdelhak Benchikha a permis l'éclosion de joueurs de talents, tels que Youssef Mouihbi (2007-2012), meilleur joueur tunisien en 2008, ou Wissem Ben Yahia (2003-2011), meilleur buteur du championnat en 2007-2008 et vainqueur du championnat avec des joueurs comme Lassaad Ouertani (2004-2009), Oussama Sellami (2004-2011) ou Adel Nefzi (2007-2011) qui bat un record du championnat avec 1 269 minutes de jeu sans encaisser le moindre but. C'est aussi sous sa houlette que Zouhaier Dhaouadi (2006-2012), Khaled Souissi (2005-2011) et Bilel Ifa (depuis 2007) ont fêté leur première sélection en équipe de Tunisie de même qu'Enam Mendamo Alexis (2007-2012) appelé en sélection du Cameroun. Les autres joueurs de l'effectif de la saison 2007-2008, vainqueurs du championnat, sont entrés dans l'histoire du club grâce à leurs performances.
D'autres joueurs ont marqué son histoire, tels que Saber Khalifa (depuis 2014), meilleur buteur du championnat en 2014-2015 et vainqueur du championnat avec des joueurs comme Farouk Ben Mustapha (2014-2017), Yassin Mikari (2014-2016), Stéphane Nater (2014-2016), Tijani Belaïd (2014-2016), Imed Meniaoui (2014-2017) et Abdelmoumene Djabou (2012-2016), auteur de deux buts à la coupe du monde de 2014. Les autres joueurs de l'effectif de la saison 2014-2015, vainqueurs du championnat, sont entrés dans l'histoire du club grâce à leurs performances.

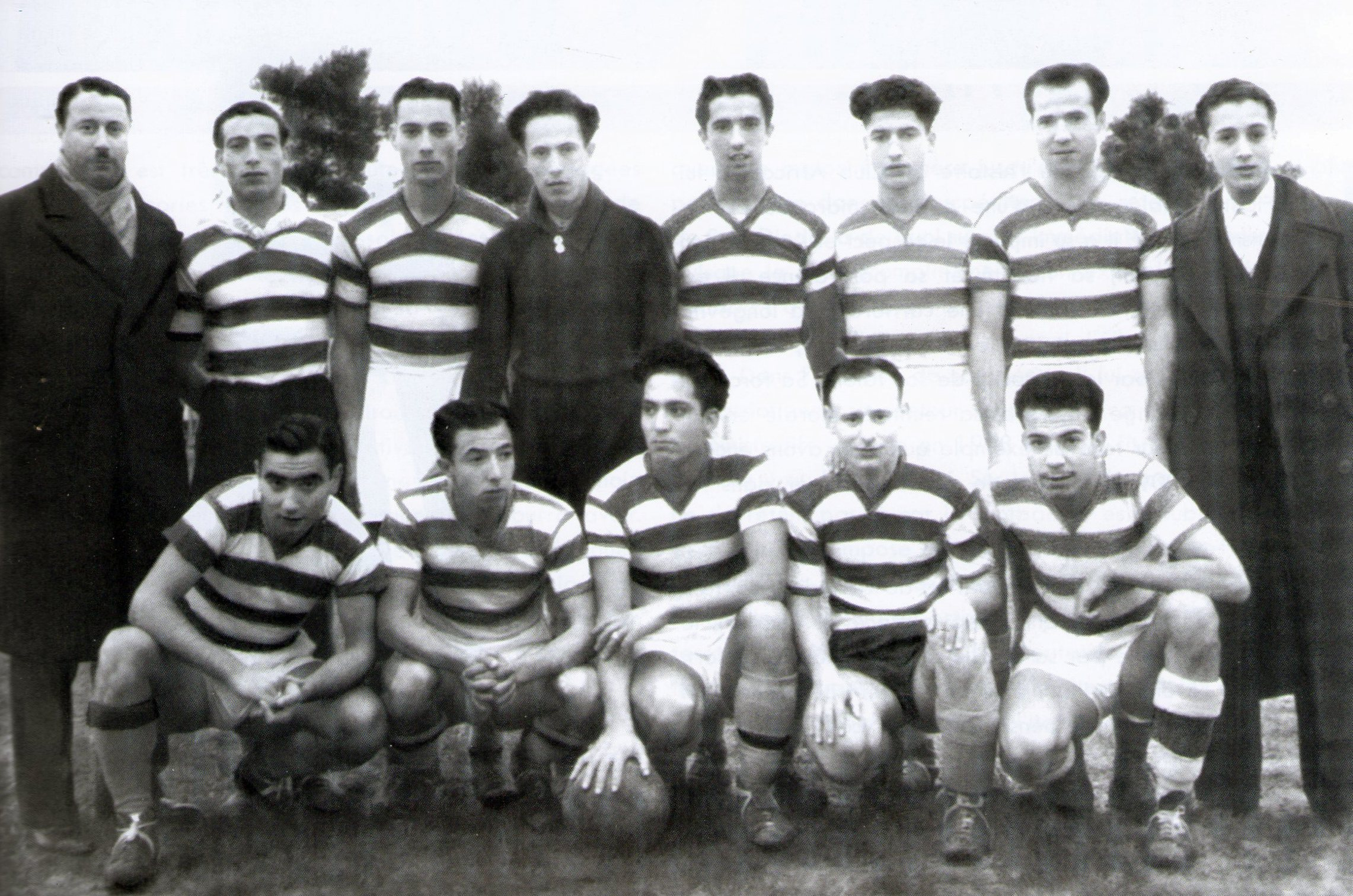
Équipe en 1938-1939.
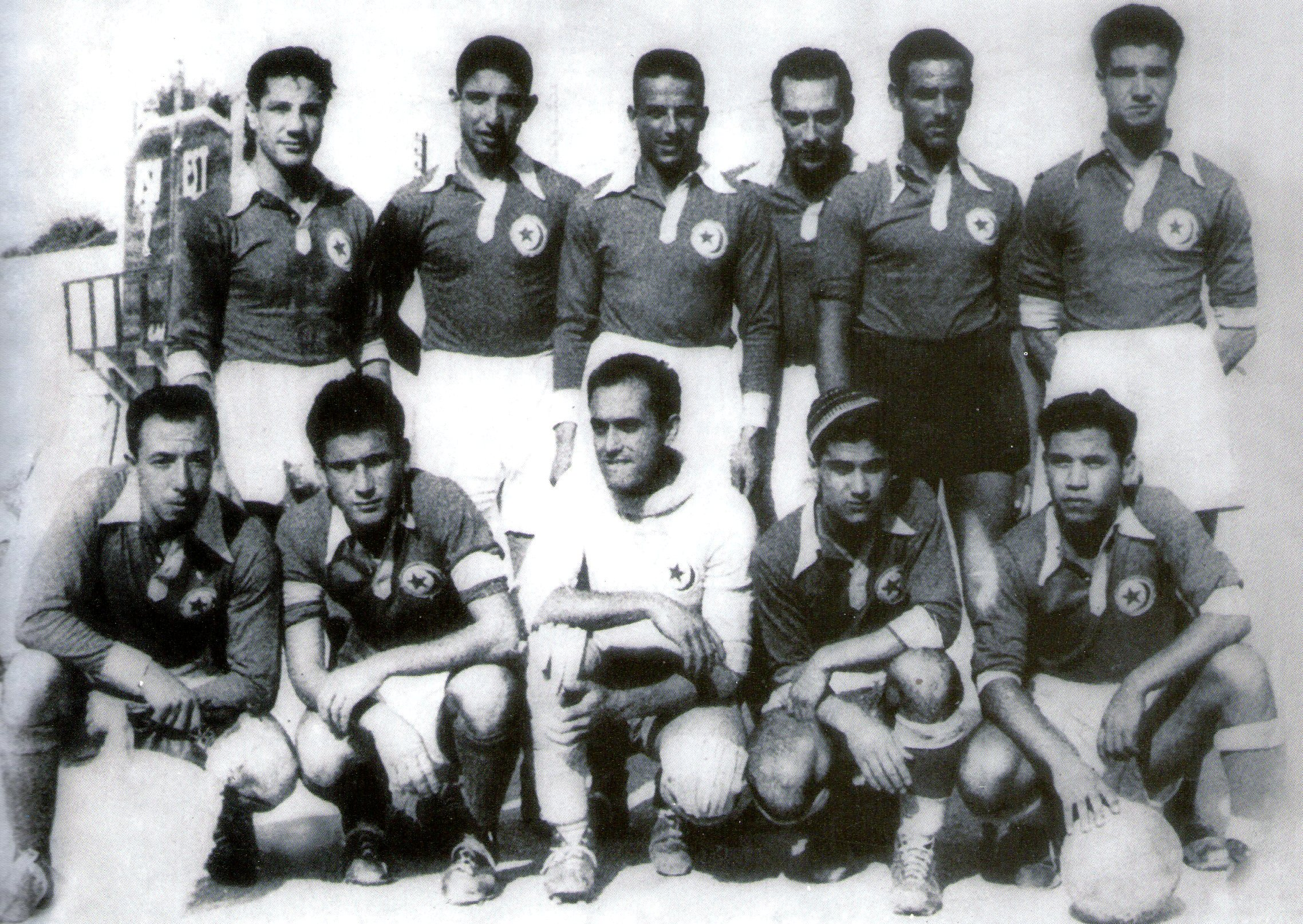
Équipe en 1946-1947.
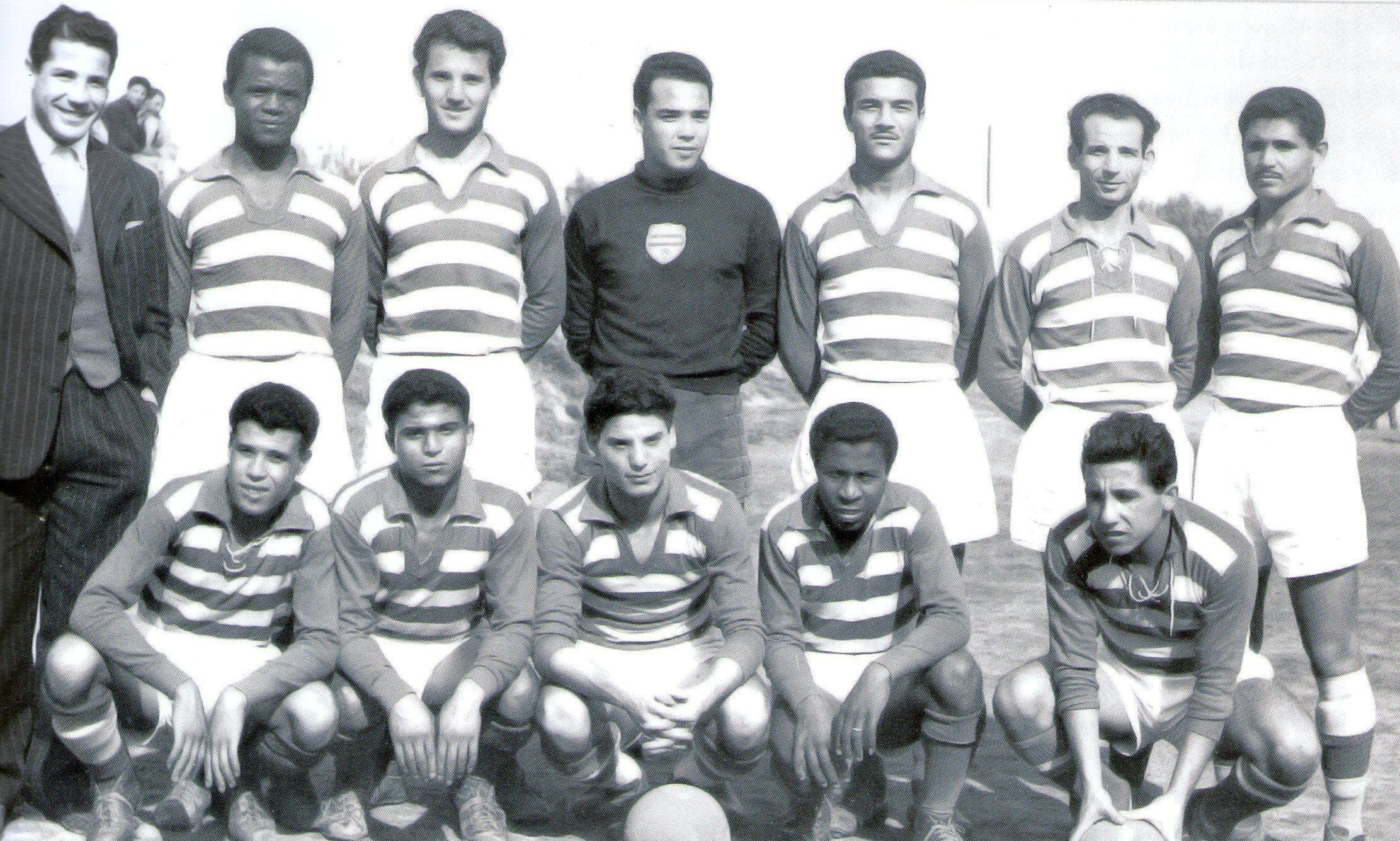
Équipe en 1955-1956.
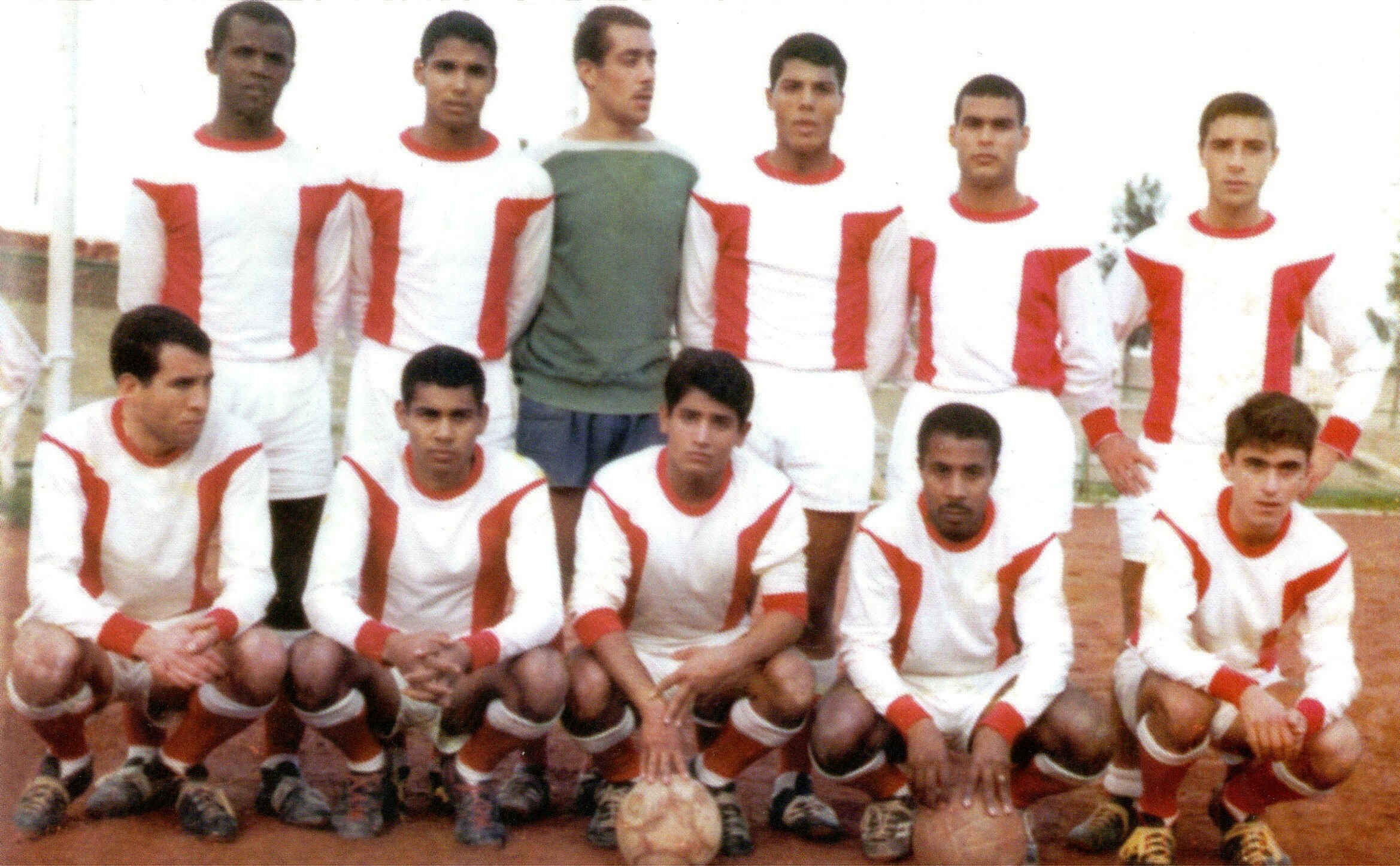
Équipe en 1962-1963.
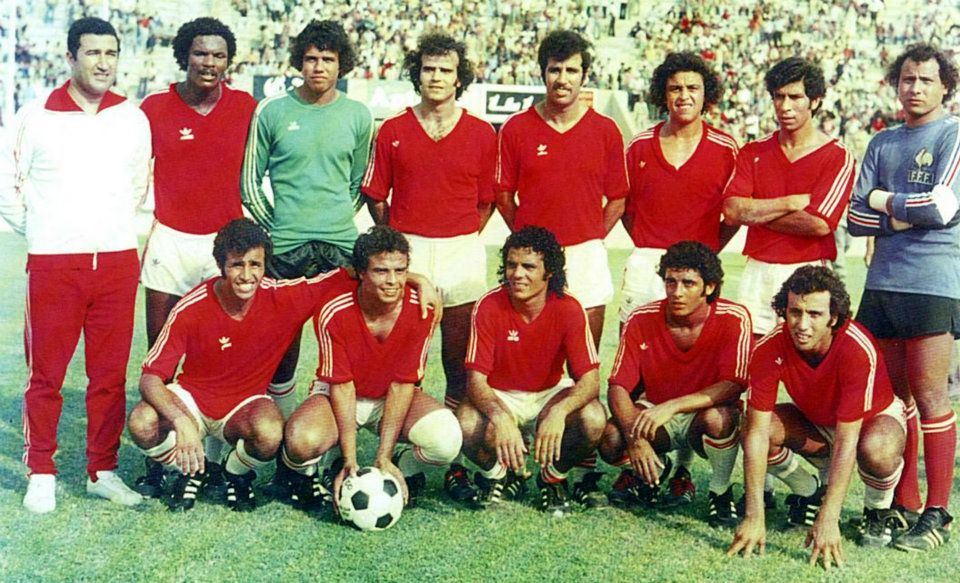
Équipe en 1975-1976.

#### Années 1920-1930
- Mohamed Soudani
- Béchir Ben Amor
- Mahmoud Malouche
- Ezzeddine Bel Haj
- Manoubi Houari
- Jameleddine Bousnina
- Mohamed Machouche
- Hassen Ben Kaddour
- Hassen Nouisseri
- Ahmed Mestaoui
- Mohamed Ayed
- Abderrahmen Kalfat
- Larbi Ben Yemina
- Ahmed Zeglaoui
- Ahmed Dhahak

#### Années 1930-1940
- Frej Mestiri
- Mahmoud Toumi
- Ezzedine Behi
- Hassen El Kout
- Rchid Saiedi
- Mahmoud Bellamine
- Hassen Akacha
- Sadok Naouar
- Ali Smaris
- Ezzedine Abassi
- Mondher Ben Ammar
- Hattab Ben Yemina
- Youssef Lassoued
- Boujemaa Kmiti
- Mohamed Ali Belhaouene

#### Années 1940-1950
- Salah Akacha
- Hédi Ben Ammar (Autorail)
- Ali Ben Brahim
- Hédi Saheb Ettabaâ
- Abdesselem Ben Ismaïl (Lagraâ)
- Sauveur Millazzo
- Tarek Chériki
- Cherif Mathlouthi
- Youssef Gabsi
- Khémaïes Ben Ismaïl
- Rchid Debbabi
- Mustapha Dhib
- Ridha Bach Hamba
- Gaston Taïeb
- Abdelaziz Fayache (El Anz)

#### Années 1950-1960
- Pierre Durin
- Abdelaziz Dahmani (Zozo)
- Mounir Kebaili
- Ridha Meddeb
- Rachid Sehili
- Skander Medelgi
- Taoufik Bokri
- Hmid Dhib
- Mohamed Abdelli
- Rabah Krimi
- Ahmed El Felah (Gallard)
- Hédi Hamoudia
- Mohamed Ayachi
- Hassen Zlassi
- Abdelkader Ghalem (Zerga)

#### Années 1960-1970
- Abdessalem Meskaoui (Bob)
- Amor Amri
- Mohamed Salah Jedidi
- Tahar Chaïbi
- Sadok Sassi (Attouga)
- Salah Chaoua
- Taoufik Klibi
- Béchir Kekli (Gattous)
- Abderrahmane Rahmouni
- Hamadi Dhaou (Badi)
- Hassen Toumi
- Ahmed Bouajila
- Larbi Touati
- Hamadi Khouini
- Rachid Troudi

#### Années 1970-1980
- Jalloul Chaoua
- Ali Retima
- Ahmed Zitouni
- Moncef Khouini
- Hamza Mrad
- Taoufik Belghith
- Nejib Ghommidh
- Kamel Chebli
- Mohamed Ali Ben Moussa
- Mokhtar Naili
- Mohamed Naouali (Gouchi)
- Hassen Bayou
- Abderrahmane Nasri
- Mondher Chicha
- Néjib Abada

#### Années 1980-1990
- Ridha Boushih
- Béchir Bach Hamba
- Moncef Chargui
- Lassaâd Abdelli
- Habib Gasmi
- Slah Fessi
- Mohamed Ali Klibi
- Hédi Bayari
- Mohamed Hedi Abdelhak
- Lotfi Mhaissi
- Abderrazak Chehat
- Bassem Mehri
- Slim Ben Othman
- Khaled Touati
- Kais Yaâkoubi

#### Années 1990-2000
- Samir Sellimi
- Lotfi Rouissi
- Fodil Megharia
- Sabri Bouhali
- Sami Nasri
- Sami Touati
- Faouzi Rouissi
- Adel Sellimi
- Tadjou Salou
- Lantame Ouadja
- Boubaker Ezzitouni
- Abdeljalil Hadda (Kamacho)
- Rezki Amrouche
- Jameleddine Limam
- Sabri Jaballah

#### Années 2000-2010
- Khaled Azaïez
- Claudio Milar
- Karim Saïdi
- Tarik El Taib
- Aliou Siby Badara
- Achraf Khalfaoui
- Nabil Missaoui
- Ali Boumnijel
- Oussama Sellami
- Dramane Traoré
- Lassaad Ouertani
- Pierre Njanka
- Mohamed Ali Gharzoul
- Moussa Pokong
- Adel Nefzi

#### Années 2010-2020
- Khaled Souissi
- Wissem Ben Yahia
- Youssef Mouihbi
- Enam Mendamo Alexis
- Zouhaier Dhaouadi
- Abdelmoumene Djabou
- Bilel Ifa
- Stéphane Nater
- Seidu Salifu
- Tijani Belaïd
- Yassin Mikari
- Saber Khalifa
- Farouk Ben Mustapha
- Imed Meniaoui
- Nicholas Opoku

### Joueurs internationaux

#### Internationaux tunisiens
Avec l'Espérance sportive de Tunis et l'Étoile sportive du Sahel, le Club africain a historiquement accueilli les meilleurs joueurs tunisiens et fait partie des clubs qui fournissent le plus de footballeurs à l'équipe de Tunisie. Le joueur du Club africain qui a le plus souvent évolué avec la sélection nationale est le gardien Sadok Sassi, avec 117 matchs.

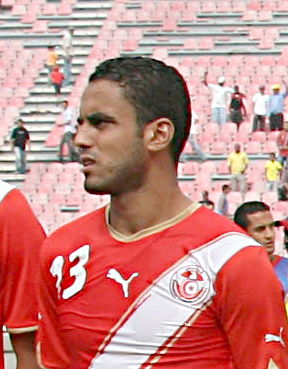
Wissem Ben Yahia.
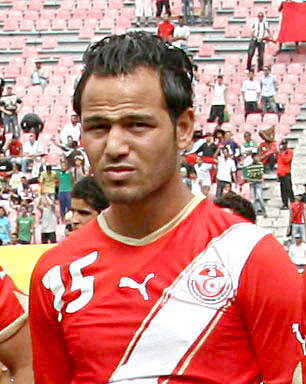
Zouhaier Dhaouadi.
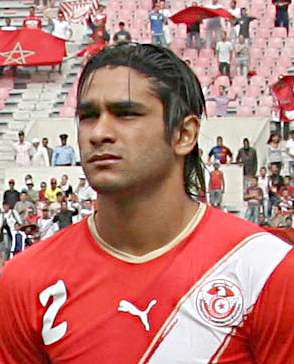
Bilel Ifa.
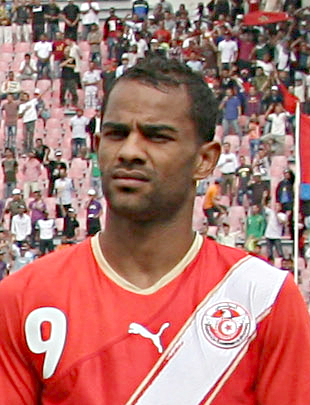
Saber Khalifa.

#### Internationaux étrangers
L'équipe a connu le passage de plusieurs joueurs internationaux étrangers depuis les années 1990.
- Fodil Megharia
- Adama Cissé
- Tadjou Salou
- Lantame Ouadja
- Abdeljalil Hadda
- Rezki Amrouche
- Mihály Tóth
- Claudio Milar
- Stéphane Boulila
- Aliou Siby Badara
- Tarik El Taib
- Prince Daye
- Sammy Adjei
- Pierre Njanka
- Dramane Traoré
- Mustapha Bidoudane
- Moussa Pokong
- Enam Mendamo Alexis
- Vincent Tchalla
- Ezenwa Otorogu
- Hervé Kambou
- Cuthbert Malajila
- Rabii Ellafi
- Ézéchiel Ndouassel
- Ahmed Saad Osman
- Karl Max Barthélemy
- Jodel Dossou
- Abdelmoumene Djabou
- Prince Tagoe
- Khaled Lemmouchia
- Seidu Salifu
- Bedi Mbenza
- Nicholas Opoku
- Fabrice Ondama
- Matthew Rusike
- Bassirou Compaoré

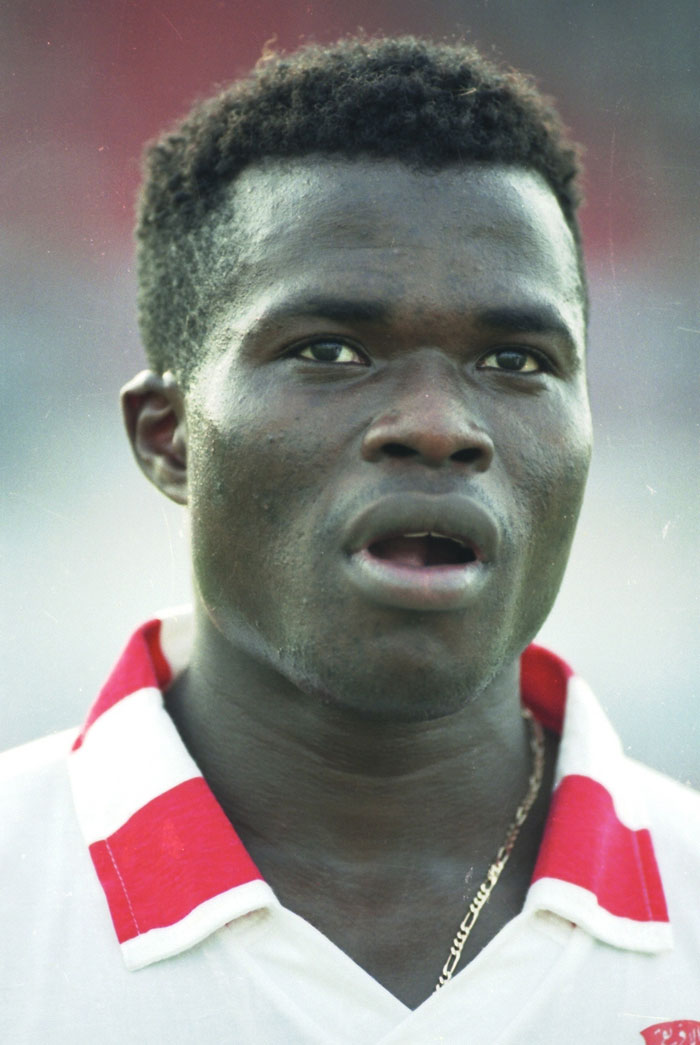
Tadjou Salou.
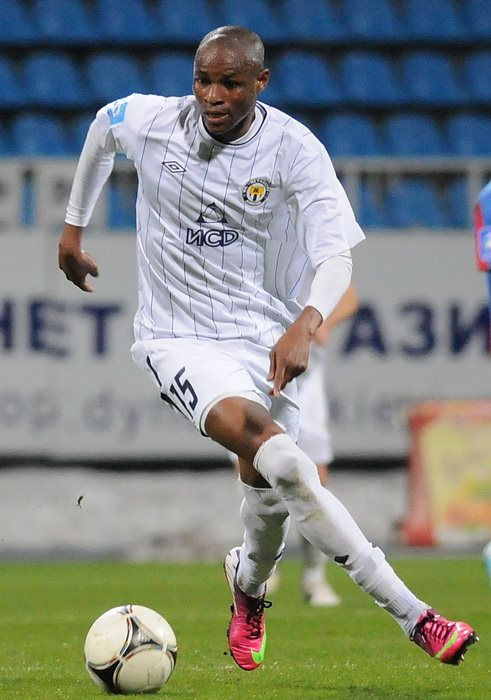
Dramane Traoré.
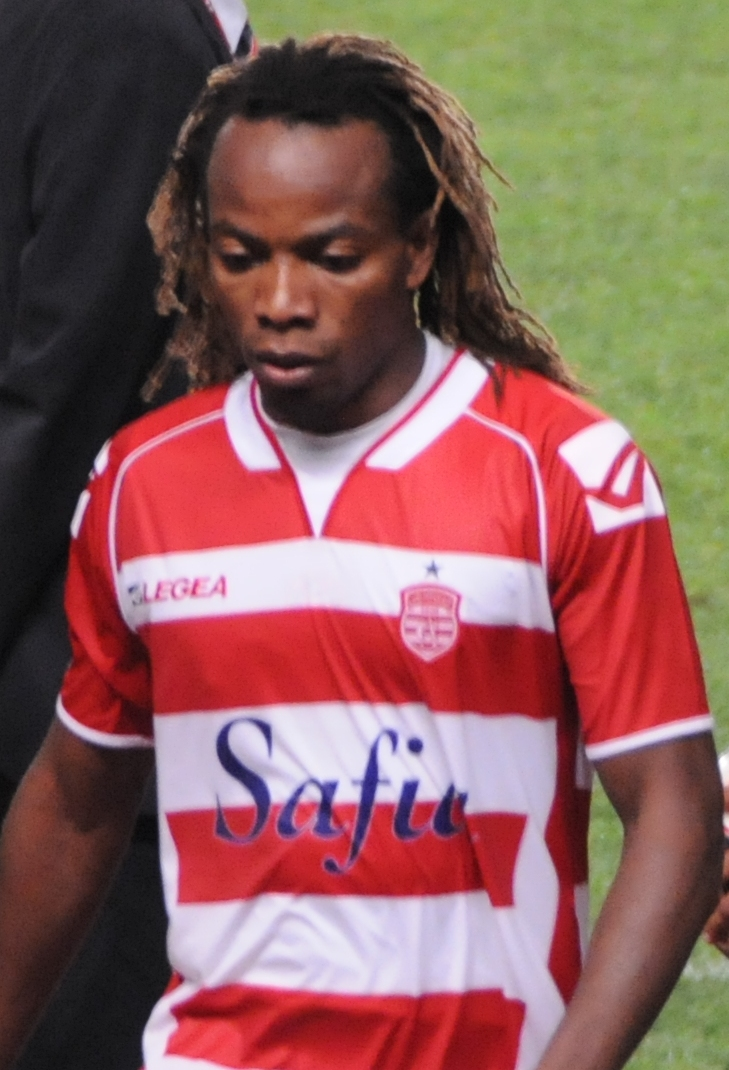
Enam Mendamo Alexis.
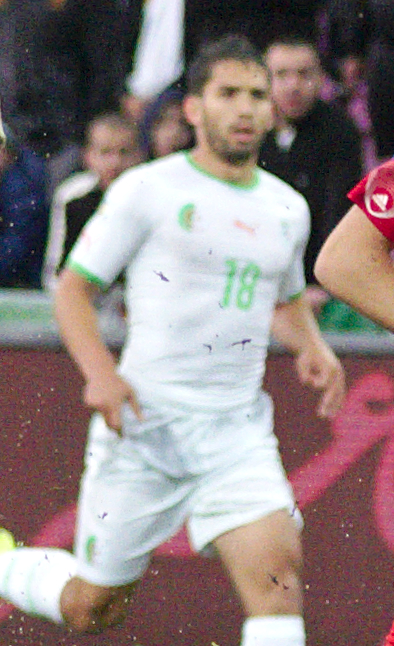
Abdelmoumene Djabou.

### Honneurs individuels
| Meilleurs joueurs | Meilleurs buteurs | Meilleurs gardiens de but                                           |
| --- | --- | ------------------------------------------------------------------- |
| Ballon d'or tunisien (2) - Youssef Mouihbi (2008) - Zouhaier Dhaouadi (2010) Soulier d'or tunisien (4) - Ahmed Zitouni (1971) - Hédi Bayari (1979) - Faouzi Rouissi (1990) - Saber Khalifa (2015) Meilleur sportif tunisien (1) - Adel Sellimi (1992) | Meilleur buteur du championnat (17) - Cherif Mathlouthi (15 buts en 1947) - Cherif Mathlouthi (15 buts en 1948) - Mounir Kebaili (11 buts en 1949) - Mohamed Salah Jedidi (17 buts en 1965) - Mohamed Salah Jedidi (17 buts en 1969) - Moncef Khouini (12 buts en 1972) - Hédi Bayari (14 buts en 1980) - Habib Gasmi (16 buts en 1981) - Hédi Bayari (17 buts en 1983) - Hédi Bayari (12 buts en 1984) - Faouzi Rouissi (18 buts en 1990) - Sami Touati (17 buts en 1996) - Nabil Missaoui (9 buts en 2004) - Wissem Ben Yahia (10 buts en 2008) - Abdelmoumene Djabou (8 buts en 2013) - Saber Khalifa (15 buts en 2015) - Saber Khalifa (9 buts en 2018) Meilleur buteur d'Afrique (1) - Faouzi Rouissi et Adel Sellimi (6 buts en 1991) | Meilleur gardien du XXe siècle en Tunisie - Sadok Sassi « Attouga » |

### Politique de recrutement
Le Club africain assume une politique économique consistant à recruter et former de jeunes joueurs afin de leur donner une dimension internationale. Club disposant de son propre centre de formation, prenant le pari de remettre en selle certains joueurs confirmés mais qui ne sont plus en réussite au sein de leur club, ou découvrant de nouveaux talents au niveau international, il permet aux joueurs, dès leur reconnaissance sur la scène continentale, de rejoindre fréquemment des championnats aux moyens plus importants, comme la Ligue 1 française, la Liga, l'Eredivisie, la Pro League, etc.
Avant le début des années 1990, le centre de formation fournit des joueurs tunisiens de haut niveau à l'équipe première, comme Faouzi Rouissi transféré au SM Caen en 1992 et Adel Sellimi transféré au FC Nantes en 1996. Au vu de l'évolution vers le professionnalisme du football en Tunisie et la participation du club aux compétitions africaines, de nouveaux recrutements sont effectués. Si les joueurs sont dans une grande majorité tunisiens, le club recrute aussi des joueurs africains, comme l'Algérien Fodil Megharia de l'ASO Chlef en 1989. Avec l'arrivée de Jean Sérafin puis de René Exbrayat, un grand nombre de joueurs issus de pays francophones évoluent au Club africain, tels les Togolais Tadjou Salou et Lantame Ouadja de l'Étoile filante de Lomé en 1995, l'Algérien Rezki Amrouche de la Jeunesse sportive de Kabylie en 1997 et le Marocain Abdeljalil Hadda de l'Ittihad Djeddah.
Dans les années 2000 d'autres joueurs sont passés par le club tels que Claudio Milar, Aliou Siby Badara de l'ASEC Mimosas en 2001, Tarik El Taib d'Al-Ahli Tripoli en 2003, Dramane Traoré de l'Ismaily SC en 2005, Pierre Njanka du Istres FC en 2006 et Enam Mendamo Alexis en 2007.
Dans les années 2010, avec l'arrivée du président Slim Riahi, le club accueille plusieurs joueurs étrangers tels que l'international algérien Abdelmoumene Djabou arrivé en provenance de l'Entente sportive sétifienne, Khaled Lemmouchia et Maher Haddad, acquis pour trois millions de dinars, soit le plus gros transfert entre deux clubs tunisiens de l'histoire du championnat ; le club accueille aussi plusieurs internationaux tunisiens comme Yassin Mikari en provenance du FC Lucerne, Stéphane Nater du FC Saint-Gall, Tijani Belaïd du Moreirense FC, Saber Khalifa de l'Olympique de Marseille en 2014, Yoann Touzghar du RC Lens et Abdelkader Oueslati de l'Atlético de Madrid en 2015.
Les transferts les plus chers de l'histoire du Club africain sont les suivants :
| Arrivées |       |                     |             |                        |
| Rang     | Année | Joueur              | Montant     | Provenance             |
| 1er      | 2012  | Abdelmoumene Djabou | 2 000 000 € | ES Sétif               |
| 2e       | 2012  | Karl Max Barthélemy | 1 670 000 € | Difaâ El Jadida        |
| 3e       | 2012  | Maher Haddad        | 1 500 000 € | CS Sfax                |
| 4e       | 2016  | Saber Khalifa       | 1 000 000 € | Olympique de Marseille |
| 5e       | 2007  | Victor Ezeji        | 700 000 €   | Dolphin FC             |
| 6e       | 2014  | Ézéchiel Ndouassel  | 500 000 €   | Terek Grozny           |
| 7e       | 2015  | Ibrahim Chenihi     | 450 000 €   | MC El Eulma            |
| 8e       | 2014  | Stéphane Nater      | 400 000 €   | FC Saint-Gall          |
| -        | 2008  | Ezenwa Otorogu      | 400 000 €   | Enyimba FC             |
| -        | 2011  | Ézéchiel Ndouassel  | 400 000 €   | USM Blida              |

| Départs |       |                     |             |                    |
| Rang    | Année | Joueur              | Montant     | Destination        |
| 1er     | 2018  | Nicholas Opoku      | 1 500 000 € | Udinese Calcio     |
| 2e      | 2017  | Bassem Srarfi       | 1 500 000 € | OGC Nice           |
| 3e      | 2012  | Ézéchiel Ndouassel  | 1 200 000 € | Terek Grozny       |
| 4e      | 2006  | Dramane Traoré      | 1 000 000 € | Lokomotiv Moscou   |
| 5e      | 2008  | Walid Hichri        | 450 000 €   | Saturn Ramenskoïe  |
| 6e      | 2012  | Enam Mendamo Alexis | 400 000 €   | Zamalek SC         |
| -       | 2011  | Wissem Ben Yahia    | 400 000 €   | Mersin Talim Yurdu |
| -       | 2010  | Ezenwa Otorogu      | 400 000 €   | Orlando Pirates FC |
| 9e      | 2017  | Nader Ghandri       | 317 000 €   | Royal Antwerp FC   |
| 10e     | 2014  | Jodel Dossou        | 300 000 €   | Red Bull Salzbourg |

## Structures du club

### Infrastructures

#### Stade
Le Club africain a longtemps joué ses matchs à domicile, au stade municipal Géo-André et actuel stade Chedly-Zouiten, puis au stade olympique d'El Menzah situé à quelques kilomètres au nord de Tunis et doté de 45 000 places. Il dispute aussi certaines rencontres au stade olympique de Radès (60 000 places) tels que les matchs africains et le derby tunisois.

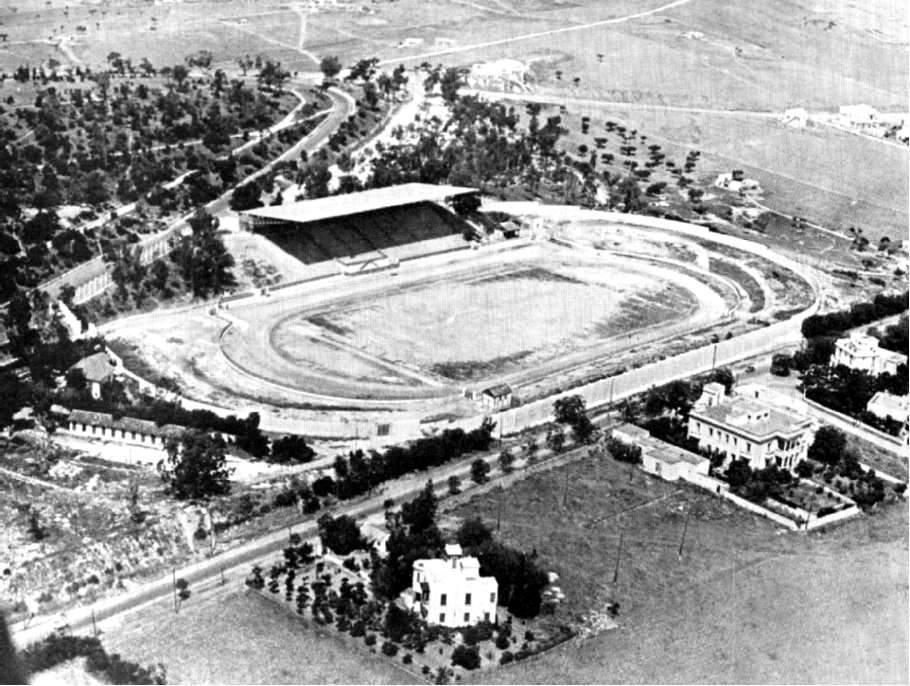
Stade Chedly-Zouiten et ancien stade municipal Géo-André
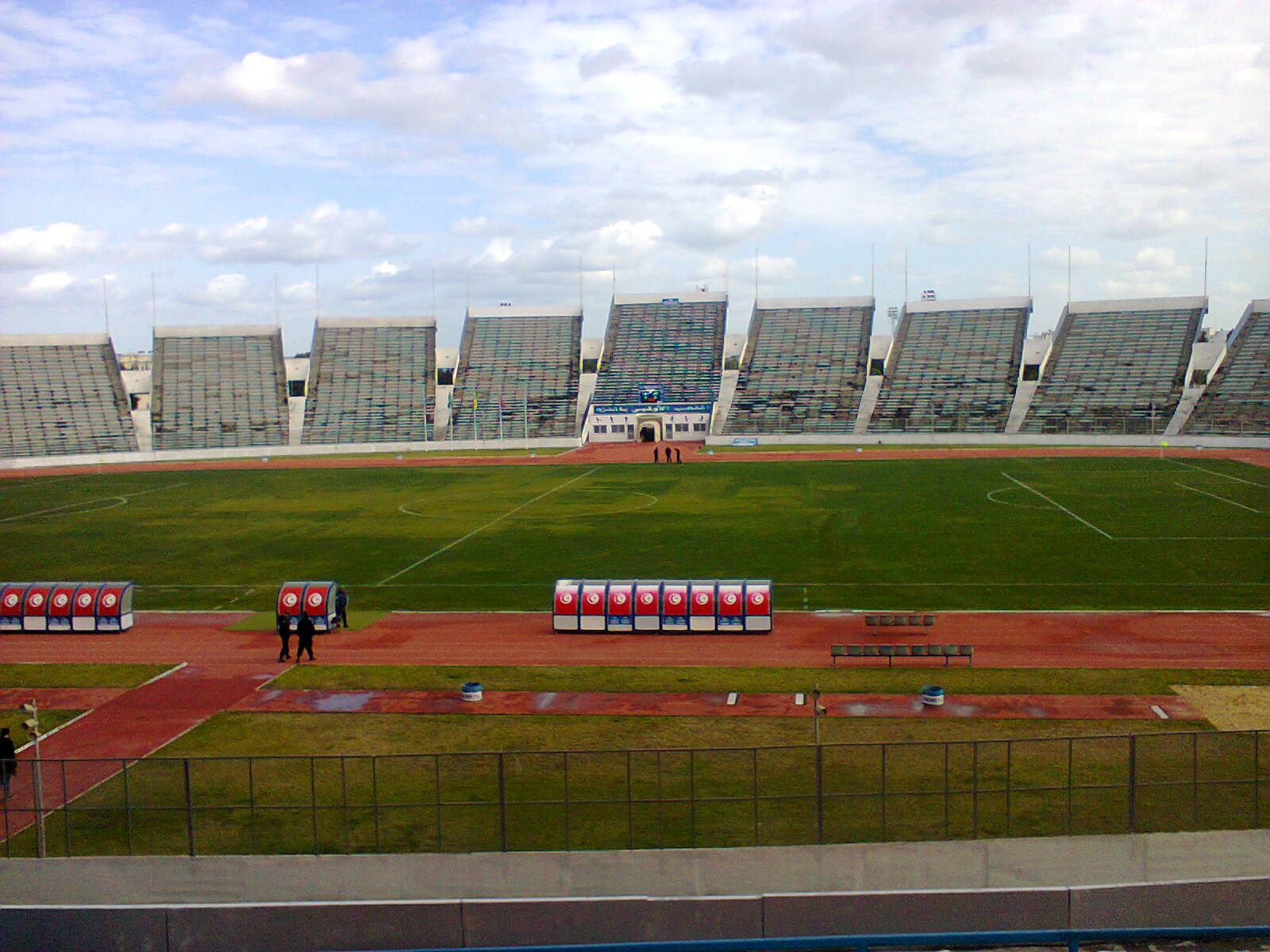
Stade olympique d'El Menzah
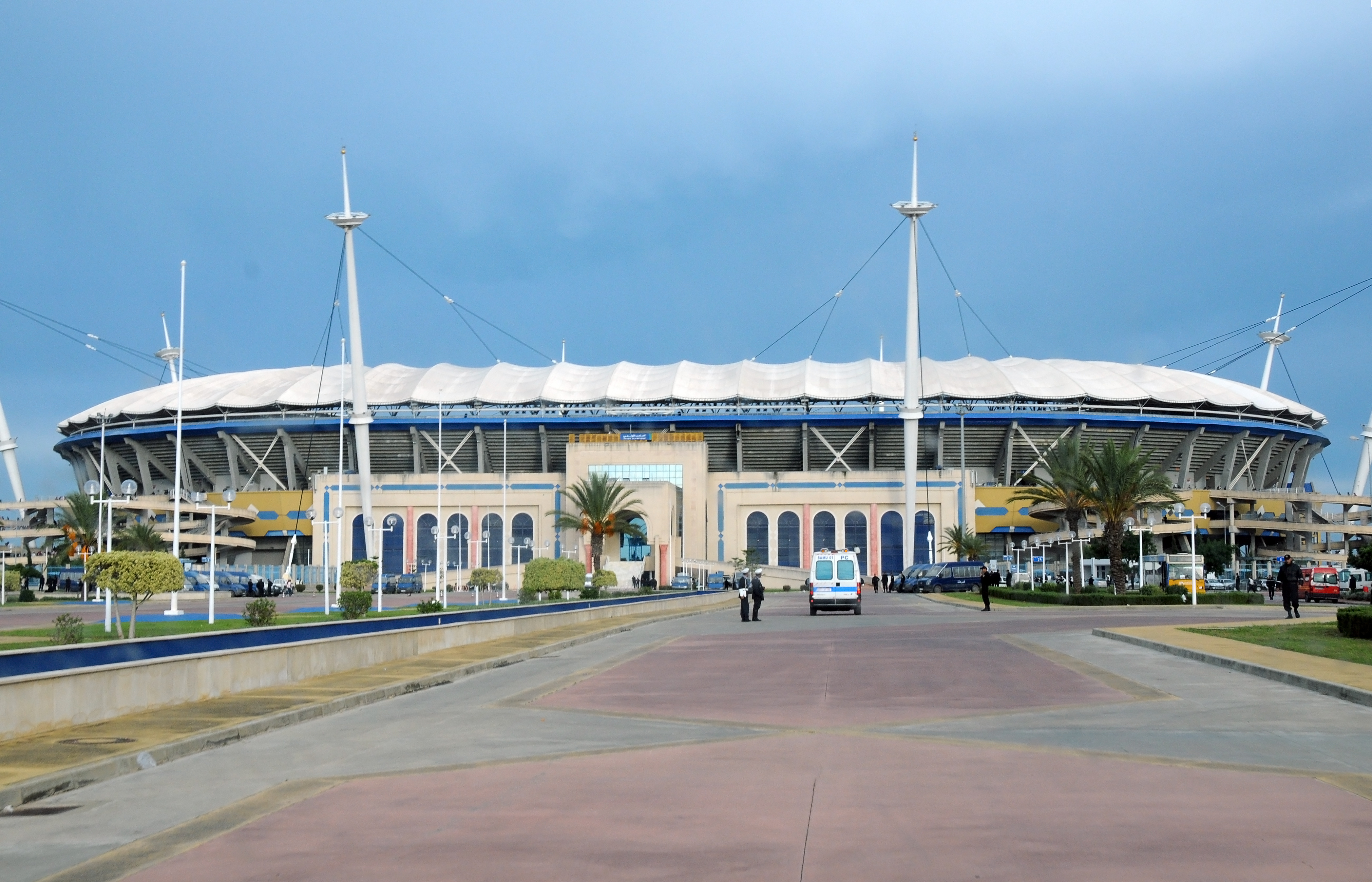
Stade olympique de Radès

#### Parc Mounir-Kebaili
Le Parc Mounir-Kebaili ou parc A ouvre ses portes en 1999 à l'ensemble des joueurs professionnels et du personnel administratif. Il comporte l'administration du club, le centre de formation, quatre terrains en herbe et un terrain synthétique, une salle de musculation et une salle de soins pour les professionnels. On peut également y trouver un hôtel et la boutique officielle du club — une première pour un club tunisien — tous répartis sur une surface de sept hectares ; les terrains sont partagés entre les jeunes et les professionnels.

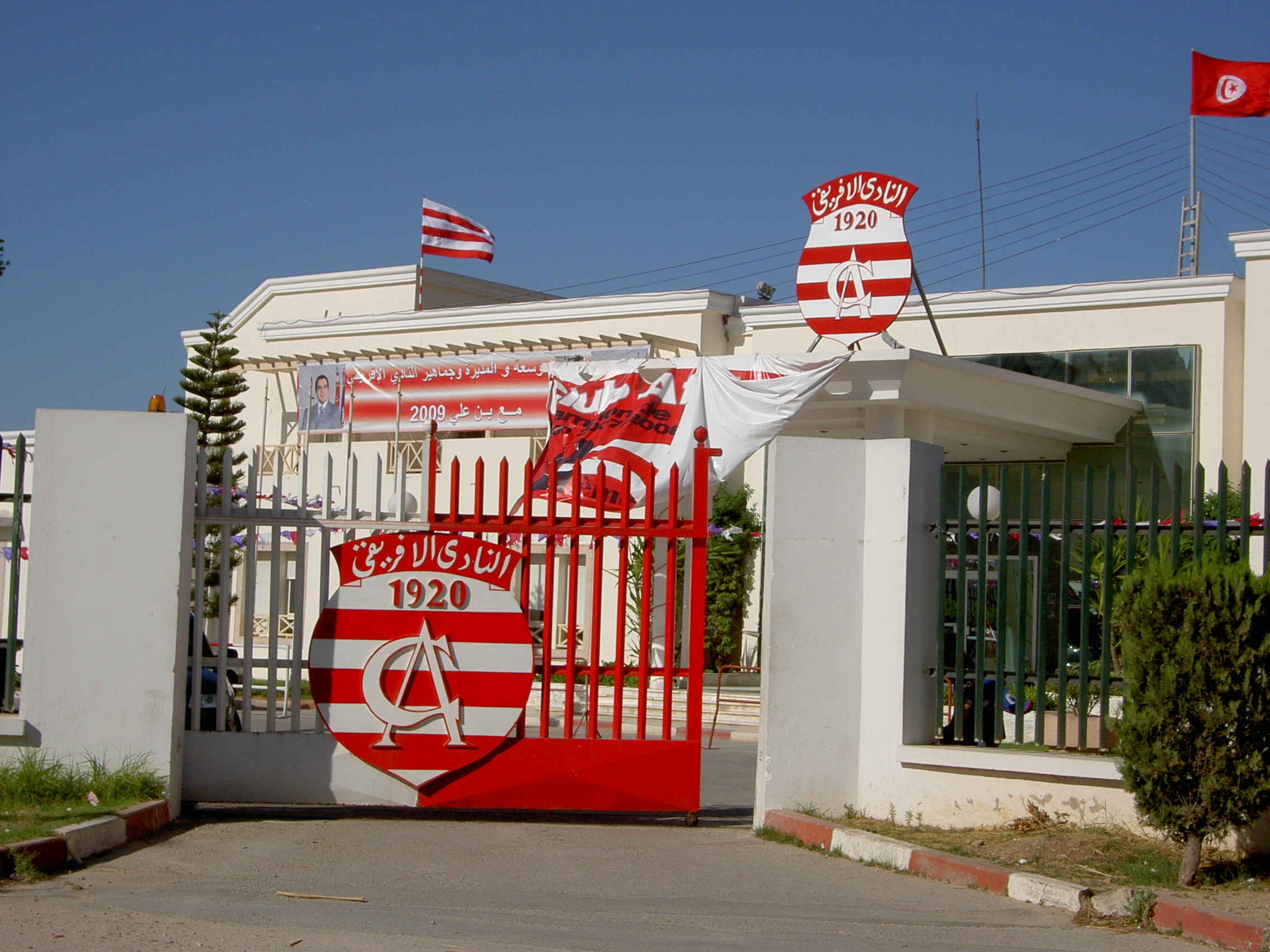
Entrée du parc Mounir-Kebaili (parc A)
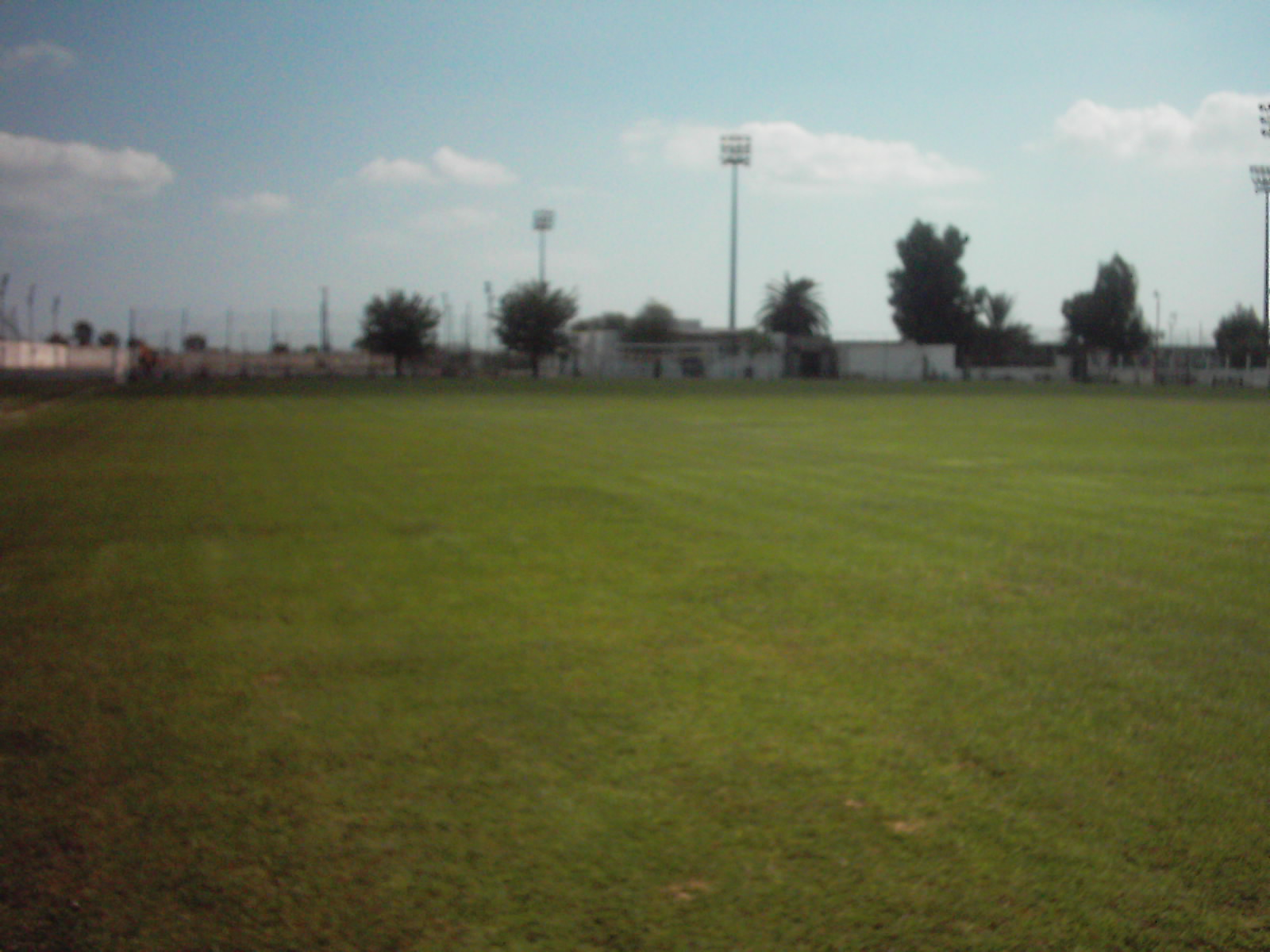
Terrain d'entraînement pour l'équipe A
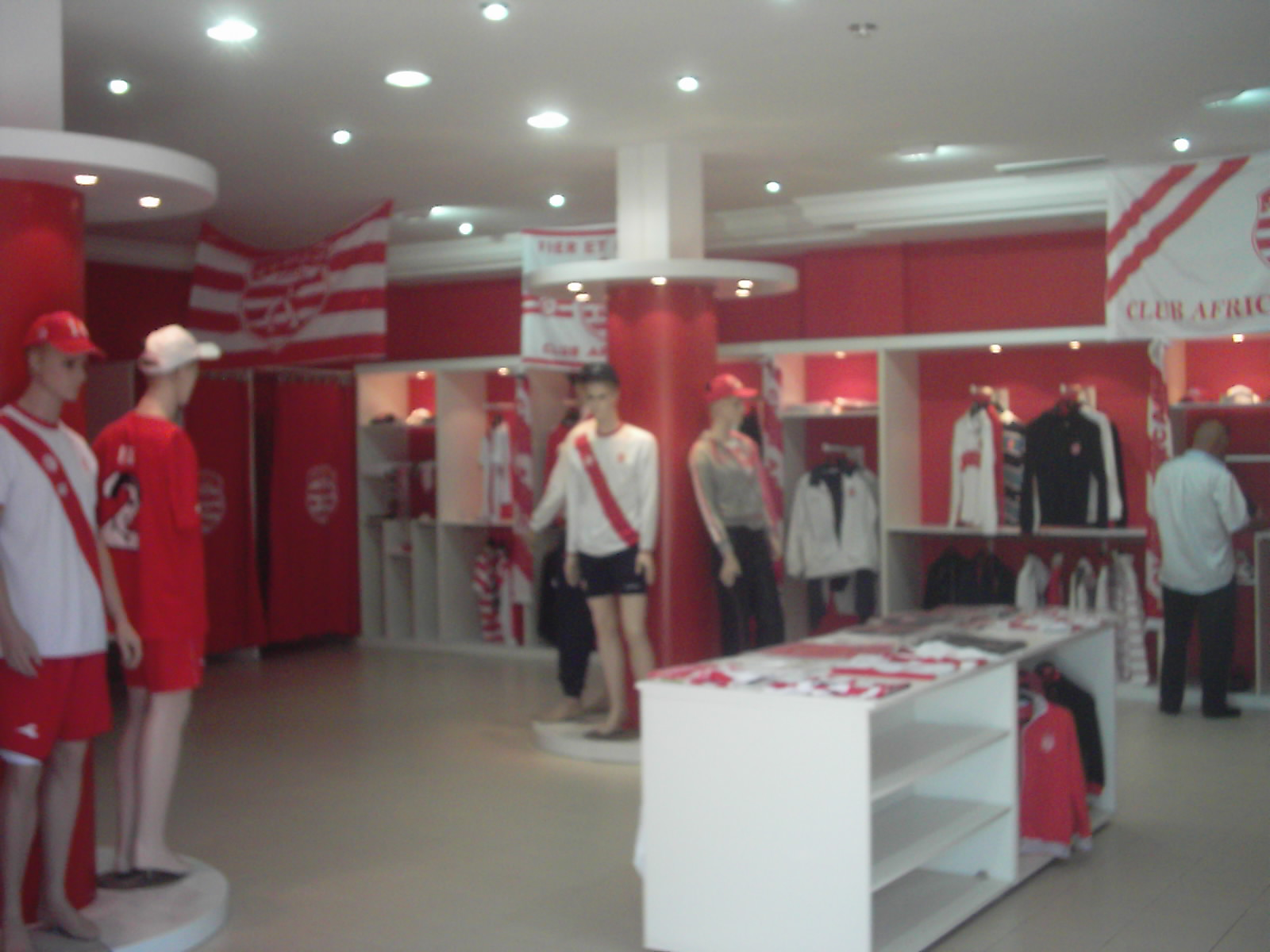
Boutique du Club africain

## Communication et partenaires

### Organes de communication

#### Web et télévision

Logo de CA TV.

Le site web officiel est édité en français mais ne fonctionne pas en 2017. De plus, le club a créé la CA TV dont l'objet est de produire et diffuser des contenus sur le club via les nouveaux médias (site web, web TV, réseaux sociaux et smartphones). Chaque lundi, le club diffuse par ailleurs CA TV Live sur la chaîne Tunisna TV.

#### Réseaux sociaux
En juillet 2017, il arrive en tête des formations tunisiennes au classement des abonnés sur les différents réseaux sociaux.

#### CA Mobile
L'offre CA Mobile est lancée en 2015 après une convention entre l'opérateur Ooredoo et le Club africain,. Des cartes SIM aux couleurs du club sont dès lors disponibles pour les supporters avec des avantages exclusifs, une première à l'échelle nationale.

### Sponsors et équipementiers
| Période   | Équipementier | Sponsor               |
| --------- | ------------- | --------------------- |
| 1995–1997 | Diadora       | Coca-Cola             |
| 1997–2007 | Diadora       | Coca-Cola Samsung     |
| 2007–2008 | Diadora       | Boga Ford             |
| 2008–2011 | Diadora       | Coca-Cola Ford        |
| 2011–2012 | Legea         | Boga                  |
| 2012–2013 | Legea         | Aucun                 |
| 2013–2014 | CA Design     | Aucun                 |
| 2014–2020 | Umbro         | Ooredoo               |
| 2020–2024 | Umbro         | Qatar Airways Ooredoo |

#### Sponsors
Depuis les années 1990, le premier sponsor du Club africain est Coca-Cola et la marque locale Boga, le maillot portant d'autres marques telles que Samsung et Ford.
En 2012, une première dans l'histoire récente du Club africain, les maillots du club ne portent plus de logos de sponsors durant la saison 2012-2013, annonce faite par le directeur exécutif Christophe Maillol, le club ayant décidé de défendre deux causes humanitaires avec les logos de deux associations caritatives affichés sur le devant et l'arrière des maillots.
En 2014, le club signe un contrat avec l'opérateur de télécommunications Ooredoo.
En 2020, le club signe un contrat avec la compagnie aérienne Qatar Airways d'une valeur totale de huit millions de dollars.

#### Équipementiers
Diadora reste l'équipementier du Club africain de 1995 à 2011, puis Legea prend le relais pour deux saisons, de 2011 à 2013.
En 2013-2014, l'équipe dispute ses matchs avec les équipements de sa propre marque, CA Design.
Umbro est l'équipementier de l'équipe dès la saison 2014-2015 et ce dans le cadre d'un partenariat de quatre ans.

## Identités et symboles

### Couleurs et maillot
Les couleurs rouge et blanc du Club africain sont le résultat de la volonté de ses fondateurs de rechercher une identité nationale. Pour ce faire, ils reprennent les couleurs du drapeau national. Le club utilise un maillot rouge et blanc, rayé d'abord verticalement durant ses premières années d'existence puis horizontalement ; les couleurs du short sont également le rouge et le blanc.
Principaux maillots utilisés à domicile par le Club africain
| 1920-1930 | 1930-1940 | 1947-1948 | 1975-1976 | 1990-2000 | 2013-2014 | 2018-2019 |

La couleur du club lorsqu'il joue à l'extérieur est traditionnellement le bleu. Le troisième maillot du club est utilisé généralement pour les coupes d'Afrique mais aussi dans le cas où les maillots habituellement portés à domicile et à l'extérieur sont trop ressemblants par rapport à ceux de l'adversaire. Le gris est la couleur majoritairement utilisée pour la Ligue des champions et la coupe de la confédération.
Principaux maillots utilisés à l'extérieur par le Club africain
| 1920-1930 | 1930-1940 | 1947-1948 | 1975-1976 | 1990-2000 | 2013-2014 | 2018-2019 |

### Emblèmes
Le Club africain s'est inspiré pour son premier emblème des couleurs du drapeau tunisien, le rouge et le blanc, devenant la première et seule association sportive tunisienne de l'époque à arborer le croissant et l'étoile sur la poitrine de ses joueurs comme emblèmes d'un club.

Logo (croissant et étoile) utilisé en 1920.
Logo ancien.
Logo actuel.
Logo marquant les 90 ans du club.

### Mascotte

Namroud, la mascotte officielle.

Au début des années 1990, la mascotte du club est un tigre appelé Namroud qui porte le maillot du club de couleur rouge et blanche, un short rouge et des chaussettes montantes blanches. Il s'impose comme l'un des emblèmes du club pendant de nombreuses années. Par la suite, le club adopte une nouvelle mascotte, un tigre blanc se promenant avec un ballon.

## Culture populaire

### Groupes de supporters
Plusieurs groupes de supporters se déclarent rattachés au club ; ils se chargent de l'ambiance dans le stade avec des tifos (appelés communément dakhla), des chants, des chorégraphies et des fumigènes. Ils se distinguent en 2013 et 2017.
Les African Winners, fondé en 1995, est l'un de ces groupes appartenant au mouvement ultra ; il est considéré comme le premier groupe ultras du monde arabe et de l'Afrique,, même si cette affirmation est contestée. Ils interviennent pour suspendre les entraînements en 2022.
Parmi les autres groupes, on peut citer la Curva Nord, le 12, les Leaders Clubistes, Los Barrachos, les North Vandals, les Dodgers Clubistes et les Chicos Latinos. Tous se partagent le Virage Nord.

### Rivalité

#### Derby tunisois

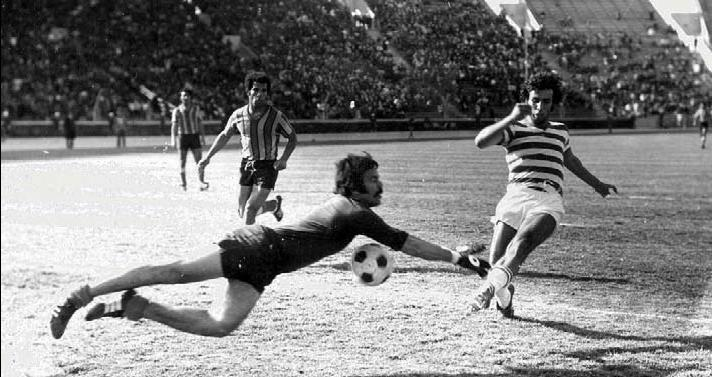
Scène de derby tunisois du 13 février 1970.

La plus longue rivalité du Club africain est celle avec l'autre équipe de Tunis, l'Espérance sportive de Tunis, qui est due au succès des deux clubs et à la proximité géographique des deux quartiers de Bab Jedid et Bab Souika. Ce sont les deux clubs les plus titrés de Tunisie avec un palmarès africain conséquent. Les derbies entre le Club africain et l'Espérance sportive de Tunis commencent lors de la saison 1923-1924, lorsque le Club africain rejoint l'EST en deuxième série (promotion 1). Les derbys se déroulent généralement au stade olympique d'El Menzah ou de Radès. Le meilleur buteur lors des matchs opposant les deux clubs est Hassen Bayou avec neuf réalisations.
Quelques matchs sont restés gravés dans la mémoire des supporters :
- 23 mars 1924 : Le premier derby officiel a lieu pour le compte de la cinquième journée du championnat de la deuxième série[157] (victoire 3-0) ;
- 10 octobre 1926 : Le premier derby en coupe de Tunisie a lieu à l'occasion des seizièmes de finale au Vélodrome[157] (victoire 1-0) ;
- 13 novembre 1955 : Le clubiste Mounir Kebaili inscrit à la 65e minute le premier but, son coéquipier Ridha Meddeb doublant la mise à la 71e et permettant à son club de s'imposer (victoire 2-0) ;
- 5 mai 1985 : Le Club africain afflige à son adversaire sa seconde plus large défaite lors d'un derby (victoire 5-1) après celle de la saison 1977-1978 (victoire 5-2) ;
- 27 janvier 2007 : Après neuf ans sans victoire, le Club africain s'impose grâce à un but à la 87e de Moussa Pokong (victoire 1-0) ;
- 1er mars 2009 : Pendant la saison 2008-2009, l'équipe marque trois buts en moins de soixante minutes lors du derby de la phase retour du championnat (victoire 3-0) ;
- 12 mai 2015 : Pendant la saison 2014-2015, le derby de la phase retour du championnat, décisif pour départager les deux clubs de la capitale d'une part et l'Étoile sportive du Sahel d'autre part, est désigné comme le « derby du siècle » par certains médias tunisiens[158], le match se solde par la victoire des clubistes, futurs champions de cette saison par un but à zéro.

Étant les deux clubs les plus couronnés de succès en Tunisie, la rivalité se renouvelle chaque année, chaque équipe luttant afin de remporter le championnat.

#### Classico
Le Club africain a également une rivalité avec l'Étoile sportive du Sahel d'une part et le Club sportif sfaxien d'autre part, les clubs luttant régulièrement pour le titre de champion national.
Quelques matchs contre l'Étoile sportive du Sahel sont restés gravés dans la mémoire des supporters :
- 26 avril 1964 : victoire 3-2 ;
- 1er juin 1967 : finale de la coupe de Tunisie remportée (2-0) avec des buts marqués par Salah Chaoua (96e min et 119e min)[161] ;
- 2 mars 1986 : victoire 3-2 dans le cadre du championnat avec les buts marqués par Faouzi Seghier (18e min), Khaled Touati (61e min) et Hédi Bayari (69e min) ;
- 12 octobre 1995 : finale de la coupe arabe des vainqueurs de coupe 1995 remportée grâce à un but en or marqué par Nabil Maâloul (victoire 1-0) ;
- 20 avril 2008 : match décisif pour le championnat 2007-2008 (match nul 2-2 avec deux buts de Wissem Ben Yahia 36e et 60e min) ;
- 14 avril 2010 : victoire 3-0 dans le cadre du championnat avec les buts marqués par Khalilou Traoré (11e min), Amir Akrout (35e min) et Oussama Sellami (41e min).
- 13 mai 2018 : victoire 4-1 dans le cadre de la finale de la coupe de Tunisie 2018 avec les buts marqués par Wissem Ben Yahia (37e min), Saber Khalifa (51e et 94e min) et Ghazi Ayadi (65e min).

Quelques matchs contre le Club sportif sfaxien sont aussi restés gravés :
- 1956 : victoire 5-3 lors des huitièmes de finale de la coupe de Tunisie 1956 ;
- 29 juin 1958 : victoire 5-1 ;
- 15 mars 1964 : victoire 3-0 ;
- 11 mai 1980 : victoire 4-0 ;
- 17 juin 1990 : seconde plus large victoire lors d'un classico (5-2) après celle de 1980 (5-2) ;
- 17 septembre 1995 : victoire 4-0 dans le cadre du championnat avec les buts marqués en deuxième mi-temps par Sami Touati (7e et 14e minutes), Samir Sellimi (19e) et Adel Sellimi (24e).

### Jumelage et partenariat
- Olympique lyonnais[162]
- Zamalek Sporting Club[163]

## Autres équipes

### Espoirs
| Palmarès de l'équipe espoirs du Club africain |
| --- |
| - Championnat de Tunisie espoirs (7) - Champion : 1966, 1968, 1976, 1990, 1991, 1992, 2005 - Coupe de Tunisie de football espoirs (4) - Vainqueur : 1991, 2001, 2014, 2015 - Coupe de la Ligue tunisienne de football espoirs (1) - Vainqueur : 2016 |

Cette équipe est un lien entre les sections jeunes et l'équipe professionnelle ; elle permet notamment aux joueurs du groupe professionnel, blessés de longue date, d'effectuer un retour à la compétition de manière progressive.
L'équipe espoirs du Club africain évolue en championnat de Tunisie espoirs. L'équipe remporte le championnat par sept fois en 1966, 1968, 1976, 1990, 1991, 1992 et 2005 et la coupe de Tunisie espoirs par trois fois en 1991, 2001, 2014 et 2015.
Durant la saison 2015-2016, les espoirs remportent la coupe de la Ligue tunisienne de football espoirs après avoir battu les espoirs de l'Étoile sportive du Sahel en finale (1-1 puis 3-2 après tirs au but) au stade d'Hammamet.

### Jeunes
| Palmarès des équipes de jeunes du Club africain |
| --- |
| - Championnat de Tunisie juniors (2) - Vainqueur : 1973, 2013 - Coupe de Tunisie juniors (3) - Vainqueur : 1961, 1962, 1973 - Championnat de Tunisie cadets A (4) - Vainqueur : 2013, 2014, 2015, 2018 - Coupe de Tunisie cadets A (1) - Vainqueur : 1999 - Championnat de Tunisie cadets B (2) - Vainqueur : 2014, 2017 - Coupe de Tunisie cadets B (1) - Vainqueur : 2015 - Coupe de Tunisie minimes (1) - Vainqueur : 1984 - Championnat de Tunisie minimes A (3) - Vainqueur : 2016, 2018, 2019 - Coupe de Tunisie minimes A (3) - Vainqueur : 2016, 2018, 2019 - Championnat de Tunisie minimes B (2) - Vainqueur : 2012, 2015 - Coupe de Tunisie minimes B (3) - Vainqueur : 2010, 2015, 2019 - Championnat de Tunisie minimes C (1) - Vainqueur : 2013 - Championnat de Tunisie écoles A (2) - Vainqueur : 2012, 2013 - Championnat de Tunisie écoles B (2) - Vainqueur : 2012, 2013 - Danone Nation's Cup Tunisie (6) - Champion : 2006, 2008, 2011, 2012, 2016, 2017 |

Le Club africain possède neuf formations de jeunes, de l'école de football aux juniors.